# Scream (film, 1996)
Vous lisez un « bon article » labellisé en 2019.
Pour les articles homonymes, voir Scream.
Série Scream
Scream 2
(1997)
Pour plus de détails, voir Fiche technique et Distribution.
Scream /skɹim/  (litt. « hurlement »), ou Frissons au Québec, est un film d'horreur américain réalisé par Wes Craven, écrit par Kevin Williamson, sorti en 1996. Il fait partie de la franchise Scream dont il est l'opus initial.
En partie inspiré par l'affaire du tueur de Gainesville et la franchise Halloween, le film combine le slasher, la comédie noire, le whodunit  et la mise en abyme . Ce premier volet constitue une satire des films d'horreur traditionnels, tels qu'Hollywood en produisait dans les années 1960 à 1990. Le film émet également des commentaires sur les archétypes puritains de ces productions, ainsi que les clichés du genre.
Le film met en scène Neve Campbell dans le rôle de l'héroïne du film, Sidney Prescott, rôle qui la révèle et fait d'elle une star. Le film s'offre également la présence de Courteney Cox dans le rôle d'une journaliste à scandale et de Drew Barrymore dans le rôle de la deuxième victime du film, les deux seules actrices connues du casting à l'époque grâce à la série Friends pour la première et au film E.T., l'extra-terrestre, entre autres, pour la seconde. Le film met également en scène Skeet Ulrich qui incarne Billy Loomis, le petit ami de Sidney, tandis que Rose McGowan, Matthew Lillard, David Arquette et Jamie Kennedy jouent les amis proches de Sidney. Pour ces derniers, le film de Craven représente le premier gros succès commercial de leur carrière et les révèle au public.
L'intrigue tourne autour d'un mystérieux tueur en série, caché sous un costume de fantôme et armé d'un couteau, qui sévit dans une petite ville américaine située en Californie. Bien que visant principalement la jeune écolière Sidney Prescott, il s'en prend également à son entourage alors qu'elle peine à se remettre du meurtre de sa mère un an avant les évènements du film. Le tueur en question, surnommé plus tard Ghostface, réalise ses crimes en s'inspirant des plus grands films d'horreur des années précédentes.
Doté d'un budget de production s'élevant à 14 000 000 $, Scream en rapporte 173 046 663 $ à travers le monde et devient à cette époque le slasher ayant engrangé le plus de recettes de tous les temps et ce, jusqu'en 2018. Le film cumule également 2,2 millions d'entrées en France, l'un des plus gros scores jamais enregistrés pour un film d'horreur à ce jour au box-office français. Il représente également toujours le plus gros succès financier de la franchise au niveau mondial. Extrêmement bien accueilli par la critique du public mais aussi par les professionnels, le film est récompensé des statuettes du meilleur film d'horreur et du meilleur scénario aux Saturn Awards, ainsi que du Grand Prix au Festival de Gérardmer en 1997. L'interprétation de ses acteurs, notamment celle de Campbell et Barrymore, est très appréciée.
Scream marque un véritable tournant dans le cinéma de genre durant la fin des années 1990. Son scénario original au moment de sa sortie révolutionne le style du slasher, la popularité du film en fait rapidement un phénomène de société et relance, à l'époque, l'intérêt du public à l'égard du genre. Le film fait également parler de lui pour des crimes réalisés par des individus s'en étant inspirés, ce qui lance à l'époque le débat sur l'influence de la violence au cinéma et dans les médias en général sur les jeunes. En parallèle, la scène d'ouverture du film devient culte et Ghostface devient une icône du cinéma d'horreur. Ce succès est d'une telle ampleur que le film connait également cinq suites sorties au cinéma entre 1997 et 2023, un septième film à venir pour 2025, une série télévisée du même nom, plusieurs parodies comme Scary Movie en 2000, et relance à lui seul une vague de nouveaux slashers, plus communément surnommés « neo slashers », entre 1997 et 2002 comme Souviens-toi… l'été dernier et Urban Legend.
Le second film, Scream 2, qui est très rapidement mis en chantier après le premier film, sort en 1997.

## Synopsis

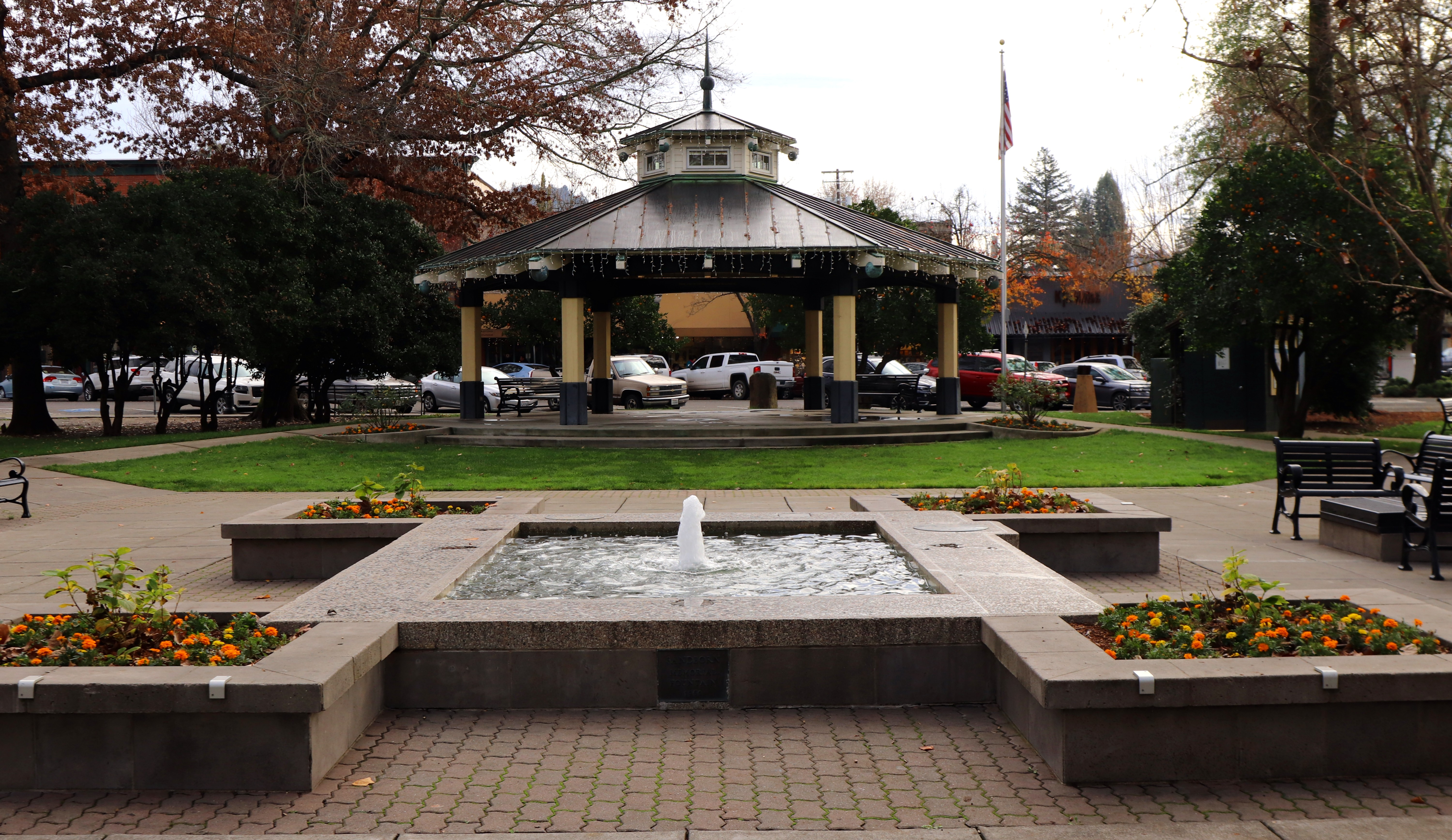
La fontaine ou se réunissent Sidney, Billy, Tatum, Stuart et Randy au début du film. Cette fontaine se trouve à Healdsburg, en Californie.

Un soir, Casey Becker (Drew Barrymore) est seule chez elle et s'apprête à regarder un film d'horreur avec son petit ami. Alors qu'elle prépare du pop-corn, un homme lui donne un premier coup de fil,. Peu à peu, la jeune fille et son interlocuteur sympathisent jusqu'à ce qu'il lui demande son nom et prétexte vouloir savoir l'identité de la jeune fille qu'il observe. Puis il se met à la harceler d'appels terrifiants et menaçants durant la soirée. Il lui présente alors son petit ami, Steven Orth (Kevin Patrick Walls), attaché et bâillonné dehors sur l'une des chaises du jardin. L'individu soumet Casey à un jeu : des questions sur les films d'horreur permettront à Steve de vivre ou non. Le sort de ce dernier repose sur les épaules de Casey, qui doit correctement répondre à toutes les questions pour sauver la vie de son petit ami. Malheureusement, la jeune fille finit par se tromper sur l'une des questions et condamne, malgré elle, le jeune homme à mort par éventration,. Le tueur finit par se dévoiler (il porte un déguisement noir et un masque blanc ressemblant à un fantôme) et s'en prend à Casey en l’attaquant dans le jardin alors qu'elle tente de s'enfuir, au moment où les parents de la jeune fille rentrent de leur soirée et ne sont qu'à quelques mètres d'elle. Malheureusement, Casey est incapable de crier après que le tueur a essayé de l'étrangler. Le tueur la poignarde à plusieurs reprises et ses parents l'entendent agoniser grâce au second téléphone de la maison. Lorsque la ligne se coupe et qu'ils ne peuvent plus appeler la police, le père de Casey envoie sa femme chercher du secours chez les voisins, mais lorsqu'elle sort, elle hurle de terreur et s'effondre en voyant le corps de Casey éventré et pendu à un arbre,.
Quelques instants plus tard, Sidney Prescott (Neve Campbell), seule dans sa chambre, est rejointe par Billy Loomis (Skeet Ulrich), qui entre par la fenêtre. Ils sont presque surpris par le père de Sidney, Neil Prescott (Lawrence Hecht), qui annonce à Sidney son départ hors de la ville. Avec l'intention de coucher avec elle, Billy se rapproche de la jeune femme, mais Sidney le repousse car elle n'est toujours pas prête à perdre sa virginité, ce qui représente d'ailleurs un souci dans leur couple. Le lendemain, la ville est sens dessus dessous : l'école des deux étudiants est bondée de policiers et de journalistes, ce qui rappelle à Sidney son douloureux passé, sa mère ayant été assassinée un an auparavant,,. Elle et le reste des étudiants du Woodsboro High sont appelés dans le bureau du proviseur Himbry (Henry Winkler) un à un pour une série de questions à propos de Casey, chaque personne étant considérée comme potentiellement suspecte. Puis Sidney retrouve son petit ami, sa meilleure amie, Tatum Riley (Rose McGowan) et ses amis Stuart Macher (Matthew Lillard), également petit ami de Tatum et ancien petit-ami de Casey, et Randy Meeks (Jamie Kennedy), qui est secrètement amoureux de Sidney et fanatique de films d'horreur. Ensemble, ils analysent la situation tout en essayant de comprendre le mobile et l'identité du tueur. À la fin de la journée, Sidney, encore abasourdie par le drame, rentre chez elle et passe le début de soirée seule en attendant que Tatum vienne la chercher pour passer le weekend avec elle, son père étant parti pour un voyage d'affaires. Cependant, très vite, le téléphone sonne. Au bout du fil, la voix de l'homme qui avait harcelé Casey la veille commence à lui parler, mais elle ne se sent pas d'abord menacée puisqu'elle pense à une mauvaise blague que Randy lui fait,. Après une discussion houleuse dans laquelle il nargue Sidney sur le destin tragique de sa mère, il sort d'un placard de la maison et attaque la jeune fille,, mais celle-ci réussit à se barricader dans sa chambre et appelle la police. Au même moment, Billy fait irruption dans la chambre par la fenêtre pour la rassurer. Toutefois, lorsqu'il fait tomber son téléphone, Sidney, prise de panique, le prend pour l'homme qui vient de la harceler au téléphone et s'enfuit avant de tomber sur Dewey Riley (David Arquette), le frère de Tatum, adjoint du shérif. Au poste, Billy est placé en garde à vue en attendant les relevés de communications de son portable. Dewey n'obtient pas la moindre information sur le père de Sidney, Neil, qui n'apparaît sur aucune liste de passagers sur un vol récent. À l'extérieur du commissariat, Sidney et Tatum sont confrontées à Gale Weathers (Courteney Cox), journaliste à scandales très ambitieuse et autocentrée. En fin de soirée, le tueur contacte Sidney chez Tatum et lui explique que Billy est innocent et qu'il est donc toujours en liberté.
Le lendemain matin, le journal télévisé présente Cotton Weary (Liev Schreiber), l'homme que Sidney a fait accuser du meurtre de sa mère un an auparavant. Ces accusations sont fausses selon Gale Weathers, qui a travaillé sur ce fait divers. Elle ne croit pas à la culpabilité de Cotton et pense même que le meurtre de Casey est lié à celui de Maureen. Sidney croise soudainement Billy dans les couloirs de l'école après que ce dernier a été relâché, faute de preuve. Au vu des récents événements et d'une nouvelle attaque sur Sidney au sein de la même école, dans les toilettes, un couvre-feu est mis en place par les autorités de la ville pour protéger les habitants, ce qui n'empêche pas la mort d'une troisième personne : le proviseur de l'école, Arthur Himbry, poignardé à plusieurs reprises dans son bureau,. Tatum fait part de son ressenti à Sidney sur les rumeurs entourant Maureen Prescott, la mère de Sidney. Elle commence à croire qu'il se pourrait que Maureen ait eu une aventure avec Cotton Weary, son présumé assassin, ce qui amène Sidney à douter elle-même de leur relation et de l'erreur qu'elle a peut-être faite en accusant Cotton. Le tueur n'est pas loin et les observe.

Le soir même, malgré le couvre-feu, une fête est organisée au domicile de Stuart. Gale accompagne Dewey à la soirée pour y poser en secret une caméra, et le tueur profite très rapidement de cette soirée pour faire une autre victime : Tatum est assassinée dans le garage, la nuque brisée dans la chatière de la porte,. Pendant ce temps, Randy apporte avec lui plusieurs cassettes vidéo de films d'horreur et annonce les fameuses règles à respecter pour survivre dans ce genre de films : notamment de ne pas faire l'amour, ne pas consommer d'alcool ou de drogues et ne jamais dire : « Je reviens tout de suite ». Sidney retrouve Billy et décide de lui refaire confiance en couchant pour la première fois avec lui, ce qui agace Randy. Devant Halloween de John Carpenter, les derniers invités de la soirée filent à toute vitesse pour aller découvrir le cadavre du proviseur, retrouvé éventré et pendu quelques minutes avant, et laissent Randy seul dans le salon. Parallèlement, Dewey part à la recherche d'une voiture signalée à l'abandon dans un fossé non loin de chez Stuart. Sur la route, il se rapproche de Gale, qui l'accompagne, et ils retrouvent la voiture en question, qui est celle celle de Neil Prescott.

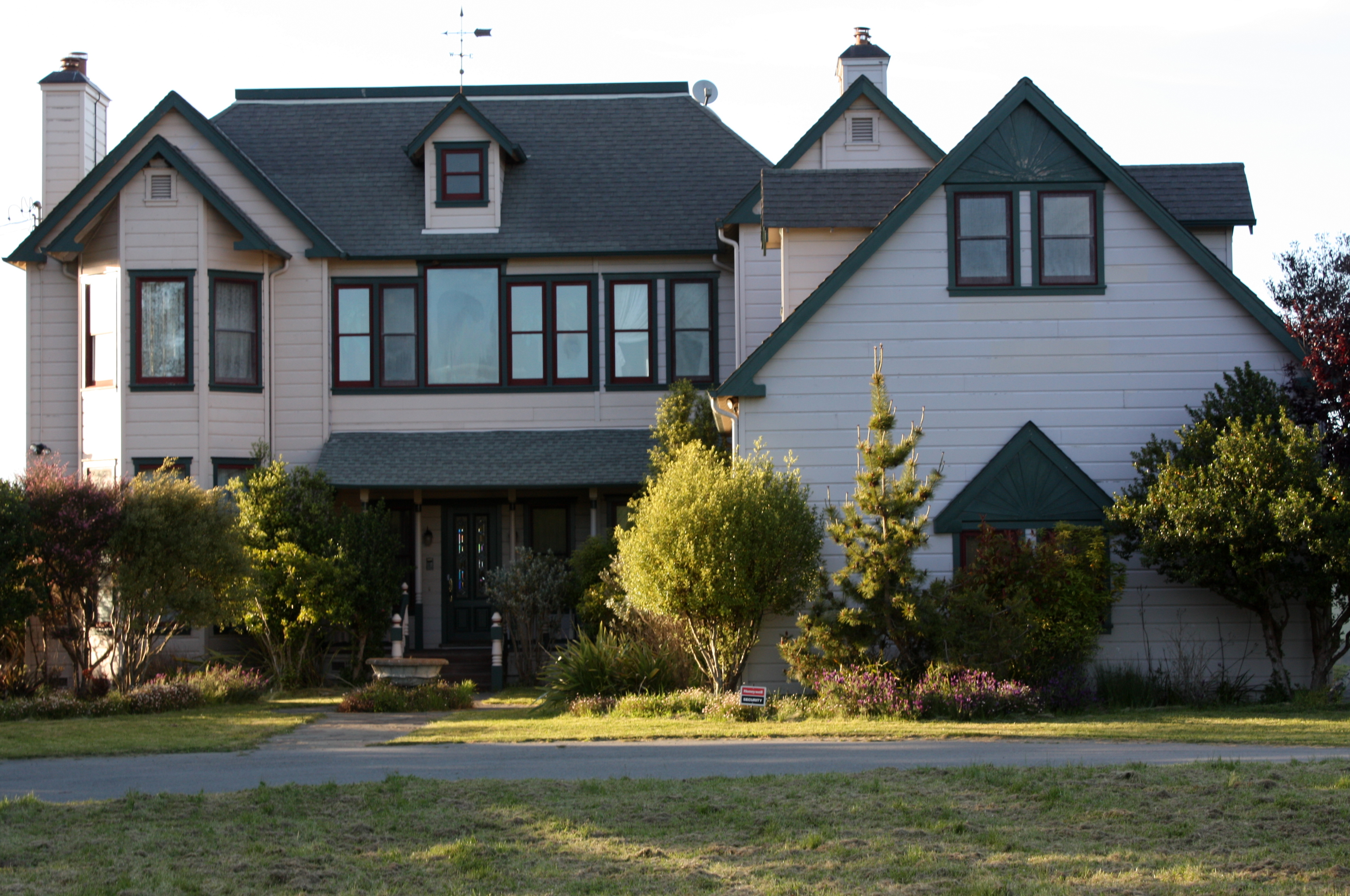
La véritable maison utilisée par l'équipe technique du film pour représenter la maison de Stu Macher dans Scream.

 Alors que Sidney et Billy viennent de terminer leurs ébats, le tueur fait irruption dans la chambre et poignarde plusieurs fois Billy. Sidney arrive à s'enfuir hors de la maison par une des fenêtres du grenier, découvre avec effroi le corps de Tatum et demande de l'aide à Kenny (W. Earl Brown), le cameraman de Gale qui est resté dans la camionnette pour visualiser les images de la mini caméra déposée par la journaliste. À ce moment-là, Kenny et Sid aperçoivent sur la caméra le tueur prêt à achever Randy. Kenny sort de la camionnette pour tenter d'aller aider le jeune homme mais, avec un différé de 30 secondes sur la diffusion de la vidéo dans le camion, le tueur profite de ces secondes pour sortir de la maison et attaque Kenny par surprise sous les yeux de Sidney, qui parvient à s'enfuir,. Dewey revient à la maison et y pénètre, persuadé que le tueur y est présent. Gale découvre le corps de Kenny et, prise de panique, s'enfuit avec la camionnette avant de finir sa course contre un arbre en évitant Sidney. Le sort de Gale est inconnu.
Arrivée à la maison, Sidney découvre Dewey, un couteau planté dans le dos. Alors qu'elle échappe une nouvelle fois au tueur, elle parvient à passer un appel de détresse à la police avant de tomber sur Randy et Stuart, qui s'accusent mutuellement d'être l'assassin. Prise de doute, elle leur ferme la porte au nez. À l'intérieur, Billy fait son apparition mais chute dans les escaliers à cause de ses blessures. Sidney lui confie le pistolet qu'elle a pris à Dewey, et Billy fait entrer Randy dans la maison. Celui-ci clame que Stuart est devenu fou. Soudain, Billy tire sur Randy et dévoile, contre toute attente, être le tueur, mais il n'a pas agi seul : Stuart se révèle être son complice. Ils dévoilent à Sidney qu'ils sont les vrais tueurs de sa mère un an auparavant : Maureen était la maîtresse de Hank Loomis, le père de Billy, ce qui a provoqué le départ de sa mère. Il a assassiné Maureen pour se venger et a fait porter le chapeau à Cotton Weary en lui volant son blouson et en le tachant du sang de Maureen avant de le déposer dans sa voiture pour le faire accuser. Il s'agit du mobile de Billy, et Stuart évoque la pression psychologique de son entourage. Ils expliquent également que tous ces meurtres sont inspirés de ceux des films qu'ils ont vus auparavant. S'ensuit une explication de leur plan à venir : faire accuser Neil Prescott qu'ils avaient enlevé, en le rendant responsable des récents homicides dus à une folie meurtrière causée par la mort de sa femme, tuer Sidney pour ne laisser aucun survivant innocent et tirer une balle dans la tête de Neil pour faire croire à son suicide. Ils en viennent même à se poignarder l'un l'autre pour se faire passer pour des victimes. Gale refait alors son apparition et pointe l'arme de Dewey sur Billy, ce qui laisse le temps à Sidney de s'enfuir avec son père. Gale est assommée par Billy avant que les deux meurtriers se mettent à la recherche de Sidney dans la maison. Sidney tue d'abord Stuart en lui écrasant une télévision sur la figure avant d'achever Billy d'une balle dans la tête avec l'aide de Gale,.
Au lever du jour, Sidney, Neil, Randy et Dewey, qui a survécu à sa blessure, sont pris en charge par les secours, et Gale peut enfin réaliser le reportage de ses rêves au terme de cet effroyable massacre qu'elle qualifie de véritable film d'horreur,.

## Personnages
- Sidney Prescott : une jeune étudiante qui se remet encore difficilement du meurtre de sa mère un an avant les événements relatés dans le film[4],[15],[11]. Entourée de ses amis et de son petit ami, elle vit à Woodsboro avec son père, Neil Prescott, qui est continuellement en voyage d'affaires[15].
- Dewey Riley : le frère de Tatum et également adjoint du shérif de Woodsboro[11]. Il est considéré comme un grand enfant par David Arquette et un personnage assez doux[11], ce qui le rend selon lui attachant[15].
- Gale Weathers : ambitieuse et autocentrée[4], la journaliste ne recule devant rien pour avoir ce qu'elle veut (en l'occurrence des scoops sur l'affaire)[15]. Avant les événements du film, elle est l'auteur d'un livre portant sur le meurtre de la mère de Sidney, injustement imputé à Cotton Weary selon elle[12].
- Billy Loomis : le petit ami de Sidney au physique charmeur et mystérieux mais très vite considéré comme suspect[15].
- Tatum Riley : la meilleure amie de Sidney[15], elle est décrite par Rose McGowan comme étant drôle, loin d'être stupide, et surtout loyale envers Sidney[15].
- Stuart "Stu" Macher : le petit ami de Tatum et le meilleur ami de Billy[15]. Il est l'ami qui ne tient pas en place[11] en étant fou, charmant et peu effrayé par la situation[15].
- Randy Meeks : le « geek »[11] de la bande qui n'arrive pas à avoir « la fille », Sidney[15]. Ce personnage est celui qui possède le plus de connaissances sur les films d'horreur[15].
- Kenny Jones : le cameraman de Gale, qui la suit partout[15].
- Shérif Burke : chef de la police de Woodsboro[11].
- Le proviseur Himbry : le proviseur de l'école de Woodsboro, décrit comme « moralement droit mais légèrement dérangé »[15] et également aigri[11].
- Neil Prescott : le père de Sidney, souvent absent pour ses déplacements et, de ce fait, considéré comme suspect[15].
- Casey Becker : la deuxième victime du film[15], elle est chez elle dans une grande maison de campagne[16] et se prépare des pop-corns avec l'intention de regarder un film d'horreur quand le tueur l'appelle[15].
- Steven Orth : le petit ami de Casey et la toute première victime du film[11].
- Cotton Weary : l'homme que Sidney accuse d'être le meurtrier de sa mère[15],[11].
- Maureen Prescott : la mère de Sidney qui a été violée et tuée l'année précédant l'histoire du film[4].

## Fiche technique
Sauf indication contraire, les informations mentionnées dans cette section peuvent être confirmées par les bases de données cinématographiques IMDb et Allociné,  présentes dans la section « Liens externes ».
- Titre original et français : Scream
- Titre québécois : Frissons[1]
- Réalisation : Wes Craven
- Scénario : Kevin Williamson[17]
- Musique : Marco Beltrami[17]
  - Orchestration : Pete Anthony et William Boston
  - Montage musical : E. Gedney Webb
- Direction artistique : David Lubin
- Décors : Bruce Alan Miller
- Costumes : Cynthia Bergstrom
- Maquillage : Carol Schwartz
- Coiffure : Barbara Olvera
- Photographie : Mark Irwin et Peter Deming
- Son : Rick Alexander, Tom E. Dahl, Richard Bryce Goodman, Leslie Shatz, Dinia D. Watkins
- Montage : Patrick Lussier[17]
- Production : Cathy Konrad et Cary Woods[17]
  - Production déléguée : Marianne Maddalena, Bob Weinstein et Harvey Weinstein
  - Production associée : Nicholas Mastandrea
  - Coproduction : Dixie J. Capp
  - Coproduction déléguée : Stuart M. Besser
- Sociétés de production : Woods Entertainment[17], présenté par Dimension Films
- Sociétés de distribution : AMC Theatres et Dimension Films[17] (États-Unis) ; Les Films Number One (France)[18] ; Kinepolis Film Distribution (KFD) (Belgique) ; Alliance (Canada)
- Budget de production : 14 millions de $[19] ; 15 millions de $[20],[21]
- Pays de production :  États-Unis[17]
- Langue originale : anglais[17]
- Format : couleur - 35 mm - 2,35:1 (Panavision) - son Dolby / Dolby Digital
- Genre : épouvante-horreur, slasher[17],[22],[12], mystère
- Durée : 111 minutes[21]
- Dates de sortie[23] :
  - États-Unis, Québec : 20 décembre 1996[1],[17],[21]
  - France : 16 juillet 1997[24]
  - Belgique : 18 juillet 1997[25]
  - Suisse romande : 15 août 1997[26]
- Classification :
  - États-Unis : interdit aux moins de 17 ans (R – Restricted)[17],[N 4]
  - France : interdit aux moins de 16 ans lors de sa sortie en salles[27], réévalué en interdit aux moins de 12 ans (art et essai ; visa d'exploitation CNC no 91977 délivré le 29 décembre 1998[28])[N 5].
  - Belgique : tous publics (Alle Leeftijden)[25]
  - Suisse romande : interdit aux moins de 16 ans[29]
  - Québec : 16 ans et plus lors de sa sortie en salles (16+ / 16 years and over), réévalué en 2008 en 13 ans et plus (violence) (13+ / 13 years and over)[1]

## Distribution
- Neve Campbell (VF : Sylvie Jacob ; VQ : Lisette Dufour) : Sidney Prescott
- Skeet Ulrich (VF : Lionel Melet ; VQ : Sylvain Hétu) : Billy Loomis
- Rose McGowan (VF : Marie-Eugénie Maréchal ; VQ : Aline Pinsonneault) : Tatum Riley
- David Arquette (VF : Daniel Lafourcade ; VQ : Sébastien Dhavernas) : Dwight « Dewey » Riley
- Courteney Cox (VF : Céline Monsarrat ; VQ : Anne Bédard) : Gale Weathers
- Matthew Lillard (VF : Thierry Ragueneau ; VQ : François Godin) : Stuart « Stu » Macher
- Jamie Kennedy (VF : Mathias Kozlowski ; VQ : Gilbert Lachance) : Randy Meeks
- Drew Barrymore (VF : Virginie Ledieu ; VQ : Christine Bellier) : Casey Becker
- W. Earl Brown : Kenneth « Kenny » Jones
- Henry Winkler (VF : Hervé Bellon ; VQ : Luis de Cespedes) : Arthur Himbry (non crédité)
- Joseph Whipp (VF : Richard Leblond ; VQ : Yves Massicotte) : Shérif Burke
- Lawrence Hecht (VQ : Jean-Marie Moncelet) : Neil Prescott
- Kevin Patrick Walls : Steven Orth
- Liev Schreiber : Cotton Weary (caméo)
- Roger L. Jackson (VF : Emmanuel Curtil ; VQ : Éric Gaudry) : Ghostface
- Dane Farwell : Ghostface (cascades)
- Lynn McRee : Maureen Prescott (apparition photo, non créditée)
- C.W. Morgan (VQ : Daniel Lesourd) : Hank Loomis
- Leonora Scelfo (VQ : Camille Cyr-Desmarais) : la pom-pom girl dans les W.C
- Nancy Anne Ridder : l'amie de la pom-pom girl
- Troy Bishop : un ado expulsé du lycée #1
- Ryan Kennedy : un ado expulsé du lycée #2
- Carla Hatley (VQ : Huguette Gervais) : Mme Becker
- David Booth : M. Becker
- Frances Lee McCain (VF : Sophie Arthuys) : Mme Riley
- Lisa Canning : la journaliste avec le masque
- Lois Saunders : Mme Tate, professeur de Sidney
- Bonnie Wood : une cliente au vidéo-club
- Linda Blair (VQ : Natalie Hamel-Roy) : une journaliste #1 (non créditée)
- Tony Kilbert : un journaliste #1
- Lisa Beach : une journaliste #2
- Wes Craven : le concierge de l'école (caméo)

Version française réalisée par L'Européenne de Doublage ; direction artistique : Danielle Perret ; adaptation des dialogues : Déborah Perret
Version québécoise réalisée par Cinélume ; direction artistique : Sébastien Dhavernas ; adaptation des dialogues : Nicolas Fontaine
Sources : Doublage français sur Rsdoublage.com et Allodoublage.com, doublage québécois sur Doublage.qc.ca et distribution sur Allociné.fr et SensCritique.com

Photos des principaux acteurs.
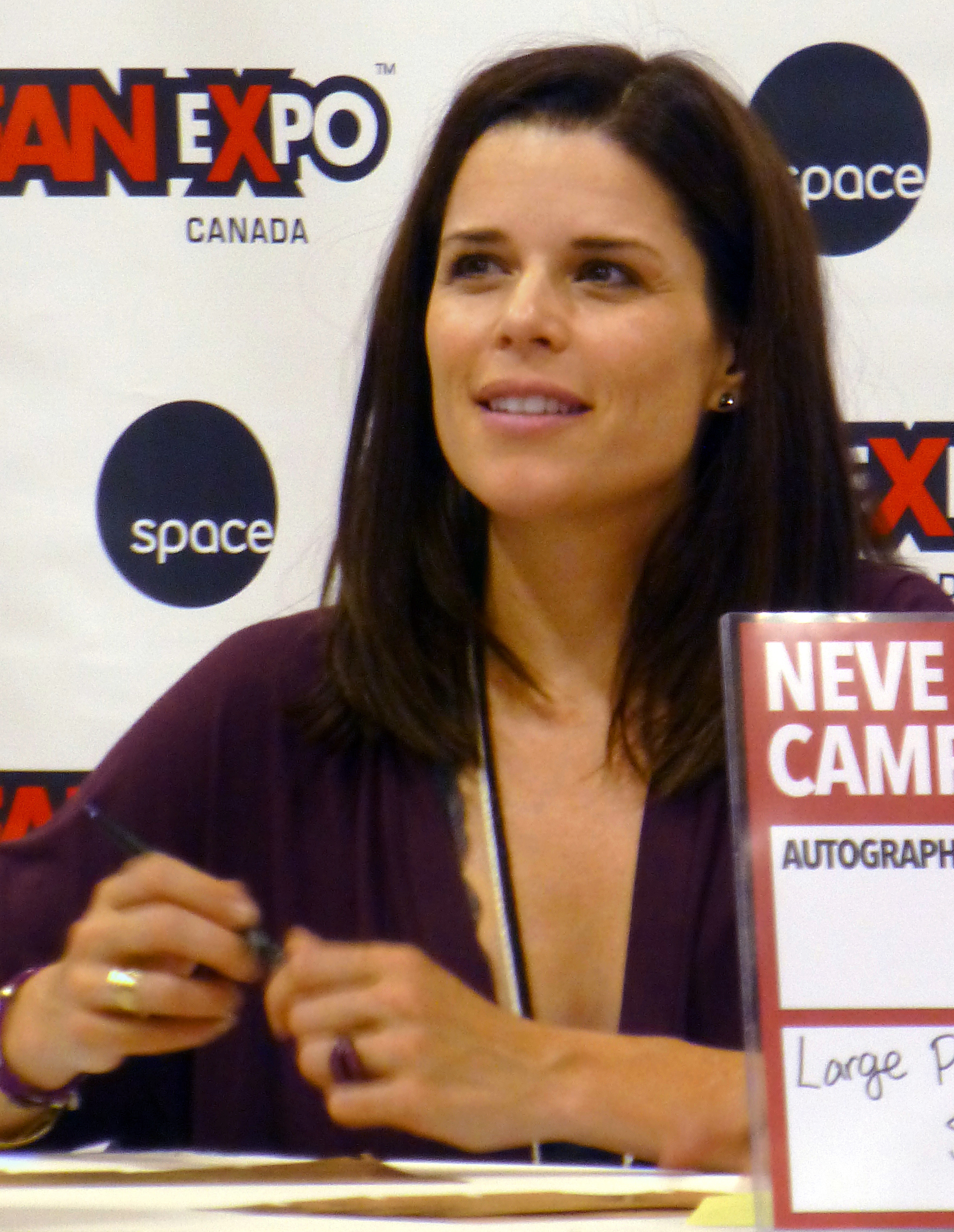
Neve Campbell en 2015.
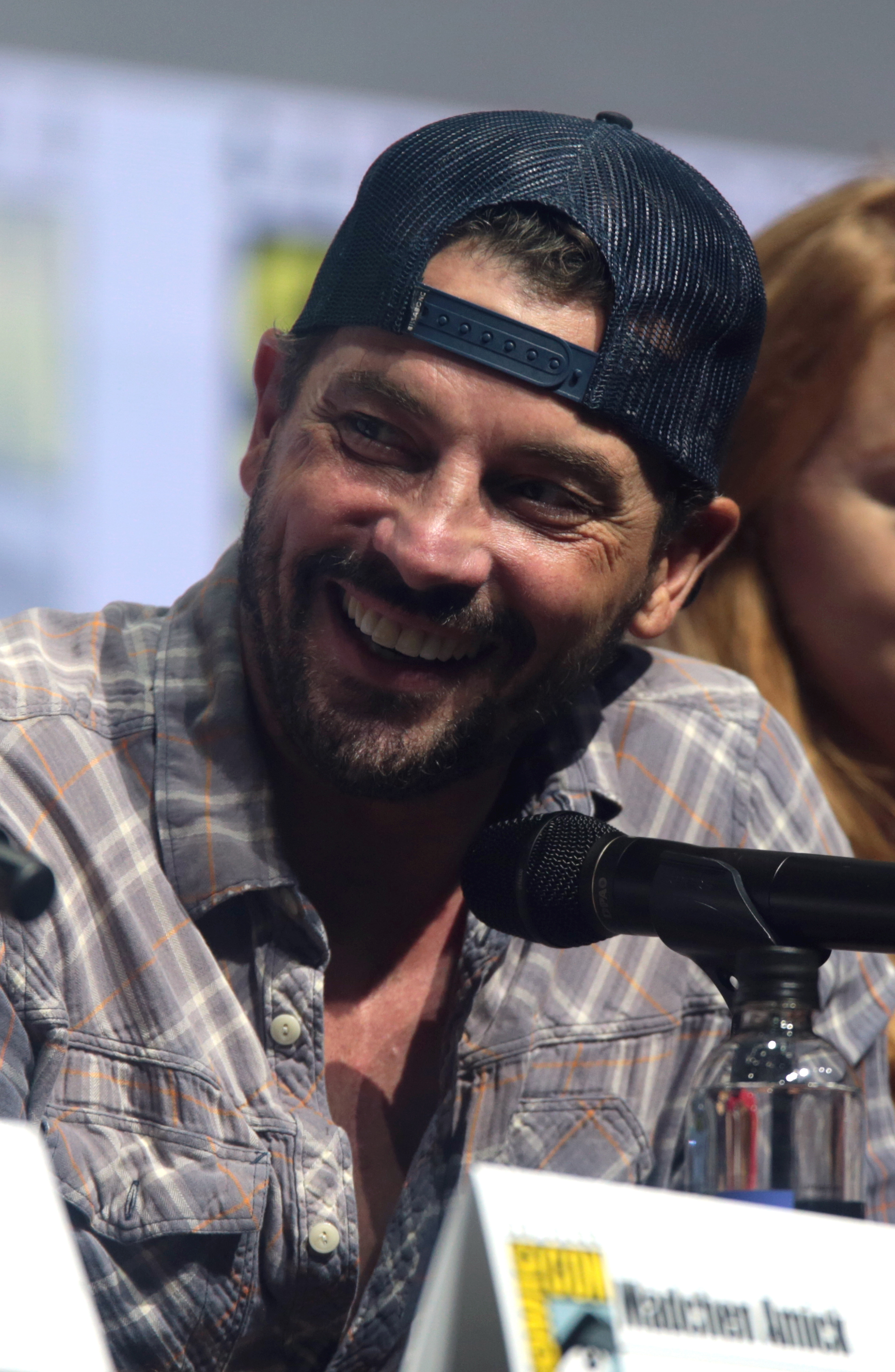
Skeet Ulrich en 2018.
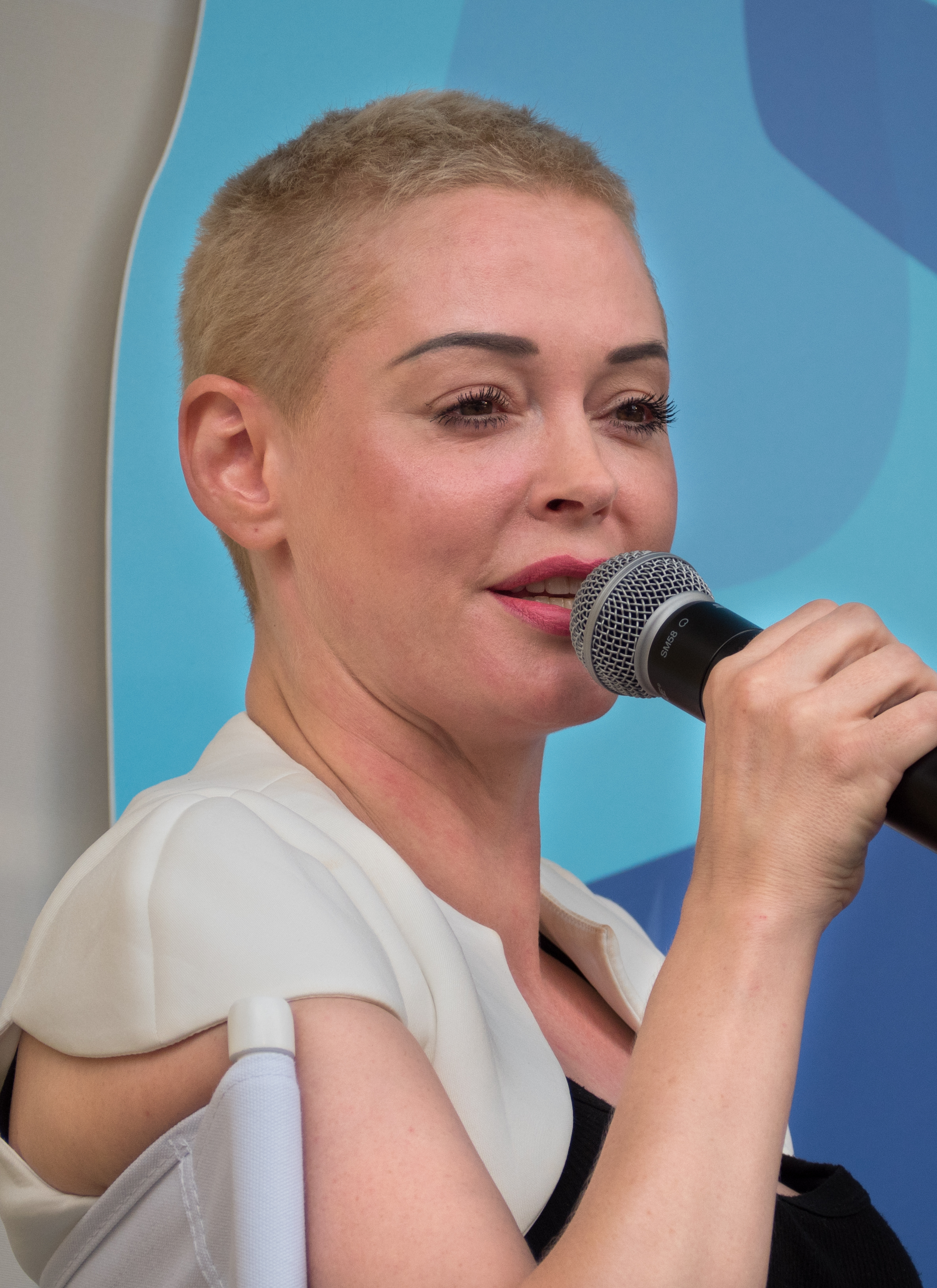
Rose McGowan en 2018.
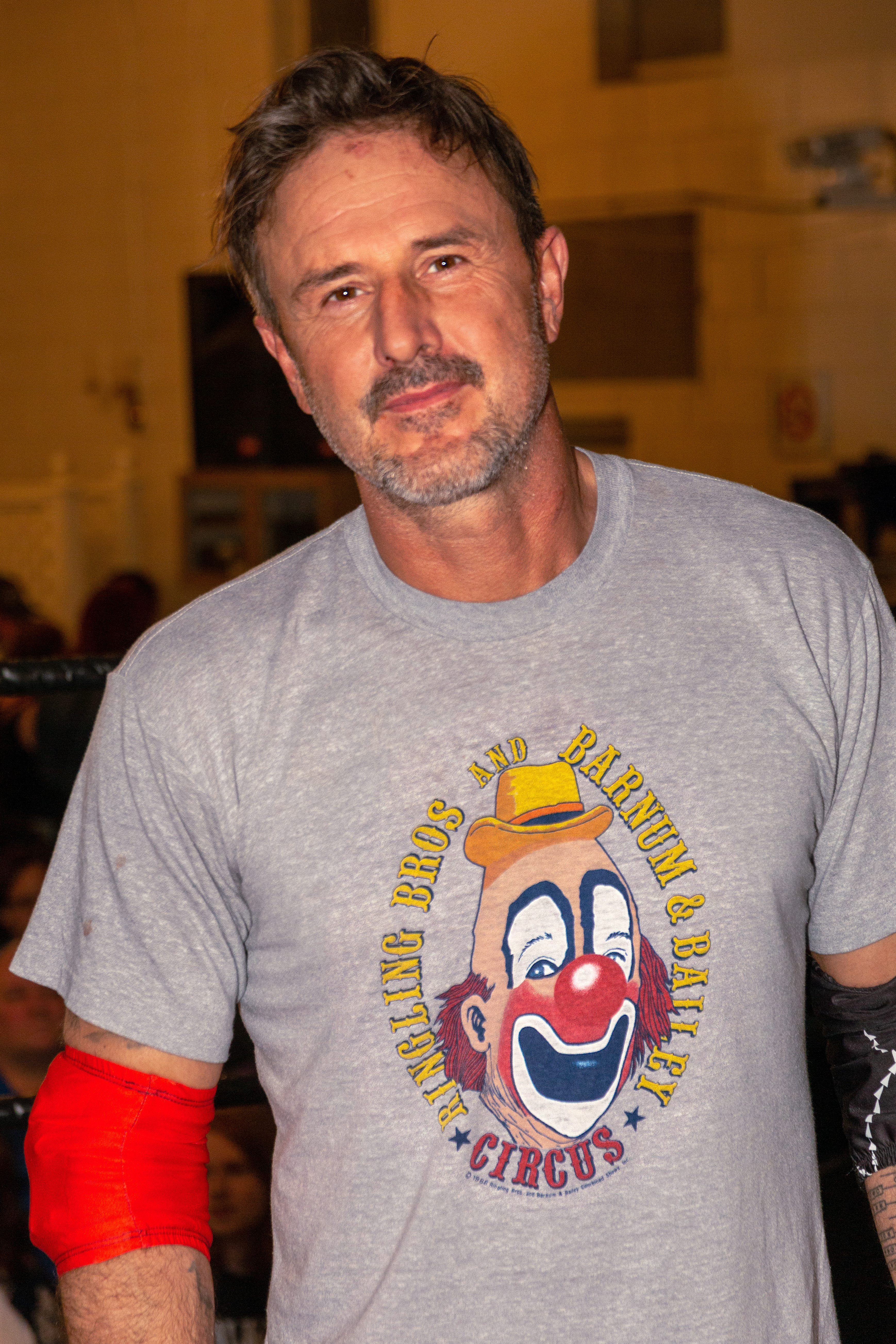
David Arquette en 2019.
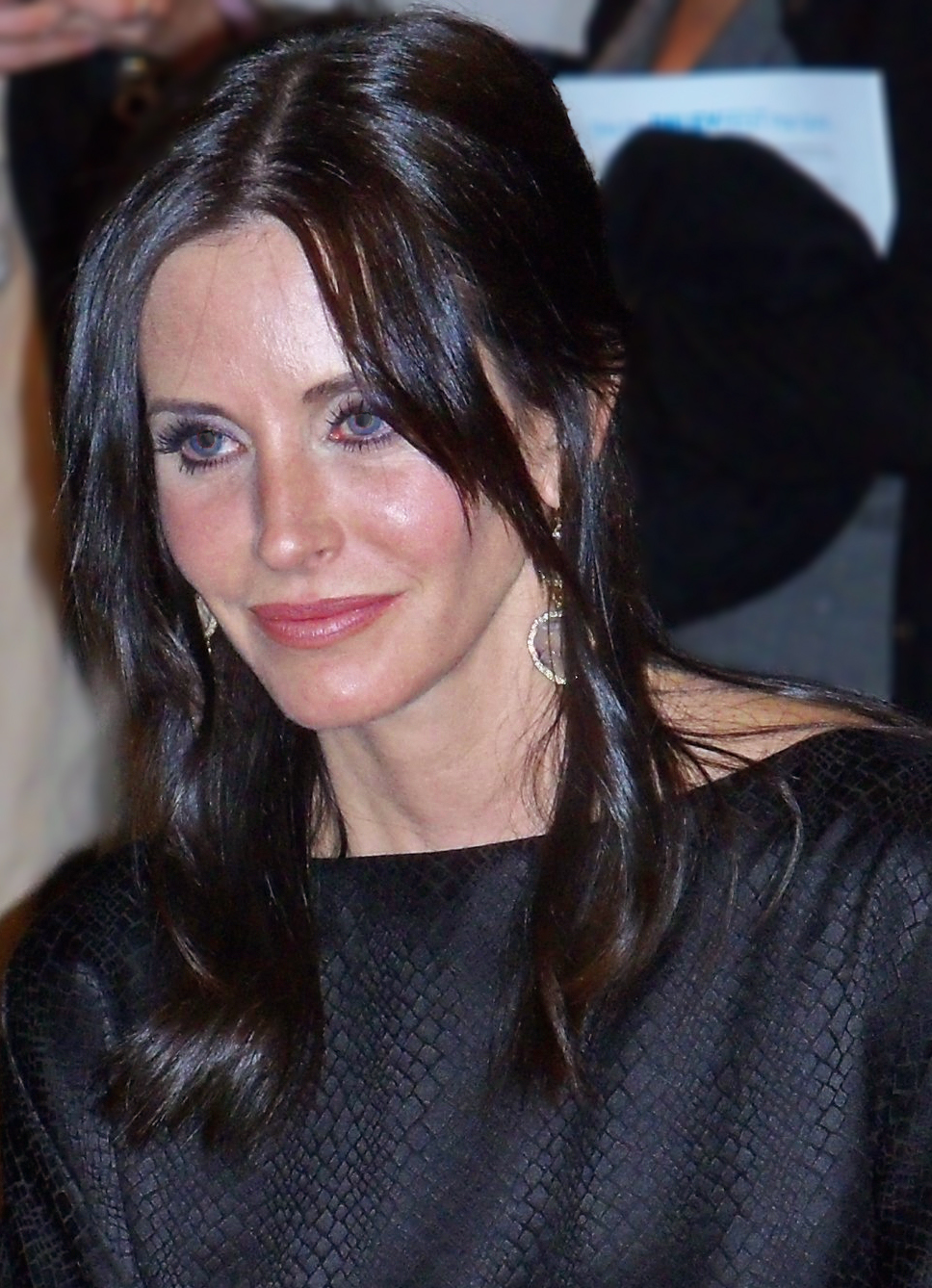
Courteney Cox en 2010.
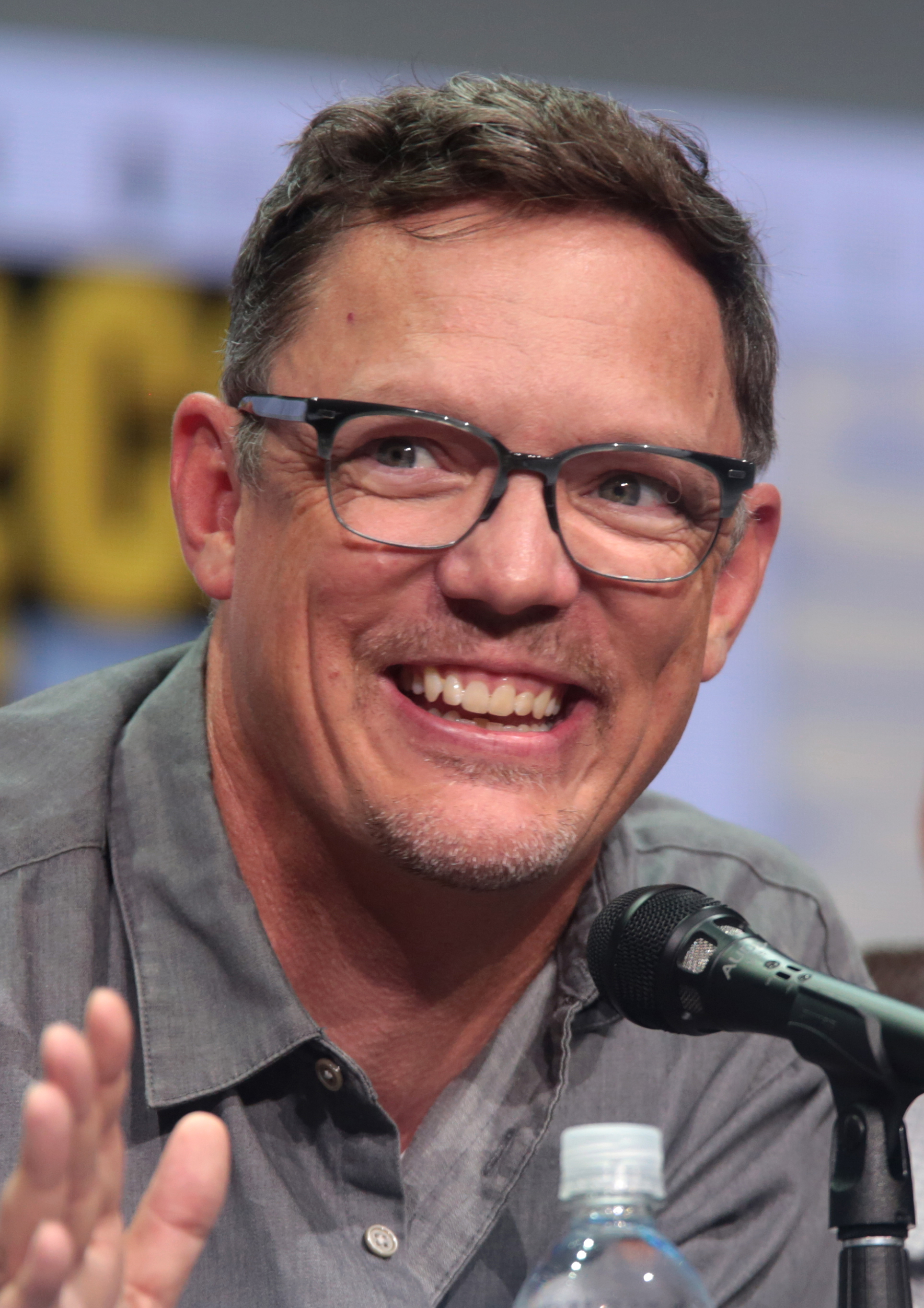
Matthew Lillard en 2017.
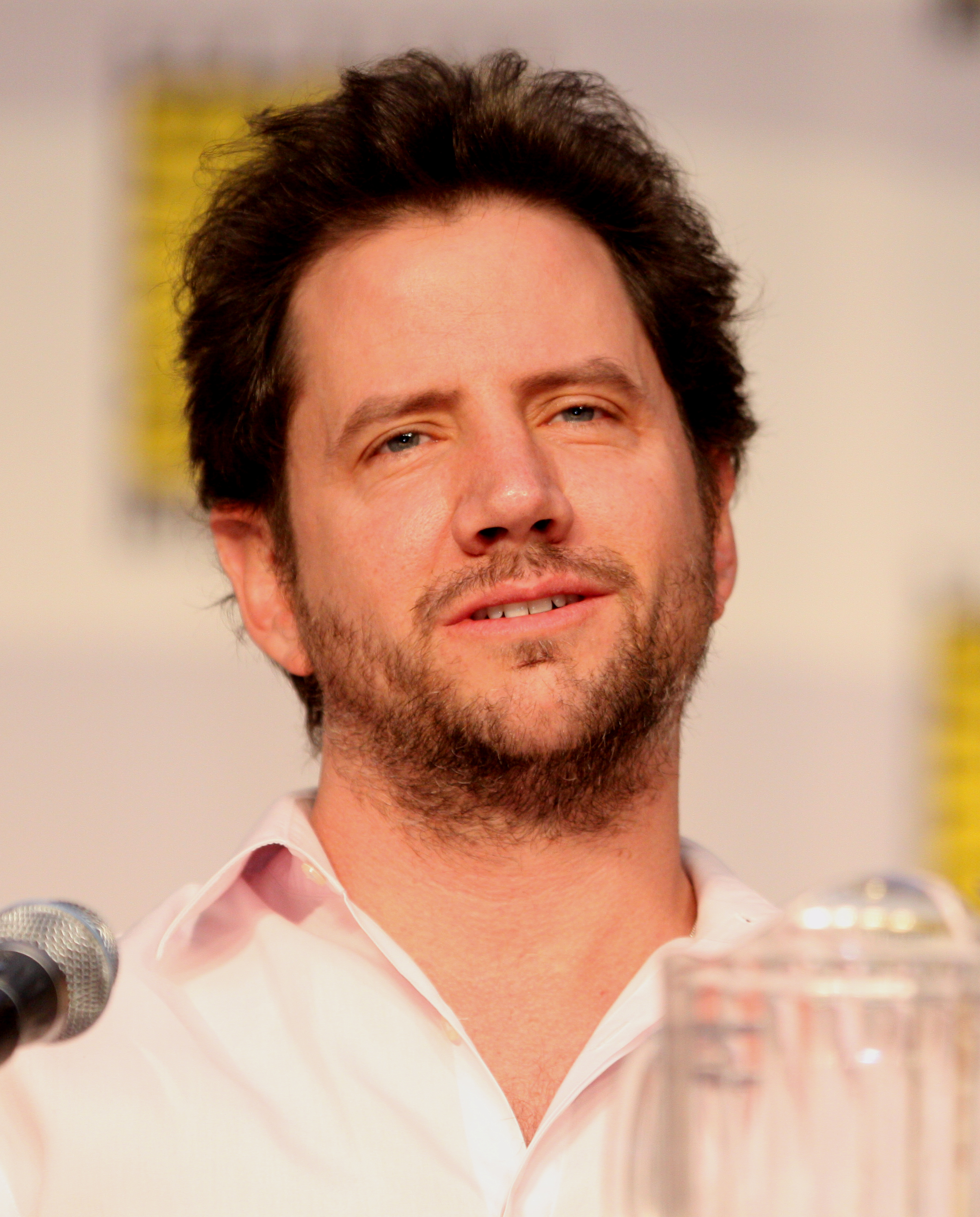
Jamie Kennedy en 2012.
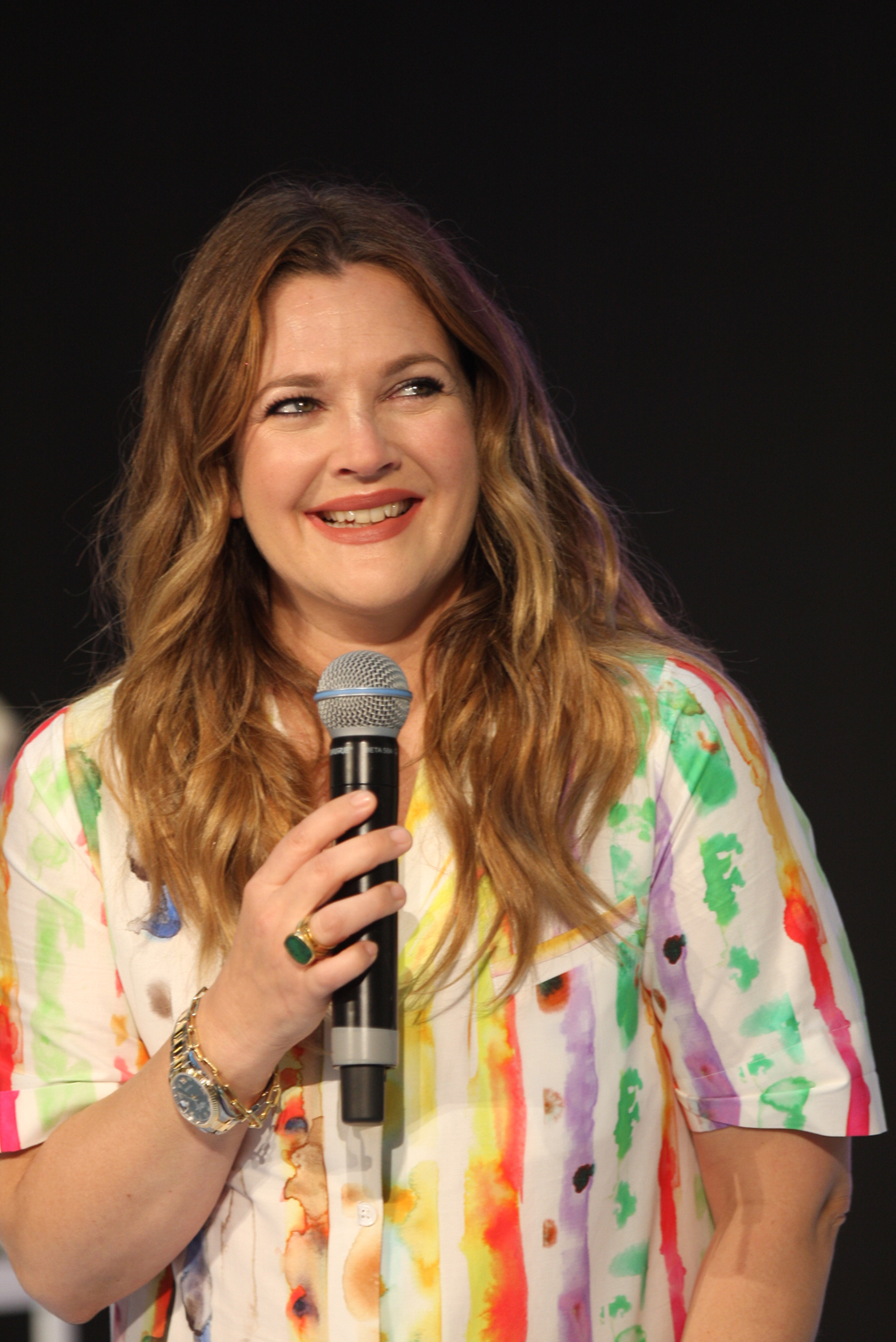
Drew Barrymore en 2019.

## Production

### Genèse et développement
En 1994, Kevin Williamson est un scénariste novice et en difficulté financière, ayant récemment vendu son premier scénario, Mrs. Tingle, qui sortira plus tard en 1999,. Peu de temps après le massacre dans la ville de Gainsville, un lieu universitaire où le tueur en série Danny Rolling a assassiné plusieurs personnes, Williamson visionne un documentaire à propos de ce drame sur la chaîne Turning Point qui le bouleverse et le déstabilise complètement. Puis, le scénariste en herbe est effrayé lorsqu'il découvre l'une des fenêtres de sa maison ouverte et pense immédiatement à une intrusion dans sa maison ce qui l'influencera pour la genèse de son futur script,. Il s'arme d'un couteau et appelle l'un de ses amis pour avoir du réconfort. Les deux se mettent alors à discuter de cinéma de genre pour rester dans le thème, notamment de Freddy Krueger et Jason Voorhees,. Le lendemain matin, Williamson est réveillé par un cauchemar et utilise cette expérience comme source d’inspiration pour l’attaque dans la scène d’ouverture de ce que sera Scream. Il est également influencé par une pièce en un acte qu’il a écrite à l’université sur un inconnu qui se moque d’une jeune fille au téléphone,,. L'idée du jeune scénariste est de rédiger un récit de dix-huit pages sur l’histoire d'une jeune fille, seule dans sa maison, traquée au téléphone puis attaquée par un tueur portant un masque. Il veut que ce scénario soit original, très satirique et ancré dans la réalité, « qu'il fasse vrai ». Ce projet est développé sous le titre Scary Movie (« film effrayant ») par Williamson,.

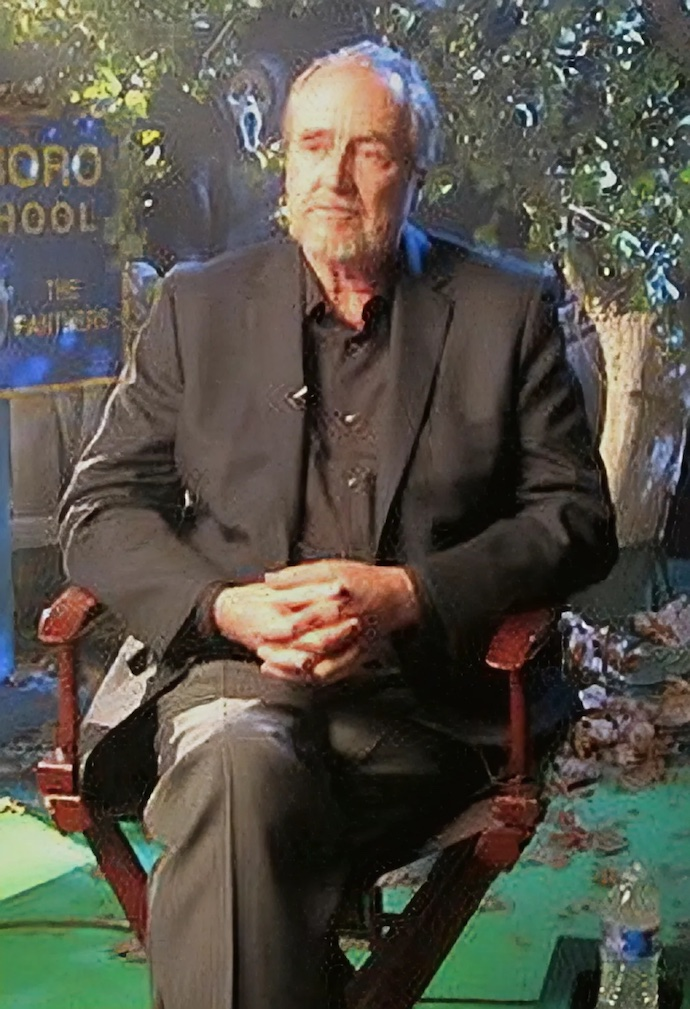
Wes Craven pour le documentaire Scream: The Inside Story en 2010.

Kevin Williamson se retire et reste seul à Palm Springs pour se focaliser sur le scénario de Scary Movie en espérant pouvoir vite vendre le script pour répondre à ses problèmes financiers,. Pendant trois jours, Williamson, avec la musique du film Halloween en arrière plan pour trouver plus d'inspiration,,, rédige un long script de plusieurs pages. Puis, il décide d'en écrire deux autres séparés en bloc de cinq pages chacun pour créer deux autres suites : Scary Movie 2 et Scary Movie 3. Il espère alors attirer des acheteurs en vendant les mérites non d'un film mais d'une trilogie,. Il développe une grande partie du scénario autour d’une seule et même phrase qui sera incluse dans son scénario : « Movies don't create psychos, movies make psychos more creative » (« Ce ne sont pas les films qui font de nous des tueurs, ils nous permettent simplement d'être un peu plus créatifs » en VF). Cette phrase est alors sa réponse aux préoccupations de la société de cette période la concernant l’influence de la violence cinématographique sur le public. Pour Williamson, il s'agit également « d'une excellente réplique ». Le scénario de Williamson s’inspire de plusieurs de ses films d’horreur préférés, tels que Halloween, Vendredi 13 (1980), Le Bal de l'horreur (1980) et Les Griffes de la nuit (1984).
Kevin Williamson dépose le script à son agent, Rob Paris, pour le mettre en vente mais ne reçoit pas d'offres directement. Paris met alors en garde Williamson sur l'étendue du gore et de la violence présents dans le scénario, qui pourrait rendre le script difficile à vendre,. Il faut attendre le lundi suivant pour que le script devienne l'objet d'une guerre des enchères parmi de grands studios comme Paramount Pictures, Universal Pictures et Morgan Creek Productions. La productrice Cathy Conrad lit le script et juge que c'est exactement ce que les frères Weinstein de la Dimension Films et une partie de Miramax recherchent puis apporte le script à l'assistant de Bob Weinstein, Richard Potter. Estimant que le script a du potentiel, il apporte à son tour le scénario à Weinstein. Le prix du script baisse, après avoir été augmenté auparavant.
Les deux derniers acheteurs potentiels sont alors Oliver Stone qui travaille pour Cinergi Pictures, et les frères Weinstein de la Dimension Films,. Williamson accepte une offre de 400 000 dollars de Miramax plus un contrat pour deux suites et un éventuel quatrième film. Le scénariste avoue avoir choisi Dimension Films parce qu'il savait que la société produirait Scary Movie au plus vite et sans censurer trop de violence présente dans le script,. Wes Craven quant à lui lit le scénario avant d'être engagé dans la production. Il envisage de faire acheter le script par le studio pour ensuite le diriger mais seulement, quand il lut le scénario, celui-ci avait déjà été vendu.
Bob Weinstein approche Wes Craven dès la mise en place du projet. Après avoir vu ses précédents films, Weinstein est persuadé que Wes Craven est la personne idéale pour porter à l'écran le scénario de Kevin Williamson qui mélange la comédie à l'horreur. À ce moment-là, Craven est en plein développement d'un remake pour La Maison du diable mais songe à s'éloigner du genre de l'horreur,. Il commençait à se lasser d'un genre dans lequel il était resté ancré depuis des années. Weinstein approche d'autre réalisateurs comme Robert Rodriguez, Danny Boyle, George A. Romero et Sam Raimi, mais la plupart de ces metteurs en scène ne comprennent pas vraiment le genre de film auquel appartient Scary Movie, le voyant plus comme une comédie plutôt qu'un film d'horreur. Craven est une nouvelle fois approché malgré plusieurs demandes déjà refusées. Lorsque la production de La Maison du diable stoppe, Craven est logiquement libéré de cet engagement et doit donc trouver rapidement un nouveau projet. Pendant ce temps et à sa propre demande, Drew Barrymore signe pour le film. Lors d'une session d'autographes, un jeune garçon dit à Wes Craven qu'il a regardé tous ses films et les a adorés, mais que ses projets récents n'étaient plus aussi percutants que les anciens. L'enfant lui dit qu'il devrait réaliser un nouveau film avec beaucoup plus d’ambitions,. De plus, quand Craven est informé qu'une actrice connue et aimée du public, en la personne de Barrymore, avait demandé à faire partie du projet, il estime que Scary Movie doit être différent des autres films du genre sur lesquels il a déjà travaillé. Il contacte Weinstein pour finalement accepter l'offre.
Weinstein considère que le titre Scary Movie est inadapté pour un film d'horreur. Juste avant la fin du développement, les frères Weinstein décident de changer le titre du film, passant de Scary Movie à Scream, titre inspiré par la musique éponyme de Michael Jackson. Kevin Williamson et Wes Craven rejettent immédiatement ce titre, le qualifiant de « stupide » avant de changer d'avis, estimant que ce changement était finalement positif et que Weinstein avait bien fait de choisir ce nom. Le changement de titre est réalisé si tardivement que lors des cadeaux de félicitations pour la fin du projet, distribués pendant le repas de fin de tournage, les cartes portent toutes le nom Scary Movie, au lieu de Scream. Sony Pictures dépose ensuite une plainte contre Dimension Films et Miramax, affirmant que le titre Scream plagiait celui du film Planète hurlante dans sa version originale (Screamers) sorti en 1995. Après que l'affaire a été réglée confidentiellement, la productrice déléguée du film, Marianne Maddalena, la considère comme résultante de plusieurs autres histoires entre les deux sociétés mais que celles-ci n'ont aucun rapport avec le changement de titre. Maddalena confirma ensuite que la production pourrait utiliser ce titre pour les suites à venir.

#### Scénario

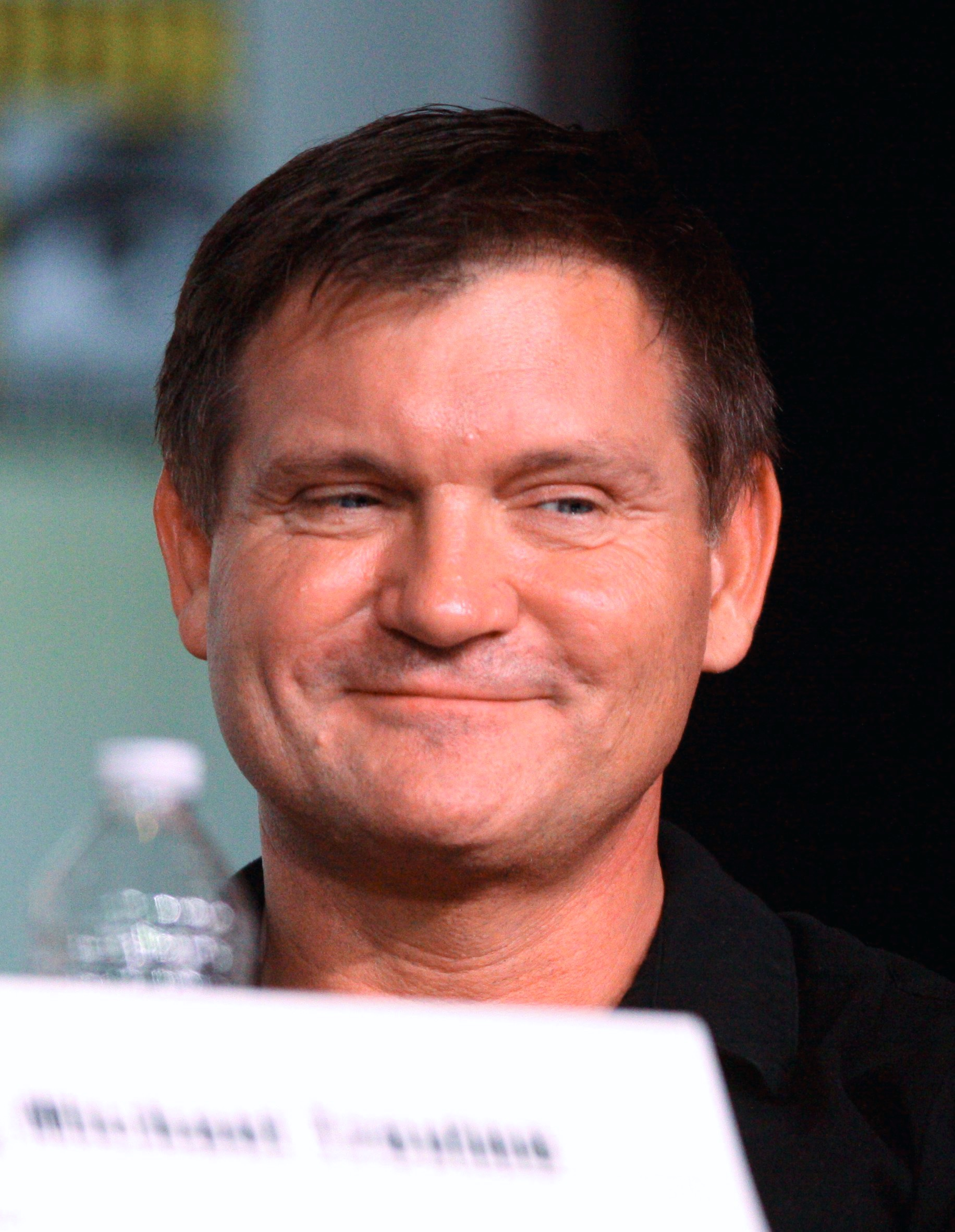
Kevin Williamson, scénariste de Scream, au Comic-Con en 2012.

Les personnages de Scream sont intentionnellement conçus par Williamson pour connaître les films d’horreur (et leurs stéréotypes) sortis durant les années précédentes, avec l’intention de créer un tueur unique qui était non seulement conscient des clichés de ces films, mais qui les exploiterait également pour son propre avantage. Williamson exprime son approche : « Je pensais que si je pouvais exposer les règles et jouer avec, alors le public n'allait pas savoir à quoi s'attendre. Soudain, il allait être sur les nerfs. J’ai commencé à jouer avec les tropes, et les « règles » en faisaient partie. », Williamson situe tout d'abord le scénario dans sa ville natale de Bayboro, en Caroline du Nord, persuadé que son atmosphère calme offrirait un fort contraste avec les actions d’un tueur en série. La scène d’ouverture décrit la mort du personnage de Casey Becker et celle-ci imite celle du personnage de Janet Leigh dans Psychose (1960) en tuant un personnage potentiellement principal dès le début. Pour Williamson, cette scène allait faire en sorte que les dirigeants du studio accrochent totalement, et que le public soit choqué et incertain de la façon dont l’intrigue progresserait. L’agent de Williamson lui a toutefois demandé de réduire le gore, en supprimant des descriptions trop détaillées telles que « ses entrailles coulent lentement le long de sa jambe », car cela rendrait difficile la vente du scénario. Williamson refuse de couper tout dialogue, estimant que cela le distinguait des films similaires,.
Après son achat par le studio Miramax, le script nécessite une réécriture afin de supprimer une partie de la violence qu'il comporte, comme les représentations des organes des victimes. Lorsqu'il est choisi comme réalisateur, Wes Craven est en mesure de garder le scénario intact sans besoin d'atténuer les effusions de sang. Williamson compte en premier lieu retirer la scène dans les toilettes du lycée avec le personnage de Sidney, scène qu'il considère ridicule et sans rapport avec l'histoire. Craven le convainc de garder la scène et sent qu'elle servirait à approfondir le personnage de Sidney et sa relation avec sa mère décédée. Williamson avoue plus tard être satisfait que Craven l'ait convaincu de garder la scène. Un autre passage du film, qui intervient directement après la scène des toilettes, est également coupé au montage et devait montrer l'arrivée de Sidney dans le bureau du proviseur pour lui apprendre l'incident. Cela explique la décision de Himbry de suspendre les cours plus tard dans le film.
Bob Weinstein, à la tête de Dimension Films, se rend compte en examinant le scénario qu'il y a une trentaine de pages (l'équivalent d'environ trente minutes à l'écran) sans aucune mort. Il demande à Williamson d'en ajouter, et c'est ainsi que la mort du proviseur Himbry intervient,, ce qui l'aidera plus tard dans l'écriture de l'une des scènes finales du film. En effet, Williamson a du mal à trouver une solution pour faire partir les personnages secondaires plus tôt lors de la soirée de Stuart, afin que le tueur puisse passer à l'attaque et s'en prendre aux personnages principaux restants dans la maison,. Lors de la mort de Tatum Riley, son interprète, Rose McGowan, décide de rajouter le mot « Mom » (litt. « Maman ») juste avant que sa nuque ne soit brisée par la porte de garage pour apporter une dimension plus dramatique à cette mort, dans le but que les spectateurs ressentent de la peine lors de son assassinat. En ce qui concerne le mobile du tueur, Williamson juge qu'il faut que les spectateurs comprennent ses motivations, même s'il estime par ailleurs que si le tueur n'a pas de mobile, cela serait encore plus effrayant. L'opinion du studio est alors partagée entre ceux qui voient un motif au tueur nécessaire pour comprendre les agissements du protagoniste et ceux qui voient une histoire encore plus effrayante sans mobile. Comme l'histoire comporte deux tueurs en série, Williamson a l'idée de donner un mobile à l'un mais non à l'autre afin de mettre tout le monde d'accord : Billy Loomis, avec pour motif l'absence d'une figure maternelle causée par la mère de Sidney, et Stu Macher, qui n'a pas de réel mobile. La célèbre réplique de Stu : « My mom and dad are gonna be so mad at me » (« Mes parents vont être sacrément en pétard contre moi » en VF) est d'ailleurs totalement improvisée. Le personnage de Dewey devait également mourir à la fin du film mais, des doutes concernant sa potentielle popularité auprès du public sauveront le personnage.

### Choix des interprètes

#### L'importance du casting féminin

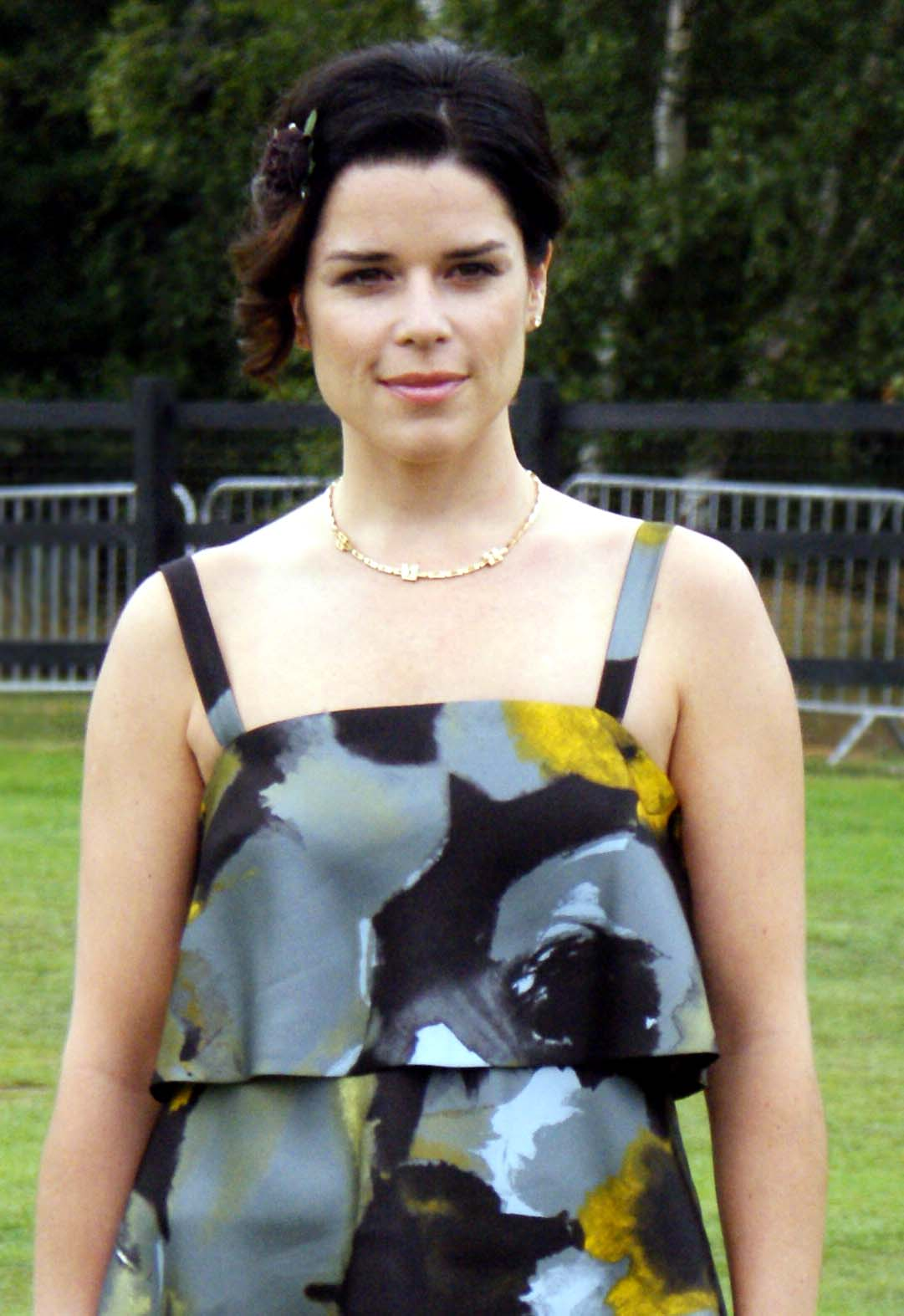
Neve Campbell, photographiée en 2009, incarne l'héroïne Sidney Prescott.

Le casting de Scream marque un tournant dans l'histoire des films d'horreur, ces derniers mettant souvent en scène des acteurs jusqu'alors peu connus et inexpérimentés. Ce genre de films est aussi considéré comme inadapté aux grands noms du cinéma, les budgets étant très bas et les critiques souvent négatives.
Drew Barrymore s'intéresse au projet après sa lecture du script de Williamson qu'elle juge « très bon ». Elle est à l'époque connue entre autres pour son rôle dans E.T., l'extra-terrestre, sorti en 1982. Barrymore approche la production d'elle-même pour obtenir un rôle tandis que les producteurs profitent de cet intérêt inattendu et lui offrent le rôle de Sidney Prescott,,,. La participation de celle-ci au projet est supposée attirer d'autres acteurs populaires vers le film malgré son faible budget. C'est aussi grâce à cette participation que Wes Craven reconsidère sa décision pour réaliser le film. Cinq semaines avant le début du tournage, Barrymore est confrontée à des engagements inattendus pour d'autres tournages,. Ces différents engagements ne permettent finalement plus à Barrymore de jouer le rôle-titre, qui est assez exigeant, mais l'actrice veut cependant rester impliquée dans le tournage et espère jouer le rôle de la première victime du film,. Pour elle, il s'agit d'une façon d'induire les spectateurs en erreur en leur faisant croire qu'elle survivrait, étant l'une des actrices les plus connues du film. Tuer une des têtes d'affiches et stars du projet lors de la première scène est un risque calculé mais intelligent puisque la production comprend que ce serait encore plus choquant et inattendu pour les spectateurs qui penseraient qu'aucun personnage ne serait à l'abri après cette mort,. Elle joue finalement le rôle de Casey Becker, ce qui lui permet de donner à la production l'avantage de son statut populaire,.
Plusieurs actrices comme Alicia Witt, Melanie Lynskey, A.J. Langer et Brittany Murphy passent le casting dans le but d'obtenir le rôle de Sidney Prescott. La production approche notamment Reese Witherspoon, sans succès. Molly Ringwald, grande admiratrice de Kevin Williamson, se voit aussi proposer le rôle-titre mais le refuse à cause de son âge en jugeant qu'à 27 ans, elle n'avait pas à jouer le rôle d'une lycéenne. Wes Craven remarque Neve Campbell dans la série La Vie à cinq et lui demande d'auditionner pour le rôle,. Il pense alors qu'elle peut jouer un rôle mélangeant l'innocence à la fraîcheur, tout en se détachant de cette image pour devenir une survivante de façon réaliste, en apportant les émotions et la condition physique requises pour le rôle,. Campbell est d'abord réticente à l'idée de jouer dans un autre film d'horreur aussitôt après son rôle secondaire dans Dangereuse Alliance mais accepte finalement de passer l'audition, ce qu'elle fait avec succès. Scream est à ce moment-là le premier film dans lequel l'actrice joue le rôle principal, raison pour laquelle elle accepte l'audition en plus d'aimer le rôle de Sidney. Elle déclare : « C'est un personnage fantastique pour tous genres de films. »
Pour le rôle de la journaliste à scandale Gale Weathers, le studio souhaite une actrice reconnue. Ils approchent, entre autres, Brooke Shields et Janeane Garofalo avant que Courteney Cox ne contacte elle-même le studio pour obtenir un rôle. L'actrice joue à cette époque le rôle de Monica dans la série très populaire Friends. Elle est d'autant plus intéressée d'obtenir le rôle de Gale alors qu'elle souhaite casser son image de gentille fille qui lui colle à la peau dans cette série. C'est d'ailleurs à cause de cette image que les producteurs refusent d'abord de lui donner le rôle. L'actrice continue néanmoins à faire pression sur le studio, ce qui lui vaut finalement l'obtention du rôle.
Les actrices Melinda Clarke et Rebecca Gayheart auditionnent pour le rôle de Tatum Riley, la meilleure amie de Sidney, et l'actrice portoricaine Charlotte Ayanna est pressentie avant que Rose McGowan ne soit finalement choisie après trois auditions,. Le directeur de casting pense que l'actrice est le meilleur choix pour incarner un personnage courageux, cynique et en même temps innocent. Rebecca Gayheart n'est plus disponible pour jouer le rôle, en raison d'un conflit d'horaires avec son film Somebody Is Waiting, mais elle obtient un petit rôle dans Scream 2 l'année suivante,. Rose se teint les cheveux en blond après avoir aperçu la couleur de cheveux de Cathy Conrad pour contraster avec les cheveux bruns de Campbell, et crait de ne pas être engagée à cause de leur point commun capillaire. Selon ses dires, elle considère ce tournage comme un refuge et encense Wes Craven sur sa personnalité et son rôle de réalisateur auprès de l'équipe. Pour l'actrice, le tournage de Scream est le meilleur tournage auquel elle ait participé durant sa carrière.
Pour le studio, la présence de Neve Campbell, Courteney Cox, Rose McGowan et Drew Barrymore au casting apporte une force féminine susceptible d'attirer un public féminin beaucoup plus large à cette époque.

#### Choix de la distribution restante

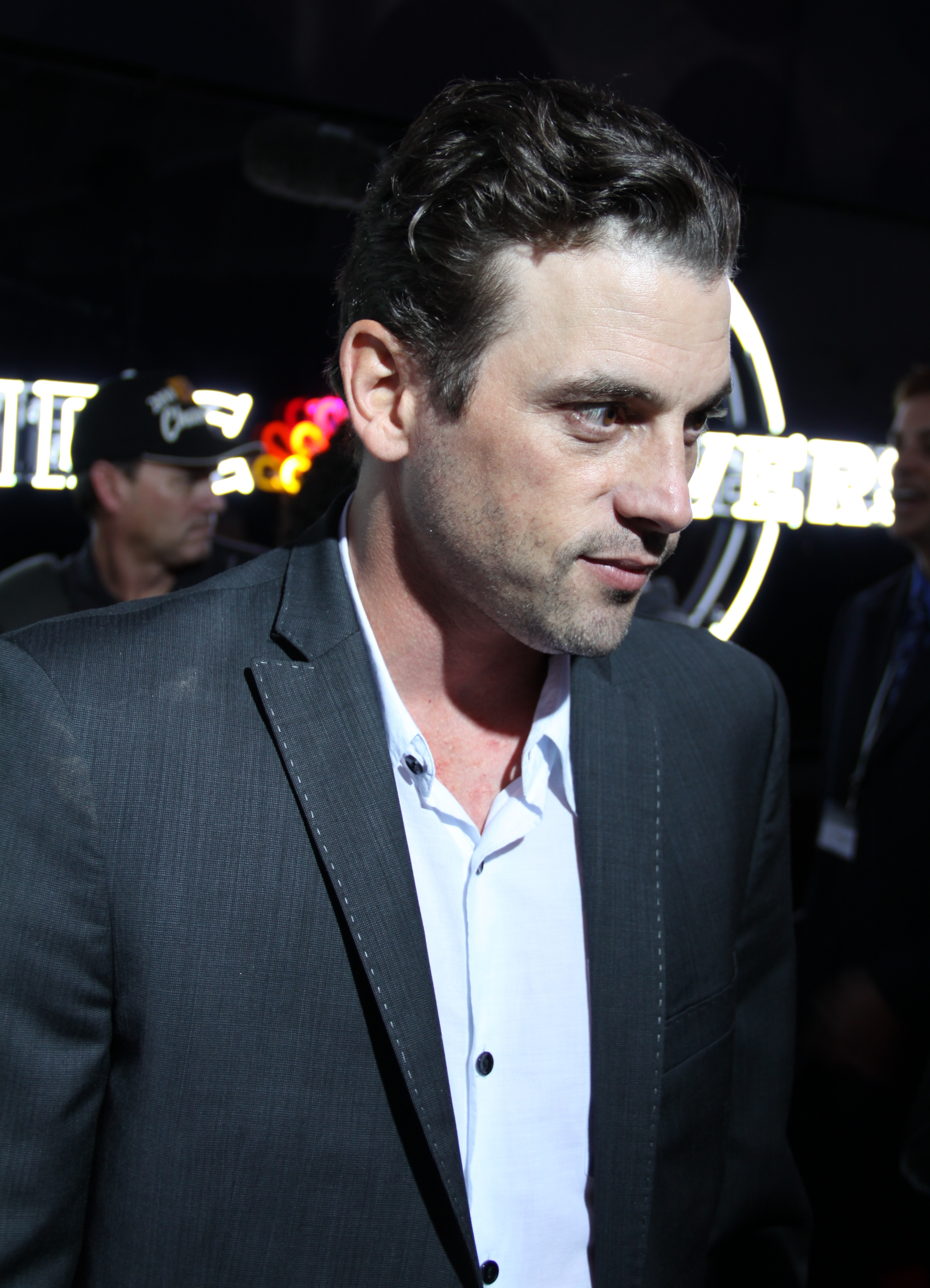
Skeet Ulrich aux Television Critics Association de la NBC en 2010.

Kevin Patrick Walls et Justin Whalin figurent parmi les derniers candidats en lice pour le rôle de Billy Loomis, le petit ami de Sidney. Whalin prend même part à une audition avec Neve Campbell lorsque cette dernière auditionne également pour le rôle de Sidney,. Michael Landes auditionne aussi pour le rôle tandis que Joaquin Phoenix le décline. Ben Affleck est également envisagé. Skeet Ulrich obtient finalement le rôle après son audition à laquelle Lisa Beach lui donne la réplique en jouant Sidney. Les producteurs le considèrent « parfait » pour jouer le rôle, notamment grâce à une ressemblance avec Johnny Depp lorsque ce dernier apparaît dans Les Griffes de la nuit,. Ulrich et Campbell avaient par ailleurs déjà travaillé ensemble dans Dangereuse Alliance. Pour eux, cette expérience précédente va les aider à être plus détendus entre eux, ce qui permettra une représentation plus naturelle de la relation entre leurs personnages. Alors qu'il échoue à son audition pour le rôle de Billy Loomis, Kevin Patrick Walls obtient malgré tout le rôle mineur de Steve Orth, le petit-ami de Casey Becker. David Arquette est lui aussi approché pour le rôle de Billy Loomis tout comme celui de Stuart mais celui-ci est plus intéressé par le rôle de Dewey Riley, le frère aîné de Tatum. Le rôle, décrit à la base comme étant un « bellâtre », est tout d'abord mal adapté pour le physique assez mince d'Arquette, mais ce dernier est quand même autorisé à passer l'audition. Craven apprécie son approche plus douce et amusante du personnage et lui donne le rôle. C'est pendant le tournage du film que les acteurs Courteney Cox et David Arquette se rencontrent. Après s'être mariés le 12 juin 1999, Cox met au monde une petite fille, Coco Riley Arquette, née le 13 juin 2004, mais le couple se sépare pendant le tournage de Scream 4, après 11 ans de vie commune. Leur séparation est annoncée en novembre 2010 et le 12 juin 2012, David entame une procédure de divorce pour « différends irréconciliables »[réf. nécessaire]. C'est en accompagnant sa petite amie de l'époque qui travaille dans le même bâtiment où se déroule les auditions de Scream (mais sans rapport avec celles-ci) que Matthew Lillard est remarqué par la directrice de casting, Lisa Beach, qui le croise dans un couloir et lui demande de passer l'audition pour le rôle de Stu Macher, petit-ami de Tatum. Avant d'auditionner pour ce rôle, on lui demande d'auditionner aussi pour celui de Billy, mais sans succès. Il remporte ensuite le rôle de Stu avec une « férocité incroyable ». Le rôle de Randy Meeks, le « geek » de la bande, est partagé entre Jason Lee, Jamie Kennedy et Breckin Meyer. Les producteurs favorisent Jamie, le pensant meilleur pour incarner le rôle. Kennedy s'attire les louanges de Wes Craven en ajoutant des touches d'humour au personnage lors de l'audition. N'ayant jamais eu de rôles importants auparavant, il faillit ne jamais remporter Randy Meeks car le studio voulait un acteur beaucoup plus connu. Les producteurs insistent cependant sur le fait qu'il est le meilleur choix pour jouer le rôle et se battent pour le lui offrir. L'acteur Seth Green auditionne également pour le rôle avant son obtention par Jamie Kennedy.
Roger L. Jackson est choisi pour la voix de Ghostface, après plusieurs semaines de casting à Santa Rosa, où des scènes de Scream sont tournées. Les producteurs jugent que la contribution de Jackson est parfaite et décident de le garder. Wes Craven décrit la voix de Roger L. Jackson comme « intelligente » et « effrayante », irremplaçable par la suite pour la franchise. Pour faciliter leur performance, Jackson n'est pas autorisé à rencontrer les autres acteurs, les empêchant ainsi de mettre un visage sur sa voix. Durant le tournage, Jackson est présent sur les scènes mais dans un coin privé, leur parlant à l'aide d'un véritable téléphone pour les aider dans leur performance,. Il se trouve par exemple présent lors de la scène de Drew Barrymore, derrière une fenêtre, avec une vue sur l'actrice en train de tourner ses scènes.
D'autres acteurs secondaires complètent la distribution du film : W. Earl Brown interprète le cameraman de Gale nommé Kenny, Joseph Whipp joue le shérif Burke, Laurence Hecht joue le rôle de Neil Prescott (le père de Sidney) et C. W. Morgan interprète le père de Billy, Hank Loomis. Enfin, une des deux cheerleaders (meneuse de claque) présentes dans les toilettes du lycée, juste avant que Sidney ne se fasse attaquer par le tueur est jouée par la petite amie de Skeet Ulrich de l'époque. Henry Winkler incarne quant à lui le proviseur Himbry. Il n'est cependant pas crédité au générique pour que le public se focalise sur le groupe des jeunes acteurs principaux. Henry Winkler est très connu à l'époque pour jouer le rôle de Fonzie dans la série Happy Days. D'ailleurs, avant de se faire tuer dans Scream, il se recoiffe exactement comme il le faisait régulièrement dans la série.
Du côté des caméos, Liev Schreiber entre dans la peau de Cotton Weary, l'amant de Maureen Prescott, accusé à tort du meurtre de cette dernière. Il est repéré par Bob Weinstein qui le contacte lui-même pour apparaître dans le film. Schreiber reprend d'ailleurs son rôle dans Scream 2 et Scream 3 avec un temps de figuration beaucoup plus important. Lisa Beach, la directrice du casting, fait une apparition dans la peau d'une journaliste tandis que Linda Blair fait aussi une petite apparition en tant que journaliste devant le lycée après la première attaque de Sidney. Wes Craven fait également un caméo amusant dans la peau du concierge de l'école vêtu exactement comme Freddy Krueger.
Le cascadeur Dane Farwell est l'acteur qui est caché sous le costume de Ghostface pour les scènes dans lesquelles le tueur est en action. Il reprend ce rôle dans Scream 2 et dans Scream 4.

### Tournage

#### «Un film bien américain»: les premiers repérages

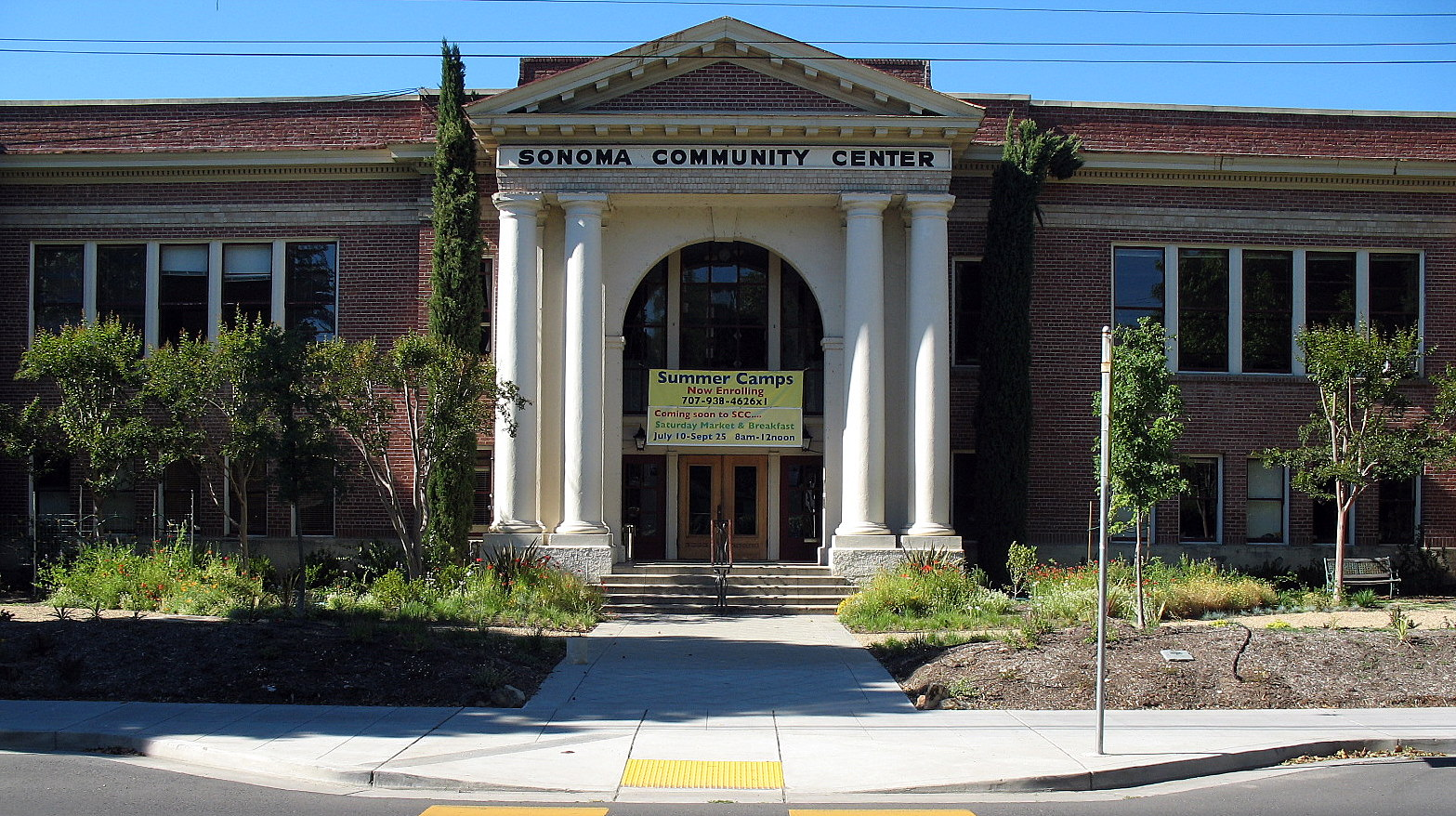
Le lycée Sonoma Community Center, qui sert de lycée fictif. Il est rebaptisé le Woodsboro High School dans Scream.

Le tournage de Scream se déroule sur une période de huit semaines entre le 15 avril et le 8 juin 1996, avec quinze millions de dollars de budget,. Les frères Weinstein veulent tourner le film à Vancouver au Canada, sous prétexte qu'ils peuvent économiser un million de dollars comparé à un tournage aux États-Unis. Mais Wes Craven est catégorique sur le lieu de tournage qu'il veut réaliser le film aux États-Unis puisqu'il souhaite un film qui fasse « vraiment américain », si bien qu'il songea à se retirer du projet avant que les frères Weinstein ne décident de garder la production sur le territoire américain. La Caroline du Nord est alors une possibilité de repérage pour l'équipe avant qu'ils ne se rendent compte que les sites trouvés nécessitent pour le tournage la construction de vastes bâtiments ainsi que des réparations et modifications qui ajouterairent des frais bien trop élevés.
Les repérages se dirigent vers la Californie, dans le comté de Sonoma et les villes de Santa Rosa, Healdsburg et la baie Tomales voisine. La maison du personnage de Casey Becker se trouve au sud-est de Santa Rosa, sur la route montagneuse de Sonoma, directement face à la maison utilisée pour le film d'horreur Cujo sorti en 1983. Celle de Sidney Prescott est située près de Calistoga, au nord de Santa Rosa tandis que celle de Dewey et Tatum se trouve sur la McDonald Avenue à Santa Rosa, à côté des maisons utilisées pour les films Pollyanna, sorti en 1960, et L'Ombre d'un doute d'Alfred Hitchcock de 1943. La maison du personnage de Stu Marcher, qui est le lieu de l'ensemble du troisième acte du film, se trouve sur Tomales Road ; à l'est de la baie Tomales. Cette maison devient disponible à l'époque pour le tournage après le décès de ses propriétaires. La place de la ville de Woodsboro, incluant la fameuse fontaine, où l'ensemble des acteurs principaux se réunissent pour tourner une scène clé au début du film, est représentée par la place de la ville de Healdsburg. Le vidéoclub dans lequel travaille Randy se nomme le Bradley Video et se trouve aussi à Santa Rosa.
Pour ce qui est du lycée de Woodsboro, Craven désire un bâtiment qui fasse « américain », et les producteurs se tournent très vite vers le lycée Santa Rosa High School. La commission scolaire insiste pour lire le script et s'oppose très vite celui-ci avec en cause la violence contre les adolescents et les dialogues sombres incluant ceux du proviseur fictif du film. Les journaux locaux critiquent également le projet et les parents d'élèves s'opposent au tournage du film dans l'enceinte du lycée au cours d'un meeting. Ces oppositions sont dues à la violence du film. qui rappelle l'enlèvement et l'assassinat de Polly Klaas, trois ans auparavant,. Les producteurs reçoivent tout de même le soutien de certains élèves de l'école, mais aussi des résidents locaux qui reconnaissent que des avantages économiques peuvent être générés grâce au tournage. D'autres plaident pour les droits du Premier amendement du film. Le différend entraîne plus tard un débat de trois heures qui se déroule le 16 avril, un jour après le début du tournage initialement prévu. Ne voulant pas être retardé, Craven commence le tournage du film, comme prévu la veille.

#### Des débuts difficiles et une fin de tournage éprouvante

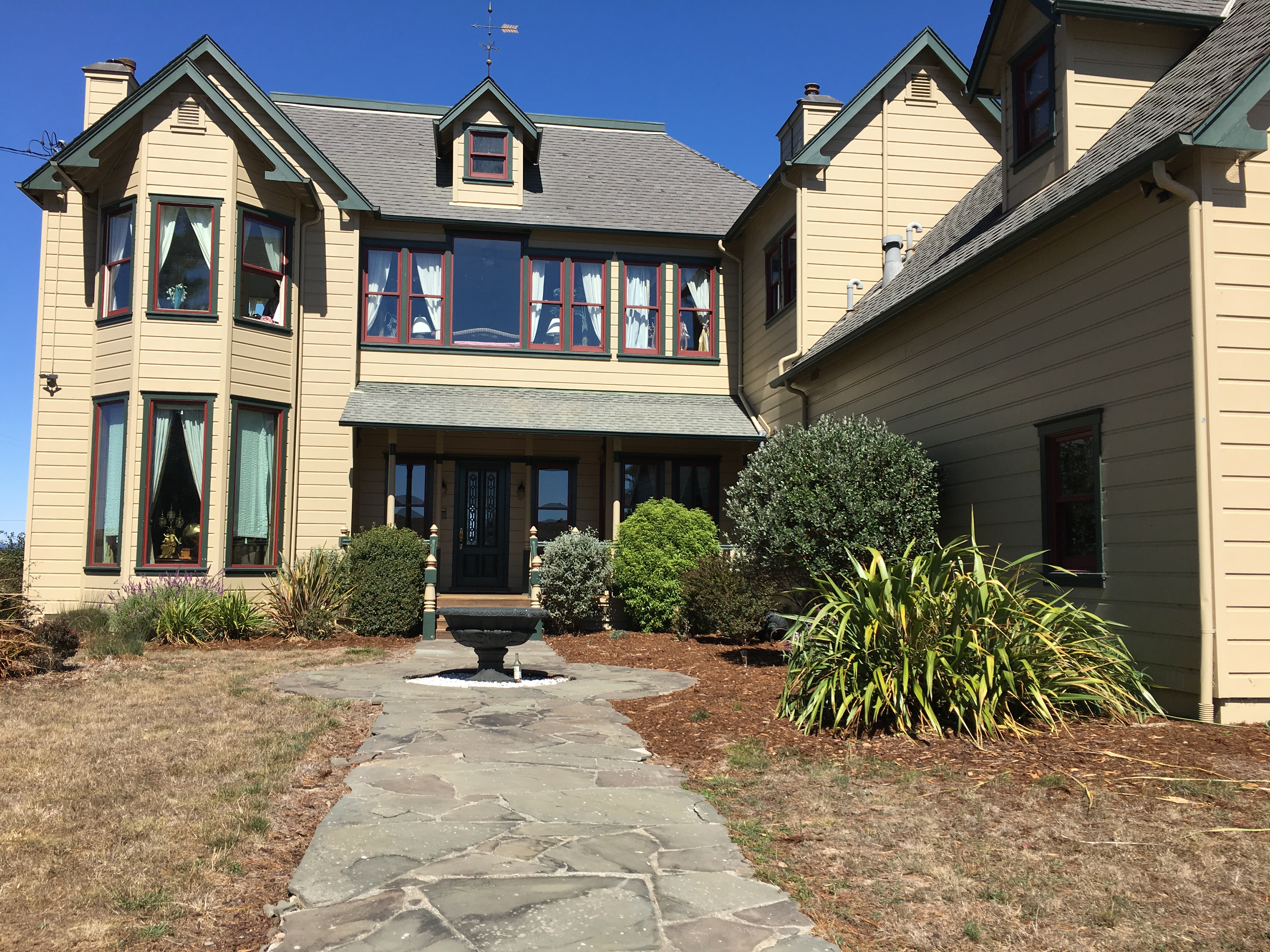
Photographie de la maison utilisée pour le personnage de Stu Marcher, où sont tournées les 40 dernières minutes du film.

Wes Craven commence le tournage avec la scène d'ouverture qui met en avant Drew Barrymore. Cette séquence est tournée en cinq jours. Lorsque Ghosftace brise une fenêtre avant d’attaquer Casey et être assommé par cette dernière et son téléphone, c'est Wes Craven qui est caché sous le costume et qui par ailleurs se prend réellement un coup. Aussi, Barrymore étant très sensible à la cause animale, Wes Craven utilise la sensibilité de l'actrice en lui racontant des histoires sur des animaux malmenés et torturés pour parfaire son jeu pendant la scène. Au vu du peu de temps qu'elle est censée passée sur le tournage, Barrymore demande à jouer toute ses scènes à pieds nus car elle n'aime pas porter des chaussures.
Puis, le débat avec la Santa Rosa High School touche à sa fin et l'accès au lycée est refusé. La production est donc contrainte de trouver un autre emplacement pour l'école et termine le tournage au Sonoma Community Center, dans le sud-est de Santa Rosa. Par vengeance, Wes Craven place dans le générique de fin, dans la section « remerciements spéciaux », la phrase « Aucun remerciement au conseil d'administration de la Santa Rosa High School. »
Le tournage est critiqué dès le départ. Bob Weinstein déteste le masque de Ghostface puisqu'il croit qu'il n'est pas effrayant ou qu'il est idiot. Malgré sa confiance dans le projet, Craven doit encore prouver sa vision du film au studio. En effet, après avoir examiné les rushes de la scène d’ouverture, une partie du studio doute de la faculté du film à être effrayant ou encore qu’il soit tourné autrement que ce qu’ils espèrent. Ils pensent même à remplacer Craven. Weinstein demande à ce qu'une scène du film soit tournée avec sept masques différents dans l'intention de choisir son préféré. Craven et Patrick Lussier réalise un workprint de la scène d'ouverture pour montrer comment le film peut être réalisé. Le studio et Weinstein, après qu'il a vu le masque en action, sont finalement convaincus.
Le troisième et dernier acte du film, soit plus de 40 minutes à l'écran, est tourné dans une maison à Tomales pendant de 21 nuits. Ces scènes concernent la soirée de Stuart à la fin du film, lorsque Ghostface fait son apparition pour éliminer les personnages principaux restants. La scène, intitulée « Scene 118 », est considérée comme la plus difficile à avoir été tournée durant le tournage de Scream puisqu'elle prend place dans un seul lieu dans lequel l'histoire de plusieurs personnages évolue, et certains trouvent la mort. Les acteurs et de nombreux jours à tourner des scènes physiquement et émotionnellement intenses et sont couverts de faux sang et fausses blessures. Leurs habits sont exactement les mêmes pendant toute la durée du tournage de cette scène et sont donc ni changés ni lavés : l'intérêt est qu'il n'y ait pas d'erreur au niveau des taches de sang à l'écran. Comme la scène se passe en soirée, toute l'équipe doit tourner les scènes jusqu'à l'aube. Une fois cette scène bouclée, les membres de l'équipe technique se mettent à porter des tee-shirts avec l'inscription « I Survived Scene 118 » (j'ai survécu à la scène 118),.
Une semaine avant la fin du tournage, le directeur de la photographie, Mark Irwin, est licencié. Après que Craven a jeté un coup d'œil aux rushs, il trouve que les scènes sont floues et inutilisables. Il est alors ordonné à Irwin de limoger toute son équipe, mais il rétorque que si son équipe est congédiée, il faudra le licencier également, ce que les producteurs décident de faire. Irwin est ensuite remplacé par Peter Deming, qui termine le film.

### Effets visuels et design

#### La création de Ghostface et effets spéciaux

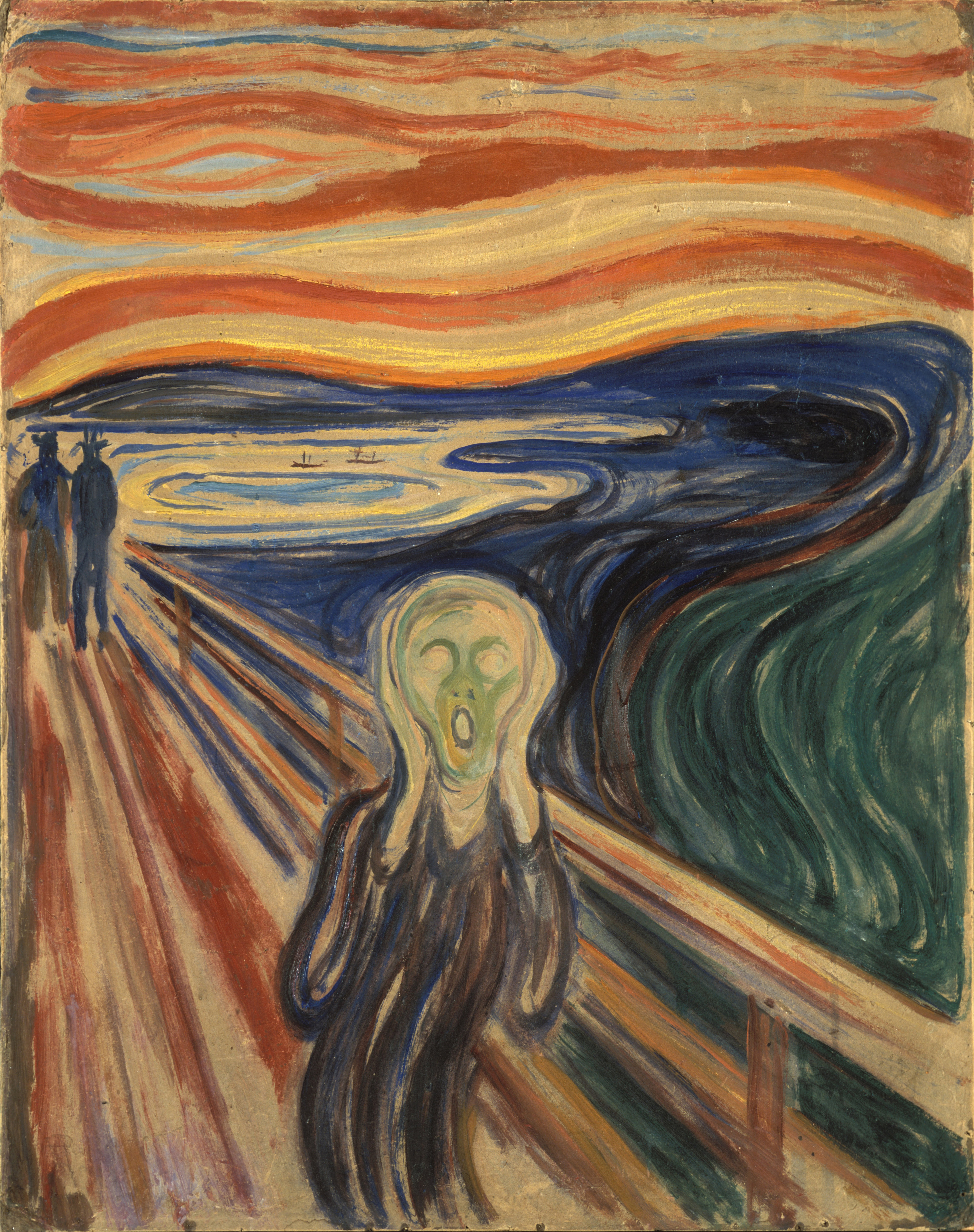
L'œuvre « Skrik », en français « Le Cri », d'Edvard Munch. Au fil des années, la rumeur persiste sur le fait que le masque de Ghostface serait inspiré du tableau de Munch.

Pour produire les nombreux effets horrifiques du film, les producteurs font appel à l'équipe du KNB Effetcs, à savoir Howard Berger, Robert Kurtzman et Gregory Nicotero. Une de leurs premières tâches est de créer le masque du tueur. Dans son scénario, Williamson a seulement décrit le protagoniste comme un « tueur masqué », un tueur avec un masque de fantôme blanc, ce qui ne donne à Wes Craven aucune information spécifique sur le type de masque à utiliser ou comment cacher le corps du tueur. Pendant les repérages du film, Maddalena découvre le fameux masque de celui qui sera plus tard surnommé Ghostface, dans une maison ayant précédemment servi pour le film L'Ombre d'un doute,. Craven veut tout de suite l'utiliser, mais le masque appartient alors à la société de déguisement Fun World. À l'époque, l'entreprise a créé ce masque pour la saison d'Halloween de 1991 / 1992 et l'a intitulé « The Peanut-Eyed Ghost », soit en français le « fantôme aux yeux de cacahuète ». Puis, il est annoncé à Wes Craven qu'il doit lui-même créer un masque pour que la production puisse s'en servir.
KNB développe ensuite plusieurs croquis de masques à têtes et formes différentes mais néanmoins monstrueuses, certaines ayant même des crocs. Craven ne trouve aucun croquis ressemblant à celui de Ghostface pour une éventuelle utilisation lors du tournage. Avec KNB, ils se fondent finalement sur le design du masque de Ghostface pour créer leur masque, en y apportant quelques modifications pour éviter toute violation de droits d'auteur. L'équipe réalise plusieurs moules, mais Craven ne trouve aucun masque au niveau de ses attentes. Prêt à tout pour utiliser le masque originel, il convainc finalement le studio d'approcher Fun World. Ils obtiennent tous les droits pour l'utilisation du masque, à condition de bien créditer Fun World au générique, comme convenu avec Alan Geller. Avant l'accord de Fun World, KNB réussit à créer un masque en mousse fine, ressemblant à celui de Ghostface, qui est utilisé à deux reprises sur le tournage : pour la scène d'ouverture et pour l'assassinat du proviseur Himbry. Craven déteste ce masque, en raison d'une faible ressemblance avec l'original, et utilise le masque de Fun World pour le reste du tournage.
Plusieurs rumeurs font état que le masque est aussi inspiré par le tableau Le Cri d'Edvard Munch. Le masque de Ghostface montre le visage de quelqu’un qui pleure et crie en même temps ; la styliste Brigitte Sleiertin, aussi à l'origine de la création du masque original, déclare que le masque affiche différentes émotions : « c'est un masque au regard horrible, un regard désolé, un regard frénétique ». Le masque représente le reflet de ses propres victimes contrairement au masque sans expression de Michael Myers dans Halloween : La Nuit des masques ou Jason Voorhees dans Vendredi 13, où toute l'expression passe dans le regard. Ici le masque reflète la peur exagérée des victimes, tel un miroir. Le déguisement qui cache le corps du tueur devait être tout blanc lors de la production du film, pour faire en sorte que le costume ressemble vraiment à un fantôme. Mais, de peur que les spectateurs comparent ce dernier à la tenue des membres du Ku Klux Klan, la production décide de changer la couleur et opte pour du noir.
KNB Effects produit plus de cinquante gallons de faux sang, composé de sirop de maïs et de colorants alimentaires, afin de créer les effets visuels adéquats pour les blessures. Pour tout le tournage, plus de 200 litres de faux sang sont utilisés. Pour l'effet de pénétration des couteaux dans la peau, ou à travers les habits lorsque le tueur poignarde les personnages, la production utilise des lames rétractables pour éviter des blessures quelconques. Dans l'une des dernières scènes du film, c'est un parapluie rétractable qui est utilisé tandis que Skeet Ulrich porte un gilet de protection sous son haut pour éviter d'être blessé en tournant une scène de combat avec la doublure de Neve Campbell. Pendant le tournage de cette scène, Skeet Ulrich est malgré tout poignardé à la poitrine, le deuxième coup de la doublure manquant le gilet de protection. Cette blessure nécessite alors une opération de chirurgie cardiaque ouverte. La véritable douleur de l'acteur est capturée pendant le tournage et utilisée dans le montage final de Scream. Par ailleurs, le modèle de couteau utilisé par le tueur du film est un Buck 120.
Rose McGowan quant à elle tourne véritablement dans une chatière de porte de garage pour les besoins de la scène de mort de son personnage mais elle est si petite qu'elle tombe à plusieurs reprises. L'équipe technique doit alors clouer le tee-shirt de l'actrice à l'intérieur de la porte du garage pour éviter qu'elle ne tombe à nouveau. Quant aux bouteilles de bière qu'elle balance sur le tueur pendant son attaque, elles sont totalement réelles.
Les deux effets visuels les plus compliqués que l'équipe doit réaliser restent la conception des cadavres des personnages joués par Drew Barrymore et Kevin Patrick Walls. Les détails de leur mort stipulent qu'ils soient « vidés » de la cage thoracique au bassin, creusant le torse où se trouvent les organes internes et les intestins et par conséquent dégoulinant de la plaie. Ensuite, pour permettre à Kevin Patrick Walls de continuer de pouvoir bouger après que son personnage s'est fait éventrer, KNB conçoit une chaise sans dossier sur lequel l'acteur se tient à genoux en posant seulement la tête sur le mannequin représentant son personnage. Le mannequin représente le torse et les jambes du personnage et est habillé de la même façon que l'acteur pour donner l'illusion que ce dernier et le mannequin ne font qu'un. Le mannequin possède un abdomen rempli de caoutchouc, de latex et de morceaux de gélatine remplis de sang, représentant les organes internes qui peuvent tomber tout seuls pour les besoins du tournage. Le second effet visuel implique le personnage de Barrymore, qui est en plus pendu à un arbre. L'équipe reproduit alors une approche similaire à celle utilisée pour le personnage de Walls à la différence que c'est tout le corps de l'actrice qui est reproduit puisqu'il est impossible de pouvoir cacher le corps de Barrymore et de montrer en même temps le cadavre de son personnage éventré et pendu,.
Roger L. Jackson, l'acteur qui joue la voix de Ghostface, passe de véritables appels aux acteurs pour les besoins de certaines scènes.

## Post-production

### Censure
« Je suis un réalisateur qui peut faire de bonnes choses mais qui n'est pas autorisé à les montrer sur écran. Et ils arrivent (la MPAA) à vous avoir sur l'intensité comme ils ont fait ici. Ils diront « ce n'est pas à cause d'une prise en particulier, ce n'est pas à cause du sang, c'est juste trop intense. »
- Wes Craven sur son conflit avec la MPAA pendant la production de Scream.
Après la fin du tournage en juin 1996, Craven doit attendre deux mois, mois durant lesquels il finit le film. Il rencontre des conflits répétés (à neuf reprises) avec la Motion Picture Association of America (MPAA), concernant les aspects de certaines scènes. Il est forcé de limiter les côtés les plus sombres et sanglants de celles-ci pour éviter une interdiction aux moins de 17 ans (NC-17), cette interdiction étant considérée comme meurtrière pour la carrière du film au box-office, avant même sa sortie. À cette époque, les cinémas et les magasins refusent très souvent de diffuser des produits classés NC-17. Bien que Dimension Films ait déjà produit des films ayant eu la même interdiction auparavant, l'interdiction aux moins de 17 ans rend ces films très difficiles à vendre sur le marché, attirant très peu de spectateurs. Dimension Films désespère d'obtenir un classement R (les mineurs de moins de dix-sept ans doivent être accompagnés d'un adulte). Les producteurs estiment que les censures exigées pour Scream enlèvent des éléments clés du film, réduisant dans le même temps sa qualité.
La scène d'ouverture mettant en scène Drew Barrymore est l'une des parties les plus difficiles à traiter pour la MPAA qui exige une censure au motif de la cruauté de la scène. Craven ment alors à la MPAA, clamant qu'il n'a qu'une seule prise de la scène et qu'elle se retrouve dans l'impossibilité d'être changée. La MPAA autorise finalement l'apparition de la scène dans presque son intégralité.
Craven envoie huit prises pour traitement à la MPAA. Les scènes problématiques qui doivent obtenir une censure incluent la mort de Steve Orth (il est exigé de ne pas faire apparaître les organes internes dégoulinants de la plaie), la scène dans laquelle le personnage de Kenny est égorgé (la MPAA déclarant que la grimace de l'acteur était trop choquante, la scène est raccourcie), et la scène dans laquelle la nuque du personnage de Tatum est brisée doit être également écourtée. La scène dans laquelle on aperçoit le corps de Casey pendu à l'arbre doit être accélérée lors du gros plan.
La MPAA critique l'une des scènes finales, particulièrement sanglante, dans laquelle les tueurs se poignardent l'un l'autre. Dans la même scène, Billy hurle à Sidney que les films ne créent pas des tueurs mais les rendent créatifs, ce que la MPAA n'accepte pas. Il est alors improbable que le film soit en mesure d'atteindre un classement R sans autres censures significatives.
Avec la date de sortie du film qui approche, Bob Weinstein intervient lui-même dans la production et contacte la MPAA. Il pense que la MPAA a mal compris à quel genre de films appartient Scream, appréhendant mal le film en lui-même, se concentrant beaucoup trop sur les éléments horrifiques. Bien qu'il pense également que le film est très porté sur l'horreur, Weinstein rappelle néanmoins que Scream est une satire et comporte de nombreux moments comiques. Il n'est pas seulement un film glorifiant la violence. La MPAA revint alors sur sa décision peu de temps après et le film obtient le classement R,.

### Bande originale

#### Genèse musicale et composition des morceaux

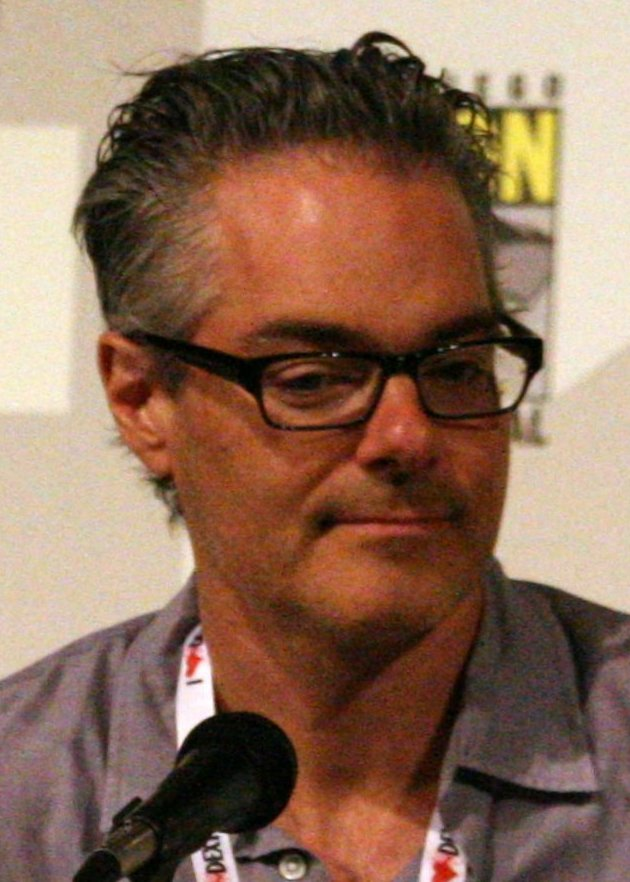
Marco Beltrami, ici en 2013, a composé la musique du film et celle de ses trois suites.

La bande originale de Scream est composée par Marco Beltrami, qui n'a alors travaillé que sur deux films à petit budget. Julie Plec, une des assistantes sur le tournage de Wes Craven, demande un compositeur « nouveau, moderne et merveilleux ». Le nom de Beltrami est alors prononcé par plusieurs personnes. Il est contacté pour faire une démonstration de son travail. Impressionné par ce qu'il vient d'écouter, Wes Craven demande à Beltrami de venir sur le tournage pour voir l'ouverture du film, soit treize minutes contenant l’introduction de Scream et la mort du personnage de Drew Barrymore. Beltrami est chargé de composer un morceau pour cette scène, qui est ensuite examinée par les producteurs et les frères Weinstein. Beltrami est ensuite engagé pour la composition totale de la musique de Scream, basée uniquement sur le premier morceau de musique pour la scène d'ouverture qu'il a composé. En raison de son début de carrière, Beltrami n'a aucune base dans la conception d'une bande originale de film d'horreur. Craven et Patrick Lussier l'aident sur la façon de composer une musique qui augmente la tension et qui sait accentuer les moments les plus intenses du film,.
Craven veut que la musique élève intentionnellement la tension pendant les scènes qui peuvent rappeler aux spectateurs certaines situations ou tensions similaires, qu'ils ont pu trouver dans d'autres scènes de films d'horreur. Par exemple, le volume est augmenté lorsqu'on veut faire croire que le tueur se cache derrière une porte alors qu'il n'y a personne à l'ouverture de celle-ci. Lors de la composition du thème musical pour le personnage de Dewey, Beltrami approche le personnage comme étant un shérif de l'ouest « sauvage et bizarre » en utilisant un accompagnement de guitare dans le style de Morricone. Le thème du personnage de Sidney Prescott, « Sidney's Lament », représente l'arrangement d'une chorale de femmes qui jouent le rapport à la tristesse du personnage. La voix principale qul'on entend tout au long de la mélodie représente la voix du personnage, qui pleurt la mort de sa mère selon Marco Beltrami. Par ailleurs, l'interprète de la voix principale sur la mélodie est Rose Thompson et se contente de personnifier toute la féminité et la fragilité du personnage de Sidney. Christian Clemmensen de Filmtracks commente les voix de cette musique comme étant « obsédantes » et les considère comme les « voix de la franchise ». La mélodie fut ensuite utilisée dans tous les films de la saga.
Pour le morceau « Altered Ego », utilisé pour la confrontation finale avec le tueur, des « vagues » de vents, de sourdines, des trompettes dans l'aigu, des « blocs » massifs de trombones/cors, et des cordes stridentes entre autres sont utilisés pour la création de cette mélodie. Dans le morceau « Chasing Sidney », ses rythmes cuivres/percussions syncopés, typiques des musiques d'action/terreur de Beltrami, composent la mélodie qui en font un morceau massif représentant la scène dans laquelle le tueur poursuit Sidney chez elle. À noter le rôle des effets électroniques toujours utilisés en arrière-plan sonore afin d'accentuer le côté terrifiant et paniquant de la musique. Marco Beltrami apporte une véritable dimension émotionnelle au film, car entre deux déchaînements orchestraux, le compositeur n'hésite pas à glisser « A Cruel World », morceau qui évoque l'isolement de Sidney, tentant d'oublier les mauvais souvenirs qui resurgissent après les premiers meurtres. Le morceau s'impose ici par la fragilité de sa ligne mélodique de piano accompagnée par une harpe, quelques cordes et la voix féminine liée à Sidney. C'est cette tristesse quasiment introspective qui apporte une émotion rare dans ce score horrifique, Beltrami ayant ainsi parfaitement su retranscrire toute la dimension dramatique et humaine de l'histoire, liée au personnage de Sidney Prescott, apportant par la même occasion un relief considérable au score.
« Trouble in Woodsboro » s'impose aussi par son ambiance plus mystérieuse, où Beltrami dévoile ici une autre facette de son style, celle des rythmiques électroniques pop et des synthétiseurs modernes. La rythmique et les synthétiseurs évoquent bien évidemment ici l'univers musical des adolescents de Woodsboro dans la scène dans laquelle on découvre que Casey et son petit ami sont assassinés. L'ambiance qu'apporte la musique dans cette scène est particulièrement excitante, un mélange de mystère et d'appréhension. Le dernier morceau qui représente la bande originale du premier Scream se nomme « NC-17 » et illustre la scène d'amour entre Sidney et Billy ; il est fondé sur une nouvelle reprise vocale du thème de Sidney sur fond de rythmiques électroniques modernes plus sensuelles. Toute la beauté et la fragilité du personnage de Neve Campbell est illustrée ici dans ce morceau jugé « magnifique » et « incontournable » de la bande originale de Scream.
À noter l'absence dans l'album de la mélodie, qui représente le prologue d'une dizaine de minutes, évoqué par une puissance orchestrale redoutable due à des orchestrations parfois assez inventives et des combinaisons instrumentales plutôt personnelles. Beltrami n'hésite pas, par exemple, à faire intervenir les vents souvent laissés de côté dans ce genre de grosse partition orchestrale agitée. De même, les cuivres sont souvent utilisés de manière massive dans l'aigu avec les fameux « cuivres hurleurs » chers au compositeur, une sorte de manière de jouer musicalement sur le titre du film, Scream (qui veut dire « hurler »). Le prologue se termine sur une véritable lamentation chorale et orchestrale absolument poignante pour la mort de Casey, une sorte de bref requiem déchirant qui annonce déjà la dimension plus dramatique de la musique de Scream.

#### AlbumScream/Scream 2(1998)
L'album de ses compositions est commercialisé par le label Varèse Sarabande le 14 juillet 1998, avec un CD nommé Scream/Scream 2, qui contient également la bande originale de Scream 2. La bande originale du premier volet contient seulement six pistes : Sidney's Lament, Altered Ego, A Cruel World, Trouble in Woodsboro, Chasing Sidney et NC-17. Les six mélodies forment une bande-son de seulement 12 minutes, comparée à une heure de musique réalisée pour le film et les 30, voire 40 ou 45, minutes de bande-son, que l'on retrouve généralement dans d'autres films. Certains critiques estiment que ces quelques minutes commercialisées sont le résultat d'un coût trop élevé pour les compositeurs pour vendre leur musique, si l'on prend également en compte que le Varèse Sarabande est réticent à payer.
La bande originale de Scream/Scream 2 est globalement bien accueillie par la critique. Mikael Carlsson déclare qu'il s'agit « d'une des plus intrigantes bande originales d'horreur depuis des années ». Filmtracks.com déclare même que la bande a désormais un « statut culte », la notant trois étoiles sur cinq.
Le 10 octobre 2016, l'album grimpe à la 20e position du Billboard.

#### Album de composition complet (2011)
Le label Varèse Salabande édite le 6 juin 2011 un cd limité à 2 000 exemplaires, intitulé Scream: The Deluxe Edition, comportant l'intégralité du score réparti sur 25 pistes pour un total de 65 minutes, soit plus de 50 minutes de musique inédite par rapport au premier cd sorti en 1998. Sur le site SensCritique, l'abum obtient une note de 7,2 sur 10.

### Musique
Un album contenant les musiques qui figurent dans Scream sort le 17 décembre 1996 sur le label TVT Records. L'album présente plus de 11 musiques, qui apparaissent dans plusieurs scènes du film, avec en plus la mélodie appelée « Trouble in Woodsboro/Sidney's Lament » réalisée par Marco Beltrami. La version de School's Out d'Alice Cooper apparaît dans le film quelques minutes après la fermeture du lycée de Woodsboro mais est ensuite remplacée dans l'album par une cover de The Last Hard Men. Une version acoustique de la musique Don't Fear The Reaper de Blue Öyster Cult, chantée par Gus Black, apparaît en fond lorsque Sidney et Billy discutent de leur relation au début du film. L’analyste Jeff Smith décrit ce choix de musique en disant :
« Un commentaire ironique sur la brutalité de l'ouverture du film que nous venons de voir. Plus important encore, par ailleurs, l'allusion à l'œuvre originale de Blue Öyster Cult, son titre et sa signification est assez drôle. Alors que le titre parle de la faucheuse (The Reaper) comme étant un symbole de mort, le film nous présente non seulement une personne cachée sous ce costume de fantôme qui la représente mais aussi la rage de cette dernière qui s'abat sur les autres personnages. L'ironie ici, bien-sûr, est que Billy, présent dans la scène, se révélera être l'un des deux tueurs et donc une « faucheuse » à craindre. »
La musique Red Right Hand de Nick Cave and the Bad Seeds est non seulement utilisée pour le premier volet mais aussi remixée par DJ Spooky pour Scream 2 et ensuite étirée sur huit minutes pour être complètement revisitée avant de se voir remise à neuf trois ans plus tard par Nick Cave lui-même dans une nouvelle version à l'occasion de Scream 3. Une autre version du clip vidéo de la musique Drop Dead Gorgeous de Republica, dévoilant également des passages du film, est diffusée sur des chaînes musicales comme MTV. Bien que la musique puisse être entendue dans le film, elle ne figure pas dans l'album. De même pour I Don't Care de Dillon Dixon qui est entendu à la toute fin du générique qui conclut le film mais qui n'apparaît pas sur l'album.
Ce dernier n'est pas considéré comme un succès lors de sa sortie et échoue dans le Billboard 200. All Music note l'album 3 étoiles sur 5 tandis que le site SensCritique affiche un score de 7 sur 10.
La chanson Red Right Hand de Nick Cave and the Bad Seeds sert aussi de générique à la série Peaky Blinders.

## Accueil

### Promotion et sortie en salle
L'affiche promotionnelle et officielle de Scream prend pour tête d'affiche Drew Barrymore, avec son visage effrayé en gros plan, se couvrant à moitié la bouche avec sa main, dans l'intention d'induire en erreur le public pensant aller voir un film dans lequel l'actrice serait l'héroïne.
L'avant-première privée du film a lieu le 18 décembre 1996 à l’AMC Theatres du quartier de Westwood à Los Angeles, en compagnie de toute l'équipe,. Bob Weinstein décide alors de sortir le film le 20 décembre, date que de nombreuses personnes critiquent, s'agissant de la période de Noël, lorsque les films familiaux sortent le plus fréquemment et sont les plus attendus. Weinstein estime que c'est la meilleure période pour une sortie du film, les amateurs du genre et les adolescents n'ayant habituellement rien à regarder à cette période,.
Après les premiers résultats du film lors de son week-end de sortie, avec des recettes s'élevant à seulement 6,3 millions de dollars, cette date de sortie est alors critiquée et jugée inappropriée et serait même la cause de l'échec du film. Le film surprend toutefois dès sa deuxième semaine en augmentant ses recettes. Il poursuit sur cette même route durant les semaines suivantes et atteint la barre des 100 millions de dollars et les éloges de la critique.

### Accueil du public et critiques
Scream est acclamé par les critiques. Ces derniers apprécient beaucoup les références aux films d'horreur pour adolescents des années 1980 et leur « interminable série de suites de films ratées » dans le slasher de Wes Craven. Établi sur 128 critiques de professionnels, Scream obtient un résultat de 77 % d'avis favorables sur le site de critiques américain Rotten Tomatoes, argumentant « la déconstruction subversive du genre par l’icône de l’horreur Wes Craven est sournoise, pleine d’esprit et étonnamment efficace en tant que slasher elle-même, même si elle est un peu trop insolente pour certains ». Du côté des spectateurs, sur plus de 478 000 critiques en avril 2019, ce même site fait état de 79 % d'avis favorables. Le site Metacritic affiche un score de 66 sur 100 établi sur 25 critiques, indiquant « un film aux avis généralement favorables ». Selon ce même site, Scream est à la 42e place des meilleurs films sortis en 1996 et la 3e des films les plus discutés lors de cette même année.
Kevin Thomas du Los Angeles Times nomme Scream comme étant « une bravoure » et le complimente pour le fait qu'il soit « effrayant et horrible à la fois ». Adam Smith d'Empire le décrit comme « intelligent, rapide et drôle ». Le scénario de Williamson a aussi été salué par la critique, décrit comme « diaboliquement intelligent » et « ayant une intrigue passionnante qui mêle habilement ironie, auto-référence et une réflexion sur la société avec des frissons et beaucoup de sang ». Time Out London salue également l'intelligence du film mais aussi les frayeurs qu'il procure, tout en louant la très bonne performance du casting, en rapportant « enfin un film d'horreur pour lequel on peut crier positivement ». Film4 cite Freddy sort de la nuit, le propre film de Wes Craven, et son casting de personnages à demi-conscients comme étant une source d'inspirations pour Scream mais déclare que, tandis que Freddy sort de la nuit est un « noble échec », bien que « très intelligent » mais malheureusement « pas très effrayant », Scream est « non seulement effrayant, mais il est à couper le souffle à partir de sa scène d'ouverture. Il est tout simplement terrifiant ». Roger Ebert du Chicago Sun-Times donne une très bonne critique au film, accordant trois étoiles sur quatre, en appréciant « les éléments comiques et la conscience des personnages tout au long de l'histoire ». Cependant, il reste confus quant à savoir si le niveau de violence du film « n'est pas décrédibilisé par la façon ironique dont le film se sert pour aborder son sujet et le dépeindre ». Janet Maslin de The New York Times n'est pas aussi enthousiaste, déclarant que « peu d'éléments dans Scream sont terrifiants ». En dépit d'être une satire du genre, et donc d'apporter lui-même une critique du genre, rapportant qu'il s'agit « d'une expérience qui avait besoin de plus de temps en laboratoire », Variety complimente le casting du film, dont notamment Neve Campbell et Skeet Ulrich qu'il décrit comme « charismatiques ». Owen Gleiberman de Entertainment Weekly annonce que le film est « un hommage drôle et astucieusement déstabilisant à des films comme Le Monstre du train, New Year's Evil et Les Griffes de la nuit ».
En France, Scream est également très bien reçu, notamment sur Allociné, où il obtient 3,6 étoiles sur 5 du côté des spectateurs et 5 étoiles côté presse. Stéphane Bouquet, pour les Cahiers du cinéma, déclare que le film est « l'un des meilleurs de Wes Craven ». Philippe Rouyer de Positif avoue volontiers que pour lui « Scream est à la fois l'analyse pertinente d'un certain cinéma d'horreur et un de ses meilleurs fleurons ». Les deux critiques accordent 5 étoiles sur 5 au film,. Télérama affirme : « Un serial killer décime le campus… Wes Craven nous fait le coup du film d'horreur pastiche avec quiz et clins d’œil intégrés. Qu'est-ce qu'il s'amuse ! Et nous aussi, entre deux vraies frayeurs. Vous avez dit culte ? » Frédéric Bonnaud, du site Les Inrockuptibles, donne une bonne critique et déclare qu'« enfin réunis dans le même cri primal, les médiologues et les spectateurs du samedi soir rendront grâce à Craven d'avoir de nouveau hissé la peur au niveau des beaux-arts. C'est en nous faisant hurler que ce film nous rend meilleurs ». Florence Castelnau-Mendel de L'Express dévoile aussi sa critique : « Grand saigneur de l'épouvante, Wes Craven démonte les mécanismes du genre. Le résultat est effroyablement réjouissant. » ainsi que « cette fois, Craven s'en prend au genre lui-même, le détourne, multiplie les références et se joue des clichés. Scream (grand prix du jury et prix Première du public au festival de Gérardmer 1997) est donc, à l'arrivée, un film astucieux, mixant avec raffinement l'humour noir et le suspense. Bref, un véritable bonheur ». La rédaction de Première encense l’œuvre, expliquant qu'« avec un film redonnant un nouveau souffle à sa carrière et aux films d'horreur, Wes Craven a fait naître l'une des sagas gore les plus incontournables du grand écran. Le réalisateur a trouvé un nouveau souffle avec ce film qui renouvelle le genre et en élargit considérablement le public ». Selon Le Figaro, le film de Craven est une œuvre rentré dans l'histoire du 7e art.

### Box-office
Lors de son premier weekend d'exploitation aux États-Unis, Scream est projeté dans 1413 cinémas et rapporte un total de 6,3 millions de dollars tout en se classant à la quatrième place derrière Les 101 Dalmatiens (6,9 millions), Jerry Maguire (13,1 millions) et le nouvel arrivant Beavis et Butt-Head se font l'Amérique (20,1 millions),. Tout d'abord, ces recettes font de Scream un échec cuisant selon les professionnels de l'industrie. La productrice Marianne Maddalena raconte qu'elle et Craven ont assisté à une projection de  Beavis et Butt-Head se font l'Amérique où le public était au rendez-vous et assez bruyant tandis que, lors d'une projection de Scream, le public était « au maximum de sept personnes dans la salle. Personne ne riait ou ne criait. Nous sommes repartis totalement abattus ». Cependant et contre toute attente, le film reçoit un excellent bouche à oreille et de très bonnes critiques, ce qui conduit le studio à augmenter le budget marketing,,. Les recettes du film augmentent finalement progressivement de jour en jour, obtenant 9,1 millions de dollars pour son second weekend d'exploitation, tout en tombant à la cinquième place des succès du weekend. Pour son troisième weekend à l'affiche, le film fait une remontée à la troisième place et gagne 10 millions de dollars supplémentaires,. Il obtient 87 millions de dollars lors de sa sortie initiale puis ressort au cinéma le 11 avril 1997, obtient alors 16,2 millions de dollars de plus et termine son exploitation cinématographique avec un total de 103 046 663 $ en Amérique du Nord,. Au total, Scream passe 9 semaines dans le top 10 des plus gros succès cinématographiques à l'affiche,,. Malgré la concurrence au box-office avec des films comme Jerry Maguire avec Tom Cruise et Mars Attacks de Tim Burton, sa sortie pendant les vacances de Noël, Variety le qualifiant même de flop un mois avant sa sortie,, Scream devient le 13e plus gros succès de l'année aux États-Unis et se place même aux côtés d'énormes blockbusters sortis cette année-là comme Independence Day et Mission impossible. En dépassant la barre symbolique des 100 millions de dollars, le film de Craven devient le second film produit par Miramax à dépasser ce cap après Pulp Fiction en 1994. Scream est diffusé au cinéma pendant près de huit mois,. En 2019, Scream est le 677e plus gros succès dans le monde de tous les temps. Sans compter l'inflation, Scream est le 20e film d'horreur le plus rentable de tous les temps et détient le record à l'époque du plus grand succès de tous les temps du genre slasher sur le sol nord-américain, suivi par Scream 2 et Scream 3,. Il faudra attendre 21 ans et la sortie du Halloween de David Gordon Green en 2018 pour que Scream cède sa place. En prenant en compte l’inflation, Scream aurait pratiquement doublé son score de nos jours au box-office américain en atteignant 206 millions de dollars, ce qui signifie qu’Halloween aurait dû faire environ 346 millions de dollars pour battre Scream. Ce premier film reste le plus grand succès de la franchise pendant 27 ans en Amérique du Nord, jusqu'en 2023 avec la sortie de Scream 6 et ses 108 millions de dollars obtenus en fin de carrière.
En France aussi, Scream est un énorme succès. Il obtient 335 687 entrées sur 250 salles lors de sa première semaine de sortie, se classant d'ailleurs numéro 1 des films de la semaine du 16 juillet 1997, pour un total de 2,2 millions d'entrées au box-office en fin de carrière. Il s'agit du second plus grand succès de la saga en France après le troisième volet. Au bout de sa quatrième semaine d'exploitation, le film devient le plus gros film d'horreur de l'année, avec un cumul de 6,2 millions de dollars obtenus (soit 37,9 millions de francs), et devient le second plus grand succès horrifique de tous les temps en France derrière L'Exorciste, et ce, jusqu'à la sortie de Scream 3. Le film est le 17e plus gros succès de l'année 1997 du cinéma en France,.
Avec 70 millions de dollars récoltés à l'étranger, portant ses recettes totales à 173 046 663 $ pour un budget de 15 000 000 $, Scream est également le plus grand succès de la saga à ce jour, le plus gros succès de la carrière de Wes Craven et le 15e plus gros succès de l'année 1996 dans le monde. Il empoche notamment 14 millions de dollars au Royaume-Uni, se classant à la 21e place des plus gros succès de l'année,. Au Japon, la date de sortie a été repoussée de mai à août 1997 après le meurtre d’un adolescent de 14 ans, dont le tueur était apparemment obsédé par les films d’horreur.
| Pays ou région    | Box-office        | Date d'arrêt du box-office | Nombre de semaines |
| ----------------- | ----------------- | -------------------------- | ------------------ |
| États-Unis Canada | 103 046 663 $     | 22 mai 1997                | 22                 |
| France            | 2 207 347 entrées | 29 octobre 1997            | 15                 |
| Total mondial     | 173 046 663 $     | -                          | -                  |

L’analyse de l’industrie démontre que la plupart des films sortis vers la fin de l’année ont été des échecs au box-office, y compris à la fois des films à gros budget et une vague de films destinés aux femmes. Seuls quelques-uns sont considérés comme des succès, notamment Les 101 Dalmatiens, Beavis et Butt-Head se font l'Amérique, Jerry Maguire, La Rançon, Scream et Star Trek : Premier Contact. C'est auprès des adolescents et des jeunes dans la vingtaine que le film a le plus rencontré de succès. L'ascension de Scream au box-office entraîne une compensation financière supplémentaire pour l’équipe technique et les acteurs, déclenchée par le box-office dépassant les 40 millions de dollars et les augmentations ultérieures de 10 millions de dollars à 100 millions de dollars. Jamie Kennedy note que son premier chèque résiduel était le double de son salaire,,.

### Distinctions
Sauf indication contraire, les informations mentionnées dans cette section peuvent être confirmées par la base de données cinématographiques IMDb,  présente dans la section « Liens externes ».
Après sa sortie, Scream reçoit plusieurs nominations et récompenses incluant le Saturn Award de la meilleure actrice pour Neve Campbell, le Saturn Award du meilleur scénario pour Kevin Williamson et le Saturn Award du meilleur film d'horreur en 1997. Skeet Ulrich et Drew Barrymore reçoivent tous deux une nomination pour le Saturn Award du meilleur acteur dans un second rôle et de la meilleure actrice dans un second rôle, tandis que Wes Craven reçoit une nomination lors de cette même remise de prix en tant que meilleur directeur.
Craven est récompensé du Grand Prix au Festival de Gérardmer,. Scream est aussi élu meilleur film de l'année aux MTV Movie & TV Awards de 1997 tandis que Neve Campbell y est nommée pour la catégorie de la meilleure performance féminine.
| Distinctions de Scream | Distinctions de Scream                                             | Distinctions de Scream                                                | Distinctions de Scream     | Distinctions de Scream | Distinctions de Scream |
| Année                  | Évènements                                                         | Catégorie / Récompense                                                | Nommé(es) / Lauréat(es)    | Résultat               | Réf                    |
| ---------------------- | ------------------------------------------------------------------ | --------------------------------------------------------------------- | -------------------------- | ---------------------- | ---------------------- |
| 1996                   | Awards Circuit Community Awards                                    | Meilleur scénario original                                            | Kevin Williamson           | Nomination             | [ 144 ]                |
| 1996                   | Awards Circuit Community Awards                                    | Mentions honorables                                                   | Wes Craven                 | Nomination             | [ 144 ]                |
| 1996                   | International Horror Guild                                         | Grand Prix du meilleur film                                           | Scream                     | Lauréat                | ,                      |
| 1997                   | Academy of Science Fiction, Fantasy & Horror Films - Saturn Awards | Saturn Award du meilleur film d'horreur                               | Scream                     | Lauréat                | [ 140 ]                |
| 1997                   | Academy of Science Fiction, Fantasy & Horror Films - Saturn Awards | Saturn Award de la meilleure actrice                                  | Neve Campbell              | Lauréat                | [ 140 ]                |
| 1997                   | Academy of Science Fiction, Fantasy & Horror Films - Saturn Awards | Saturn Award du meilleur scénario                                     | Kevin Williamson           | Lauréat                | [ 140 ]                |
| 1997                   | Academy of Science Fiction, Fantasy & Horror Films - Saturn Awards | Meilleure réalisation                                                 | Wes Craven                 | Nomination             | [ 146 ]                |
| 1997                   | Academy of Science Fiction, Fantasy & Horror Films - Saturn Awards | Meilleur acteur dans un second rôle                                   | Skeet Ulrich               | Nomination             | [ 146 ]                |
| 1997                   | Academy of Science Fiction, Fantasy & Horror Films - Saturn Awards | Meilleure actrice dans un second rôle                                 | Drew Barrymore             | Nomination             | [ 146 ]                |
| 1997                   | Cahiers du Cinéma                                                  | Meilleur film                                                         | Wes Craven                 | Nomination             | [ 147 ]                |
| 1997                   | Fangoria Chainsaw Awards                                           | Chainsaw Award du meilleur film avec une large diffusion              | Scream                     | Lauréat                | [ 148 ]                |
| 1997                   | Fangoria Chainsaw Awards                                           | Chainsaw Award de la meilleure actrice                                | Neve Campbell              | Lauréat                | [ 148 ]                |
| 1997                   | Fangoria Chainsaw Awards                                           | Chainsaw Award de la meilleure actrice dans un second rôle            | Drew Barrymore             | Lauréat                | [ 148 ]                |
| 1997                   | Fangoria Chainsaw Awards                                           | Chainsaw Award du meilleur scénario                                   | Kevin Williamson           | Lauréat                | [ 148 ]                |
| 1997                   | Fangoria Chainsaw Awards                                           | Meilleur acteur dans un second rôle                                   | Skeet Ulrich               | Nomination             | [ 148 ]                |
| 1997                   | Festival international du film fantastique de Gérardmer            | Grand Prix                                                            | Wes Craven                 | Lauréat                | ,                      |
| 1997                   | Festival international du film fantastique de Gérardmer            | Prix du Public                                                        | Wes Craven                 | Lauréat                | ,                      |
| 1997                   | Festival international du film fantastique de Gérardmer            | Prix du Jury                                                          | Wes Craven                 | Nomination             | ,                      |
| 1997                   | Festival international du film fantastique de Gérardmer            | Prix de la Critique                                                   | Wes Craven                 | Nomination             | ,                      |
| 1997                   | Festival international du film fantastique de Gérardmer            | Trophée Fun Radio                                                     | Wes Craven                 | Nomination             | ,                      |
| 1997                   | MTV Movie & TV Awards                                              | MTV Movie Award du meilleur film                                      | Scream                     | Lauréat                | [ 150 ]                |
| 1997                   | MTV Movie & TV Awards                                              | Meilleure performance féminine                                        | Neve Campbell              | Nomination             | [ 150 ]                |
| 1997                   | Online Film and Television Association                             | Meilleur film de science-fiction / fantastique / d'horreur            | Cathy Konrad et Cary Woods | Nomination             | [ 144 ]                |
| 1997                   | Online Film and Television Association                             | Meilleure actrice dans un film de science-fiction / fantasy / horreur | Neve Campbell              | Nomination             | [ 144 ]                |
| 1998                   | ASCAP Film and Television Music Awards                             | ASCAP Award des meilleurs films au box-office                         | Marco Beltrami             | Lauréat                | [ 144 ]                |
| 1998                   | Turkish Film Critics Association (SIYAD) Awards                    | Meilleur film étranger                                                | Scream (3e place)          | Nomination             | [ 151 ]                |
| 2022                   | Online Film and Television Association                             | Inscription au temple de la renommée des meilleurs films de l'OFTA    | Scream                     | Lauréat                | [ 152 ]                |

## Éditions en vidéo
Scream sort en vidéo dans le format AC3 Laserdisc (version non censurée) aux États-Unis le 2 juillet 1997, en VHS le 2 décembre 1997 et DVD le 3 décembre 1997. Un format DTS sur Laserdisc (version non censurée) est commercialisé le 26 août 1998 suivi par une Gold edition (collector's edition ou littéralement une édition collector) du film le 8 décembre 1998 contenant le film, la bande annonce, les interviews des acteurs, les commentaires du réalisateur et un « Behind the Scenes », qui se traduit par la découverte du travail de l'équipe technique. Ces sorties vidéos sont commercialisées par Buena Vista Home Entertainment. Après la sortie de Scream 3, le premier volet ainsi que ses deux suites sont joints dans une collection nommée « The Ultimate Scream Collection » distribuée par la Dimension Films le 26 septembre 2000 avec un box contenant les trois films et un disque, « Behind the Scenes, contenant des bonus dont trente minutes de documentaires sur la production des trois films plus les bouts d'essai ou « screentest » et les moments drôles des tournages ».
Scream sort aussi sur Laserdisc en France, à Hong Kong, au Japon et au Royaume-Uni en 1997. Il sort également en 1998 en Allemagne ainsi qu'au Japon dans une édition spéciale.
Le film reste inédit en DVD dans certains pays d'Europe jusqu'en 2001. L'édition japonaise sort en DVD en 1998 contenant la version R et l'original, le Director's cut, version ou la violence, auparavant supprimée par la MPAA, est rétablie. Scream sort également en Europe avec Scream 2 et Scream 3 le 26 février par la Buena Vista Home Entertainment. Chaque paquet contient des contenus supplémentaires présents également dans la version US. Sont également présents : les bandes-annonces, les clips musicaux, les commentaires de l'équipe technique, les scènes coupées et les moments drôles des tournages. Les trois films sont ensuite joints dans une seule et même collection baptisée « The Scream Trilogy » sortie le 26 février 2001,,. Le 23 août 2001 sort une édition collector de Scream en France.
Le 29 mars 2011, deux semaines après la sortie de Scream 4, le premier Scream est re-commercialisé aux États-Unis en Blu-Ray par Lionsgate Home Entertainment. La version Blu-Ray présente le film sous le format 1080p. Cette sortie contient également tout le contenu présent dans l'édition collector sortie en DVD, incluant les bêtisiers et les scènes coupées,. Le film est également disponible sur internet dans son intégralité en vidéo à la demande sur Canal VOD et sur Google Play et à acheter sur ce même site.

## Analyse

### Un film à la fois critique et dénonciateur

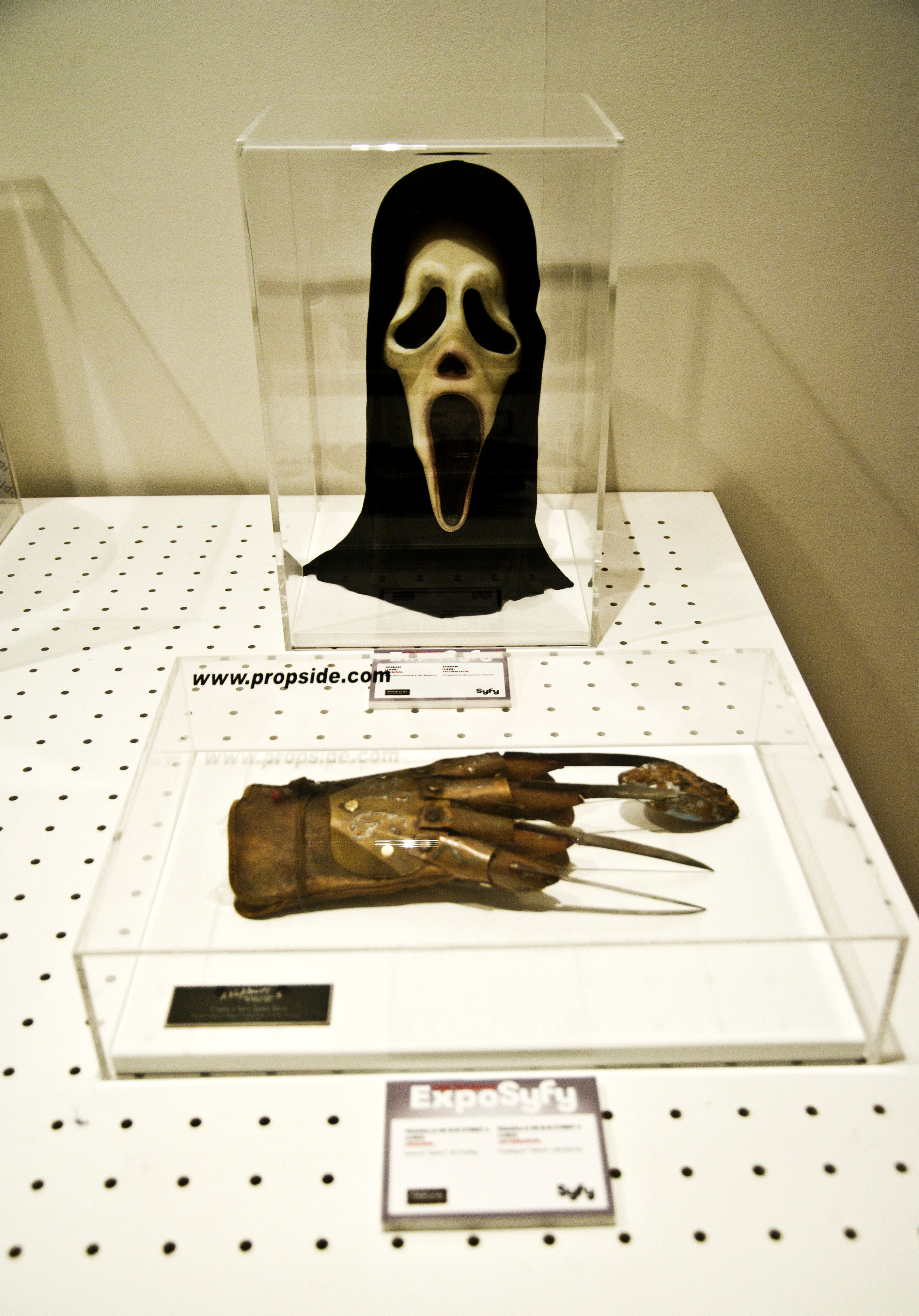
Exposition d'une réplique du masque de Ghostface à l'EXPOSYFY, au côté d'une réplique du gant de Freddy Krueger.

Scream est très clairement influencé par le genre de l'horreur et lui rend d'ailleurs de nombreux hommages, en commençant par un concierge dans le lycée fictif de Woodsboro habillé  comme Freddy Krueger dans Les Griffes de la nuit et une apparition rapide de l'actrice Linda Blair, connue pour interpréter le rôle de Reegan dans le cultissime L'Exorciste. Également, certains personnages de Scream réprimandent ouvertement les policiers de Woodsboro qui « n'avancent pas dans leur enquête parce qu'ils n'ont pas assez regardé Le Bal de l'horreur ». Les tueurs de Scream, Billy et Stuart, sont des personnes totalement humaines et réelles, contrairement à la plupart des tueurs en série, comme Jason Voorhees des Vendredi 13 et Freddy Krueger des Griffes de la nuit. Ce détail apporte au film un haut degré de réalisme et d'inquiétude chez le spectateur. Le film présente un « monstre » humain, qui incarne la croyance dépassée en l'existence d'un double de deux manières : d'abord littéralement (le monstre est effectivement incarné par deux personnages) et métaphoriquement (le monstre est un fanatique de films d'horreur et se sert des conventions familières et prévisibles de ces films pour réaliser ses meurtres). Selon Kevin Williamson et Richard Potter, le succès de Scream repose sur le mystère : les spectateurs s'interrogent sur l'identité du tueur, chose rare à l'époque. Le scénariste Adam White décrit le scénario de Williamson comme emblématique de son époque, mettant en avant une mère « parfaite » violée et assassinée dans une banlieue américaine et le harcèlement de sa fille un an plus tard. Cette ébauche de synopsis, il la compare à des affaires criminelles très médiatisées à l'époque comme l'affaire O. J. Simpson, l'agression de Lorena Bobbitt sur son mari John Bobbitt, la tentative de meurtre réalisée par Amy Fisher et l'affaire du tueur de Gainesville. Dans le cadre de cette dernière affaire, le tueur Danny Rolling se défend en affirmant avoir été influencé par L'Exorciste, la suite, troisième volet de la franchise L'Exorciste sorti en 1990. Malgré les inquiétudes du public concernant l’influence des médias violents tels que les films, les cas de crimes violents diminuent au moment où Scream sort au cinéma. Aucun lien direct entre le contenu violent des médias et les crimes de la vie réelle n'a été établi. Malgré tout, la fascination du public pour ces représentations médiatiques fait des victimes ou des auteurs de ces crimes des célébrités, les événements dramatiques étant très souvent transformés en documentaires et en films. Dans Scream, Sidney plaisante en disant qu’un film sera réalisé sur les événements traumatisants de sa vie et, dans les suites, la série d’horreur Stab sera bel et bien créée, basée en partie sur les événements de chaque film de la franchise.
Le film est une œuvre qui propose une réflexion sur le genre de l'horreur et plus particulièrement du slasher en utilisant ses codes, ses règles et autres ficelles, pour les détourner. Il indique lui-même qu'il le fait grâce aux personnages qui commentent l'action en la référant sans cesse au cinéma, comme s'ils avaient conscience de jouer dans un film. Contrairement aux personnages des films Halloween, Vendredi 13 et Les Griffes de la nuit, les personnages de Scream ont tous vu les films cités précédemment et en connaissent donc les codes, comme les spectateurs qui regardent Scream, ce qui rajoute du réalisme à l'œuvre. La phrase désormais culte « Quel est ton film d'horreur préféré ? » que lance le tueur à ses victimes au téléphone en est une preuve évidente,. Dans son scénario, Williamson a l'idée de déplacer l'action du côté du public. En effet, certains personnages sont des caricatures du public du cinéma d'horreur, ce qui explique en partie le succès de Scream lorsqu'il sort.
Pour Craven, le film utilise des ficelles qui n'ont jamais fonctionné dans aucun de ses autres films, notamment des situations réelles et l'humour. Scream pose également, notamment à la fin du film lorsque l'identité des tueurs est révélée, la question de la violence au cinéma : comment celle-ci peut-elle exercer une influence suffisamment forte pour être reproduite dans la réalité ? À l'époque, la présence assez importante de sang dans le long métrage fait couler beaucoup d'encre. et certains actes criminels réels inspirés du film relancent cette question,,. Lorsque Sidney confronte Billy et Stu, elle leur dit : « Tout ces films vous ont rendus dingues », ce à quoi Billy répond : « C'est pas les films qui font de nous des tueurs, ils nous permettent simplement d'être plus créatifs ». La scénariste Kate Gardener analyse ce dialogue comme une façon de rejeter le blâme que la société renvoie sur les films d’horreur, qui serait d'inspirer la violence dans le monde réel. Patrick Lussier déclarera plus tard que la MPAA s’était initialement opposée à ce dialogue parce que, selon lui : « vous ne pouvez pas dire ce genre de vérité ».
Le personnage de Randy Meeks représente à lui seul l'esprit du film et apporte de la fraîcheur au récit. À noter que ce personnage est en quelque sorte une personnification de Kevin Williamson lui-même. Dans Scream, il pointe du doigt la formule selon laquelle tout ce que les spectateurs voient dans le film, ils peuvent le deviner grâce à d'autres films d'horreur qu'ils auraient pu voir,. La scène dans laquelle Randy énonce les fameuses règles à respecter pour survivre à un film d'horreur en est aussi une preuve flagrante. Il explique que si les personnages d'un film d'horreur souhaitent rester vivants jusqu'à la fin, ils se doivent de respecter les règles suivantes :
1. Ne pas faire l'amour[15],[183].
2. Ne pas consommer de drogues ni d'alcool[15],[183].
3. Ne jamais dire « je reviens tout de suite » sinon, on ne revient pas[4],[15],[183].

Ces règles sont plusieurs fois transgressées, notamment lorsque Sidney, qui est vierge pendant tout le film, fait l'amour pour la première fois avec Billy et pourtant survit à la fin du film,. Stuart lance à Randy juste après l'énonciation de ces règles : « Je reviens tout de suite » ; Stuart est en réalité le tueur. Toutefois, elles sont parfois respectées comme lorsque Sidney est au téléphone avec le tueur, et elle ringardise les films d'horreur en disant ne pas aimer ce genre en disant qu'il y a toujours « une jolie petite minette aux gros seins qui court s'enfermer dans sa chambre au lieu de se tirer de chez elle, ! », mais elle aussi fera exactement cela lorsque le tueur la surprend dans sa maison. De même, les adultes du film sont presque tous inefficaces face aux attaques du tueur, comme dans la plupart des films d'horreur. Dans une référence méta[Quoi ?], le personnage de Randy énonce les fameuses trois règles pour survivre dans un film d'horreur,,. Cette référence interne est prolongée par ce même personnage grâce à une mise en abyme : il qui regarde Halloween de John Carpenter et crie au personnage principal qui est Laurie Strode (Jamie Lee Curtis) de se retourner car Michael Myers est derrière elle lorsqu'au même moment Ghostface s'approche de Randy derrière lui. Puis, c'est le personnage de Kenny qui hurle à Randy de se retourner via une caméra portative quand le tueur se faufile derrière lui. La scène dans laquelle Casey Becker lance au tueur que Les Griffes de la nuit, premier du nom, est le meilleur et que les suites sont mauvaises est une pique de Wes Craven envers les suites des Griffes de la nuit, qu'il juge mauvaises,.
Les scénaristes Adam White et Michelle Delgado écrivent que Scream est une exploration de la nature « exploiteuse » des médias d’information utilisant des événements traumatisants comme divertissement. Les débuts du film au cinéma coïncident également avec un discours croissant sur l’impact de la violence à l’écran et sur ses conséquences potentielles pour la société aux États-Unis. Pendant ce temps, l’administration sous la présidence de Bill Clinton introduit la V-chip, un dispositif conçu pour permettre aux parents de bloquer le contenu télévisuel pour adultes. Cependant, les programmes d’information restent exemptés du système de classification, qui, selon Delgado, continue à « exploiter » les incidents violents pour captiver le public,. Le personnage de Gale Weathers incarne une journaliste de télévision implacable qui a utilisé le meurtre de Maureen Prescott pour faire avancer sa propre carrière et reprend ce même procédé avec les meurtres de Woodsboro. Gale plaide pour l’innocence de Cotton Weary dans la mort de Maureen parce qu’elle le croit réellement innocent, mais aussi pour obtenir un contrat lucratif et des ventes plus importantes sur son livre à venir,,. Alors que les actions de Gale tournent au début de l'intrigue autour du profit de la souffrance des autres, elle n’est pas pour autant dépeinte comme une antagoniste du film mais comme une carriériste et une antagoniste de Sidney qui évolue en une figure héroïque, aidant à la mort de Billy et Stu à la fin du film. Gardener écrit que « vivre du meurtre n’est pas moralement égal à commettre un meurtre, mais que cela représente la marchandisation du crime et du traumatisme féminin ». Scream reconnaît l’intérêt voyeuriste du public pour le meurtre et l’horreur, soulignant la valeur monétaire accordée aux crimes sensationnalistes.

### Un film féministe?
L’auteur Padraic Maroney écrit que Scream est un film profondément pro féministe, dépeignant plusieurs personnages féminins qui combattent le tueur au lieu de se soumettre. Le succès de Scream démontre aux studios que les films d’horreur ont à cette époque un marché féminin encore inexploité.
Selon Aime Simon, Sidney, comme Nancy Thompson dans Les Griffes de la nuit de Craven, est autorisé à se développer en tant que survivante dans plusieurs films successifs dans lesquels elle survit. Les films Scream explorent souvent les traumatismes féminins à travers des personnages tels que Sidney et Gale, y compris les dangers posés par des hommes en colère se sentant rejetés. Gardener a déclaré que même si ce n’était peut-être pas l’intention de Craven, le récit du film transmet efficacement ce thème. Elle poursuit en disant que les tueurs masculins de Scream exercent la violence et l’intimidation principalement sur les femmes, y compris Casey Becker et Maureen Prescott. En effet, Casey rejette Stu pour un autre garçon avant les événements du film tandis que Billy blâme Maureen pour la fin du mariage de ses parents lorsque cette dernière est devenue la maîtresse d'Hank Loomis. Maureen n’est pas responsable du départ de sa mère, mais Billy la blâme elle et déverse directement sa colère sur elle. Il abusera également de la vulnérabilité émotionnelle de Sidney causée par cette mort. De cette façon, la représentation de Billy et Stu en tant qu’hommes en colère cherchant à se venger est plus pertinente et réaliste que les méchants d’horreur surnaturels habituels comme Freddy ou Jason.
Le film de Wes Craven est également analysé pour son sous texte homosexuel ou queer, directement influencé par Kevin Williamson et son expérience en temps qu'homme gay. Selon lui, le caractère de Sidney ainsi que ses « tactiques de survie », sont directement inspirés par les luttes personnelles du scénariste vis-à-vis de son orientation sexuelle et des embuches qu'il à pu rencontré dans sa vie par rapport à cette orientation. Dans une interview de 2021, il déclare : « En tant qu’enfant gay, je me suis identifié à la dernière survivante et à son combat parce que c’est aussi ce qu’il faut faire pour survivre en tant que jeune enfant gay. Inconsciemment, je pense que les films Scream sont des codes dans la survie des jeunes gay. » Plusieurs publications ont également souligné la réponse positive des fans gays de la franchise à ces thèmes sous-jacents,,.
Certains écrivains, tels que Maroney, Brant Lewis et Joe Lipsett, ont discuté de la théorie selon laquelle Billy et Stu sont dans une relation homosexuelle ou que Stu as des sentiments pour Billy, sentiments non partagés,,. Le professeur David Greven écrit de son côté que Billy et Stu sont des personnages représentatifs de l’évolution des notions de masculinité et des courants sous-jacents du désir queer dans les films des années 1990. Greven pense que, bien qu’il soit facile d’attribuer l’homosexualité à Stu en raison de son absence de motif de tuer et de sa volonté apparente de plaire à son ami, Billy présente également des caractéristiques homoérotiques telles que le fait d'être fixer sur sa relation maternelle, similaire à Norman Bates dans Psychose, et le style visuel de Billy ressemblant à l’acteur James Dean, considéré comme une icône queer. Dans ce contexte, Williamson a vaguement basé les personnages sur Leopold et Loeb, des individus queer qui ont commis des meurtres pour prouver leur supériorité intellectuelle,,,. Dans une interview en 2022, il a déclaré qu’il était « très hésitant à présenter le côté gay de moi dans [Scream] » et que toute homosexualité dans les personnages de Billy et Stu était « un peu codée et peut-être accidentelle. »

### Inspirations et références à d'autres œuvres
Le goût de Kevin Williamson pour les films d'horreur est très marqué dans le scénario qui dispose d'éléments faisant référence à des films comme Halloween mais aussi : Vendredi 13, Les Griffes de la nuit, Le Bal de l'horreur et Terreur sur la ligne entre autres. Williamson écoutait d'ailleurs la bande son d'Halloween pour avoir de l'inspiration pendant l'écriture de Scream. Dans une interview, Williamson déclare que l'une des raisons l’ayant poussé à travailler sur le scénario est qu'il voulait voir ce film, né de son amour pour les films d'horreur de son enfance tel que Halloween, prendre forme. D'ailleurs, en hommage à l'œuvre de John Carpenter, le film que regarde le personnage de Randy chez Stuart en compagnie d'autres personnages secondaires n'est autre que celui-ci. Des extraits de la bande son d'Halloween apparaissent également dans Scream.
On peut y voir aussi une influence venue d'Alfred Hitchcock et de son film Psychose dans lequel l'actrice Janet Leigh joue le rôle de Marion Crane, rôle central pendant la moitié du film et qui trouve la mort soudainement, déclenchant un choc chez le spectateur,. Comme pour Drew Barrymore, cette dernière étant une des actrices les plus connues du film lors de sa sortie, elle joue également le premier personnage visible du long-métrage ce qui laisse penser aux spectateurs qu'elle en est l'héroïne pour mourir quelques minutes plus tard. L'affaire du tueur de Gainesville, Danny Rolling, est aussi une source d'inspiration pour le scénariste.

Plusieurs films sont également cités dans Scream :
- Halloween, la nuit des masques (Halloween), 1978[10].
- Les Griffes de la nuit (A Nightmare on Elm Street), 1984[10].
- Vendredi 13 (Friday the 13th), 1980[10].
- Le Tueur du vendredi (Friday the 13th Part 2), 1981[10].
- L'Exorciste (The Exorcist), 1973[10].
- Le Silence des agneaux (The Silence of the Lambs), 1991[10].
- Psychose (Psycho), 1960[10].
- Evil Dead (The Evil Dead), 1981[10].
- Basic Instinct, 1991[10].
- Carrie au bal du diable (Carrie), 1976[10].
- Candyman, 1992[10].
- Le Monstre du train (Terror Train), 1980[10].
- The Town That Dreaded Sundown, 1976[10].
- Le Pacte (Hellraiser), 1987[10].
- Hurlements (The Howling), 1981[10].
- Mother's Boy, 1993[10].
- L'Esprit d'équipe (All the Right Moves), 1983[10].
- Clerks : Les Employés modèles (Clerks), 1994[10].
- Un fauteuil pour deux (Trading Places), 1983[10].
- La Mauvaise Graine (The Bad Seed), 1956[10].
- E.T., l'extra-terrestre (E.T. the Extra-Terrestrial), 1982[10].

### La scène d'ouverture

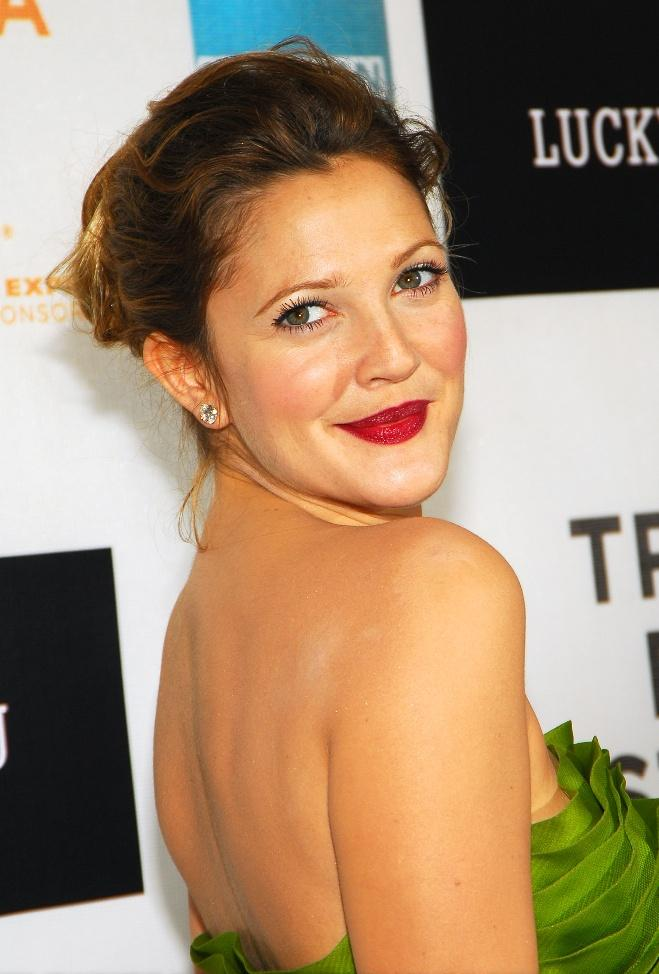
Drew Barrymore, interprète de Casey Becker.

Dans cette première scène, qui voit le personnage de Drew Barrymore être terrorisé, attaqué puis tué par Ghostface, la montée de la terreur repose sur une construction bien précise fondée sur un procédé de gradation de l'information et de resserrement de l'espace. La scène s'ouvre après l'apparition du titre à l'écran sur la banalité et l'ignorance du danger. Le spectateur est ensuite informé par une série de preuves de l'existence d'un danger, mais il reste dans l'indétermination,,. Son rapprochement et son éclatement viennent ensuite. La peur naît sous les yeux du spectateur, d'une alliance subtile entre la connaissance et la conscience d'un danger et l'ignorance d'où et de quand le danger se réalisera. En parallèle, la mise en scène procède par resserrement spatial. Pour faire naître la peur chez le spectateur, la production mise sur l'indice d'une présence et d'une proximité. Il faut que le public sache que le danger rôde. Par exemple, lors du premier coup de fil, Casey Becker est au centre de l'image et est le personnage dominant de la scène. Le deuxième appel montre une Casey qui n'est plus au centre de l'image, il s'agit d'un plan plus large dans lequel la porte-fenêtre de sa maison est visible, ce qui est une ouverture vers l'extérieur, annonçant que la jeune femme est probablement observée. Le deuxième coup de fil laisse le spectateur dans une place beaucoup moins confortable. À partir du troisième appel, Casey fait griller du pop-corn, le bruit de celui-ci en cuisson faisant partie intégrante de l'arrière-plan. Le son du pop-corn sur le feu et la visibilité de ces derniers qui commencent peu à peu à gonfler annonce une urgence, ainsi qu'un danger. En parallèle, Casey et son interlocuteur discutent des films d'horreur, ce qui est une première mise en abyme du film, les personnages parlant de films d'horreur dans un film d'horreur,.
C'est lorsque l'interlocuteur apprend à Casey qu'il la regarde de l’extérieur de la maison qu'elle finit par le prendre au sérieux. L'image zoome en direction du visage de Casey, qui change d'expression faciale et laisse place à la peur et la nervosité, alors qu'elle était à l'aise jusqu'ici,. C'est à ce moment que la caméra fait un plan de l'extérieur de la maison à travers les yeux du personnage, ce qui permet de ressentir ses émotions et de développer de l'empathie pour elle en y installant par conséquent une certaine angoisse,. Le public comprend maintenant que l'homme n'est plus un simple correspondant anonyme mais est proche. À partir de ce moment, la mise en scène délaisse les plans d'ensemble, neutres et dédramatisés au profit de plans rapprochés de la jeune fille comme si l'espace se resserrait autour d'elle. Par la seule force de sa mise en scène, Craven réussit à suggérer aux spectateurs que le danger se rapproche et que toute issue est bloquée. L'angoisse monte un peu plus chez le public. C'est l'importance du hors champ. Lorsqu'on veut suggérer la présence d'un ennemi, le hors-champ prend toute sa valeur. Ce dernier désigne un non espace, le territoire illimité de l'ennemi. Non situable, il peut surgir de n'importe où jusqu'à ce que la terreur l'emporte sur la surprise, le tueur apparaissant enfin à l'écran.
Cette introduction est, selon certains critiques, l'une des meilleures jamais réalisées dans le cinéma d'horreur. Grâce à plusieurs éléments, cette scène est allée jusqu'à entrer dans la culture populaire et parvient avant même l'apparition du titre à l'écran à plonger le spectateur dans un sentiment d'effroi intense avec en bruit de fond des battements de cœurs rapides, des cris stridents et ce qui ressemble à des coups de poignards. Cette scène joue également avec la peur collective de beaucoup de spectateurs américains, notamment depuis la tragédie vécue par l'actrice Sharon Tate en 1969 : une agression à son domicile, lieu qui est censé être l'endroit le plus en sécurité.

### Figures parentales et réactions des personnages
De la même manière que dans les scénarios basiques de slasher comme Les Griffes de la nuit, le scénario de Scream démontre une certaine absence de figure parentale, comme le départ de la mère de Billy Loomis à la suite d'un adultère et les déplacements répétés de Neil Prescott pour des raisons professionnelles. Dans la séquence d'ouverture, le personnage de Casey Becker s'apprête à regarder un film d'horreur avec son petit ami alors que ses parents sont absents. Ils n'arrivent qu'au moment que le tueur se jette sur elle et n'entendent la mort violente de leur fille que par le téléphone. Il est intéressant d'analyser que si les parents étaient rentrés quelques minutes avant, ou s'ils n'étaient même jamais sortis, la jeune fille serait restée en vie. Un autre point est que malgré les horribles meurtres commis en ville, les parents de Stuart Macher décide tout de même de partir hors de celle-ci et laissent l'occasion à l'adolescent de préparer une fête chez lui. C'est en ce lieu que la majeure partie des crimes sont d'ailleurs réalisés.
Dans un sens, les tueurs punissent non seulement les enfants mais aussi les parents. Ce sont eux qui agissent en dehors des frontières sociales. Par exemple, Billy tue la mère de Sidney un an avant les événements du film après l'adultère commis par cette dernière avant de faire fuir la mère de Billy et de piéger l'un de ses amants. Son plan pour les meurtres actuels est de faire accuser le père de Sidney. La mort du proviseur Himbry renforce un peu plus cette analyse de parents punis. Il est l'adulte le plus proche de la figure parentale et essaie de discipliner deux étudiants lorsque ces derniers s'amusent à courir dans l'enceinte du lycée habiller avec le costume du tueur. Il dénonce leur insensibilité face à la situation et essaie de leur faire se rendre compte de leur acte, mais plus tard, Himbry enfile le masque du tueur en s'amusant à se regarder dans le miroir tout en le portant.
De la même manière que dans La Nuit des masques, les adolescents dans Scream évoluent dans un cadre suburbain statique. La seule chose qui entache leur quartier idyllique est les meurtres, qui amassent des dizaines de journalistes en ville venant de tout le pays. Même dans ce cas particulier, il y a une volonté de la part des habitants de continuer à vivre une vie normale. Les enfants continuent d'aller à l'école (jusqu'au couvre-feu décrété par la police) et à des fêtes. Ils consomment des boissons alcoolisées de façon exagérée et couchent avant le mariage. Les tueurs comptent sur ces éléments pour continuer leur tourment sur Sidney. Ce qui bouleverse leur plan est que les survivants (Gale Weathers et Randy Meeks) aident Sidney à vaincre les antagonistes.

### LaFinal Girlet ses bourreaux

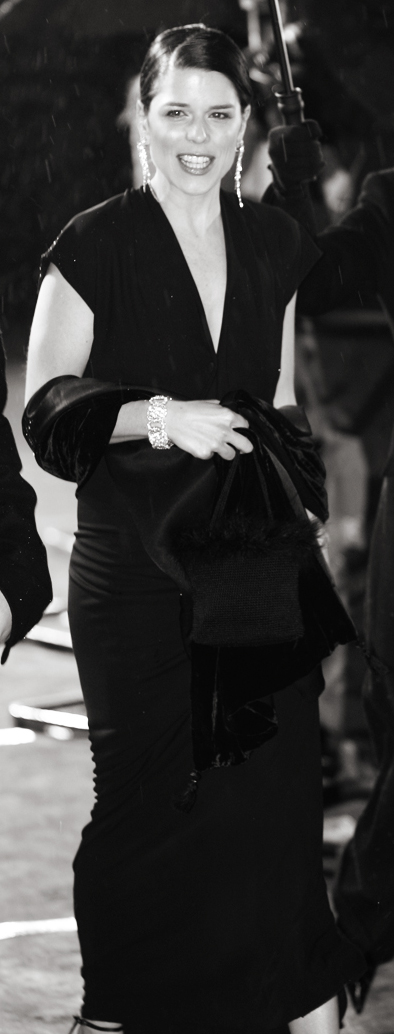
Neve Campbell, ici en 2006.

Dans la plupart des slashers, il y a très souvent une jeune femme qui échappe aux griffes du tueur. Dans Scream, il s'agit de Sidney Prescott. Toutefois, à la différence de nombreuses autres survivantes de ce genre de film, Sidney est à l'époque un nouveau genre de survivante : plus combattante que victime. Lorsque le personnage est présenté, Sidney a déjà été frappée par un drame, l'histoire du film se déroulant à quelques jours de la commémoration du meurtre de sa mère un an plus tôt. Il s'agit d'un personnage blessée et brisée sans pour autant être détruit. Alors que les dernières décennies présentaient des personnages féminins à la vulnérabilité perceptible, Sidney montre qu'elle n'a pas besoin de protection. Elle s'enfuit et sauve certains de ses amis en se montrant plus maligne que les tueurs et en bravant les règles du genre, qui prétendent qu'elle ne devrait pas en être capable. À la base innocente et pure, Sidney perd son innocence lorsqu'elle tue elle-même Billy, commettant elle-même un meurtre de sang froid. Au contraire de nombreux autres films d'horreur comme Halloween dans lequel Lynda est tué juste après avoir fait l'amour, Sidney perd sa virginité en couchant avec son petit ami mais survit à la fin du film. Même si elle est aidée par Gale Weathers, Sidney se sauve d'un destin potentiellement tragique par elle-même, ce qui fait d'elle une héroïne active.
Scream joue avec les archétypes du personnage en brouillant les conventions du genre comme le personnage de Dewey Riley, qui, à défaut d'être autoritaire et rassurant, se montre sérieux et empoté, et Gale Weathers, qui se révèle courageuse et pleine de ressources au lieu de n'être qu'une peste de journaliste. D'ailleurs, le seul moment dans lequel Sidney doit être secourue est lorsque Gale s'en charge. La rédaction du magazine Ciné Story met en avant que ce changement de survivante serait peut être aussi l'une des raisons du succès du film, les femmes spectatrices de ces films étant lassées des personnages féminins des précédentes décennies trouvent ici un personnage auquel elles peuvent facilement s'identifier et encourager en la personne de Sidney.
Certains tueurs du cinéma d'horreur assassinent leur victimes pour différentes raisons. Selon plusieurs professionnels, dont Vera Dika, auteure de Games of Terror, plusieurs tueurs comme Norman Bates et Michael Myers trouvent leur motivation à cause du complexe d'Œdipe. Contrairement à la théorie de Freud, l'expression de la sexualité est cependant transformée dans Psychose et La Nuit des masques par une expression passant par la violence.
Dans la plupart des cas, les tueurs tuent non l'être aimé mais les adolescents directement reliés à cet être. Par exemple, dans Vendredi 13, Pamela Voorhees tue des adolescents au camp de Crystal Lake, ces derniers ayant laissé son fils se noyer à cause de leur inattention. Dans le cas de Billy Loomis, ce dernier rêve de retrouver sa famille unie. Sa cible principale est Sidney Prescott, mais il s'en prend aux gens autour d'elle pour jouer avec elle. Il s'amuse de sa peine et son inconfort face à la situation. Il tente de lui faire ressentir la souffrance causée par la perte d'un proche autant qu'il en a souffert. Le meurtre de sa mère n'étant pas assez pour lui, il veut la voir souffrir encore plus.
Billy est traumatisé par le départ de sa mère a cause de l'adultère de son père avec la mère de Sidney, ce qui pousse Billy à tuer Maureen, mais cela ne suffit pas. Le garçon pense donc à torturer, voire tuer, Sidney pour retrouver sa famille. Comme le mentionne Tatum, la mère de Sidney était peut être malheureuse dans sa vie de femme et a trouvé du réconfort dans les bras d'un autre, ce que Sidney rejette dans un premier temps avant de se demander si cette supposition n'est pas la simple vérité. La faculté de Sidney à oublier un passé idéalisé est un des éléments qui la sauve à la fin du film, mais Billy est incapable de se rendre compte que le retour à un passé idéal est impossible, ce qui le conduit à sa perte.
Ces monstres du cinéma se cachent aussi parfois derrières plusieurs moyens psychiques ou matériels pour commettre leur atrocités tout en restant dans le déni. Alors que la famille cannibale des différents films de la saga Massacre à la tronçonneuse fait face à leur crimes à travers leur folie mentale, Billy, au même titre que Michael Myers, se cache derrière un masque mais est aussi aidé par un ami dans ses actes.

### Le dernier acte
Dans de nombreux films, la scène et le lieu d'une fête sont souvent d'un crime. Dans Scream, la scène de la fête chez Stuart Macher à la fin du film est un évènement du schéma narratif mais devient aussi un cadre spatio-temporel de celui-ci à part entière. Contrairement à d'autres œuvres pour lesquelles la fête est un évènement déclencheur, le climax, ou le dénouement du film, la fête dans ce film, devient les trois en même temps. Pour le personnage de Sidney Prescott, sa venue à cette fête déclenche la dernière vague de meurtres du film, et de nombreux points importants de son développement sont démontrés lors de cette scène. C'est également dans cette scène que la quasi-totalité des évènements majeurs du film apparaissent, notamment certains morts, ce qui enclenche une nouvelle tragédie, mais c'est aussi à cet endroit que l'histoire prend fin. Tout d'abord, le personnage de Tatum y est tué au début de la soirée. Cet évènement annonce déjà la tragédie qui se profile à l'horizon. Plusieurs personnages trouveront la mort au cours de cette fête de façon violente, dramatique et emblématique sauf Randy, qui échappe de peu à une mort par balle, et le personnage de Dewey, qui survit à un coup de couteau dans le montage final alors qu'il devait mourir dans le script original. C'est la popularité auprès du public qui sauve ce dernier personnage. Cette fête est vraisemblablement le lieu idéal pour les tueurs pour passer à l'acte. Stuart organise la fête chez lui, et Billy y est invité, ce qui leur permet de passer inaperçus. La grande maison de Stu laisse la place et le temps aux meurtriers pour pouvoir se changer, se sauver et cacher leurs costumes. Finalement, les deux tueurs sont démasqués, et l'histoire prend fin avec leur mort.
Cette scène peut être décortiquée et vue en plusieurs dimensions distinctes. La première est celle dans laquelle les personnages festifs regardent un film d'horreur sur le lieu qu'une tragédie prend place. La deuxième est plus dans l'imaginaire, celle dans laquelle l'action du film se déroule. La troisième et dernière concerne le regard des véritables spectateurs, qui regardent donc un film d'horreur dans lequel des personnages fictifs regardent également un film d'horreur alors qu'un massacre prend place en parallèle dans la maison de Stu. Par exemple, les personnages présents à la fête regardent un film d'horreur alors que Tatum est assassinée dans le garage. De même, Sidney réalise ses premiers émois sexuels lorsque Randy énonce parallèlement les règles pour survivre dans un film d'horreur, dont celle de rester vierge.
Le film de Craven reprend la tradition et les codes bien connus des soirées réussies dans l'inconscient collectif : de l'alcool, une ambiance amusante et parfois des premières et nouvelles expériences sexuelles. Durant la fête du film, Sidney réalise sa première relation sexuelle avec son petit ami, Billy. Ainsi, avec cette nouvelle expérience, le personnage de Sidney gagne en maturité en instinct et en force, ce qui va totalement à l'encontre de l'idée de la perte de la virginité dans les films d'horreur. Cet acte est donc tourné à la dérision en comparaison avec ce même acte dans les autres films. C'est à la fin de la soirée que Sidney découvre également la vérité sur la mort de sa mère, Maureen, et la jeune femme arrive finalement à mettre derrière elle le souvenir et le traumatisme lié à Maureen. En perdant sa virginité et en commettant plusieurs meurtres pour se sauver, le développement de Sidney arrive au sommet : la jeune femme passe d'une demoiselle en détresse à une véritable héroïne grâce ou à cause de ce qu'elle a subi et des actes qu'elle commet. La fête est donc dans Scream un moment d'initiation sexuelle mais aussi de vie pour Sidney, qui change radicalement.

### Outils techniques et matériels

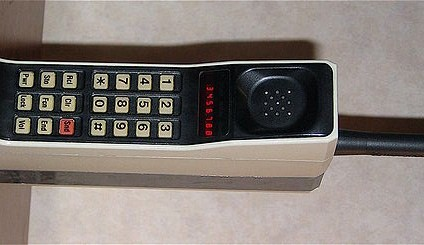
Le DynaTac 8000, tout premier téléphone portable commercialisé au monde en 1984, est le style de téléphone que l'on peut apercevoir dans Scream.

La télévision est un outil utilisé en permanence ou du moins très présent. Le personnage de Casey s'apprête à regarder un film avant d'être tué. Sidney ne peut échapper à ses souvenirs à cause des journaux télévisés, qui relatent la même chose sur toutes les chaînes. Plus tard dans le film, lorsque Dewey surgit dans la maison de Stuart, il entend des cris, mais ce n’est pas la réalité puisque Jamie Lee Curtis hurle dans La Nuit des masques,. C’est une intrusion d’un autre film dans le film, et la simultanéité des deux drames accroît la tension. Quant aux nouveautés, il y a une transgression des règles cinématographiques habituelles (les faces caméra sont généralement évitées). Cependant, la séquence se trouve ici dans une mise en scène de télévision, ce qui rend le résultat possible. Dans la scène finale, la télévision joue un rôle primordial en tant qu’objet à proprement parler puisque Sidney détourne totalement le téléviseur de son rôle réel en s’en servant comme arme mortelle contre le tueur. Elle signife autant par là que le cinéma d'horreur l'a définitivement corrompue.
L'importance du téléphone est capitale, surtout dans plusieurs passages comme la scène d'ouverture ou l'attaque sur Sidney, et est un élément essentiel de l'intrigue, le tueur s'emparant d'un téléphone pour appeler et effrayer ses victimes. Il est également intéressant de voir que le téléphone est un objet capital pour faire monter la peur chez les spectateurs. Selon Dork Zabunyan, professeur en études cinématographiques à l’Université Paris 8 et co-auteur de L’attrait du téléphone, « le téléphone ouvre la voie cinématographique d’une mise en scène du regard, c’est un instrument de surveillance continue ».
Pour Alain Boillat, professeur d’histoire et d’esthétique du cinéma à l’Université de Lausanne, « Wes Craven sait habilement créer l’intrusion d’un danger insaisissable dans l’environnement quotidien. La sonnerie est souvent utilisée comme instrument de menace. Les tueurs maîtrisent les codes du cinéma horrifique et des usages du téléphone au cinéma, et ils en jouent, chaque épisode de la série conduisant à une surenchère ». Les appels successifs, de plus en plus intrusifs et anxiogènes, font monter le malaise des spectateurs en même temps que celui de Casey jusqu’à la mort du personnage. « Le téléphone est moteur de la représentation de la peur et le signe d’une impuissance manifeste. La façon de regarder le téléphone avant de s’en emparer évolue : agacée au début, puis de plus en plus craintive », avance Dork Zabunyan. Bien qu'invisible, le tueur, incarné par les téléphones, semble être omniprésent dans la maison.
Il y a aussi des allusions au tueur, que le spectateur voit non directement mais dans un reflet, comme lorsque le meurtrier apparaît dans la pupille du proviseur Himbry, qui vient de mourir. C’est l’utilisation du concept d’optogramme, qui dit que la dernière image qu’une personne a vue avant de mourir s’imprime sur sa pupille.

## Postérité

### Impact et relance du genre

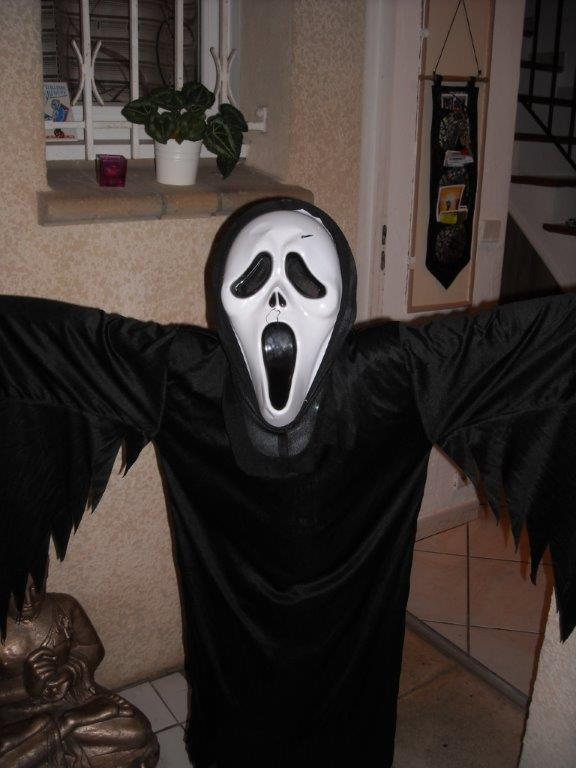
Cosplay de Ghostface.

Avant la sortie de Scream, entre la fin des années 1980 et le début des années 1990, la popularité des films d'horreur est décrite comme étant en déclin à cause de nombreux films qui sont éreintés par la critique et moqués, qui sortent directement en vidéo ou alors qui sortent au cinéma mais qui ne sont, pour la plupart, que des suites à des franchises célèbres et établies comme Halloween, Vendredi 13 et Les Griffes de la nuit,, qui peuvent encore compter sur une petite partie du public malgré la baisse des budgets et la réception des films par la critique qui est souvent très faible. Les icônes des films d'horreur comme Freddy Krueger et Jason Voorhees sont jugées incapables d'insuffler la peur et d'attirer l'intérêt du public, qui les voient finalement plus comme des personnages drôles qu’effrayants. La conséquence directe de ce problème est la surabondance de suites peu innovantes, qui contribuent au regard familier que porte le public à ces personnages et franchises,. Scream apporte ce qu'on peut appeler « un nouveau souffle » dans le genre du slasher en le remettant au goût du jour, grâce à son scénario qui lui assure son succès financier mais aussi critique. L'impact de Scream est tellement grand qu'il en devient un phénomène de société. À tel point que plusieurs commentaires s'accordent à dire qu'à l'époque, cette relance du genre est la création d'une ère distincte de films d'horreur « post-Scream ». Cette ère est surnommée par les médias spécialisés néo-slasher. À la suite de son succès, plusieurs studios de production s’attellent à exploiter ce succès inattendu avec des films aujourd'hui cultes comme Souviens-toi… l'été dernier en 1997 et Urban Legend en 1998,,, certains moins populaire comme Je t'ai trop attendue en 1998 ou encore Cherry Falls en 2000 et Mortelle Saint-Valentin en 2001 et des suites à des franchises populaires mais qui ont moins de succès avec le temps comme les films Halloween, 20 ans plus tard en 1998 et La Fiancée de Chucky la même année,,. Dans un registre plus ou moins différent, Destination finale en 2000 est compris dans cette exploitation. Scream se voit également parodié dans plusieurs productions dont la plus connue est Scary Movie en 2000 qui lancera également sa propre franchise au cours des années 2000 et début 2010. Cependant, une fois encore, la surabondance du slasher « post-Scream » lasse un public demandeur de films beaucoup plus sombres et violents au cours du début des années 2000. La scène d'ouverture est considérée comme l'une des plus cultes du cinéma américain. Elle est parodiée notamment par Mike Myers à l'occasion des MTV Movie Awards de 1997. Le masque et le reste du costume du tueur deviennent cultes et quasiment des incontournables dans les soirées déguisées, notamment pour Halloween,, le site internet français de Vogue en faisant même la publicité en 2019 dans sa rubrique des « idées de déguisements pour Halloween ». Des figurines à l'effigie de Ghostface sont commercialisées, ainsi que le masque et le costume de ce dernier. Ghostface devient lui-même un personnage culte à part entière, entrant au panthéon des monstres du cinéma d'horreur moderne.
L’utilisation de l’identification de l’appelant, qui sert à identifier les appels entrants, a explosé de 300 % après la sortie de Scream,. À la suite du massacre du lycée de Columbine en 2000, un examen des médias et du public sur l’influence des films, des jeux et d’autres médias violents sur la société est réalisé. La United States Senate Committee on Commerce, Science, and Transportation examine la commercialisation des films destinés aux jeunes, en particulier le genre de l’horreur. La scène d'ouverture de Scream est visualisée et jugée comme un exemple de média négatif qui peut être vu par les enfants. Alors que 2016 marque les vingt ans du film, le film est une nouvelle fois projeté lors du 23e festival du film fantastique de Gérardmer en hommage à Wes Craven, qui se tient du 27 au 31 janvier 2016. Cette même année, les quatre premiers volets de la saga sont projetés l'un après l'autre dans la nuit du samedi 9 juillet au dimanche 10 à la Cinémathèque française. Certaines œuvres s'inspirent encore de lui comme Happy Birthdead, sorti en 2017, qui narre l'histoire d'une étudiante prise au piège d'une boucle temporelle et forcée de revivre son meurtre jours après jours pour en découvrir l'auteur. Le réalisateur en vogue Jordan Peele crédite également Scream comme une inspiration directe pour son propre film d’horreur Get Out (2017), en manipulant les attentes du public du genre d’horreur moderne. Du côté du secteur vidéoludique, Scream est un modèle scénaristique. Les producteurs du jeu vidéo Until Dawn, sorti en 2015, avouent s'être inspirés d'une multitude de films dont Scream. Last Year, un jeu vidéo d'horreur sorti en 2018, place son histoire au cours de l'année 1996 lorsqu'un tueur en série s'en prend à une bande de jeunes sur des lieux variés comme un village, un lycée ou un camping. Il est même possible de jouer le tueur ou les tueurs selon les niveaux, au même titre que les adolescents du jeu. Le personnage de Ghostface intègre notamment le jeu vidéo Dead by Daylight sous la forme d'un DLC le 18 juin 2019 pour le 3e anniversaire du jeu vidéo. Le 31 octobre 2019, une série de vidéos sont dévoilées par le Y des femmes de Montréal et le YWCA de Québec dans le cadre d'une campagne de publicité intitulée « Il faut que ça arrête » pour sensibiliser les spectateurs sur la violence faite aux femmes. Le principe de la campagne est de reprendre des scènes cultes de films d'horreur afin de les détourner et de les apparenter à des faits divers que n'importe quelle femme victime d'abus physique peut vivre.
Il lance également la carrière de certains de ses acteurs comme Neve Campbell, Skeet Ulrich, Rose McGowan, Matthew Lillard, Jamie Kennedy et David Arquette, et relance, en particulier, celle de Drew Barrymore. L’implication de Barrymore a contribue à rehausser le profil du genre de l’horreur, ce qui en fait une perspective plus attrayante pour les acteurs de premier plan plutôt que pour les inconnus. Matthew Lillard quant à lui parle de Scream comme un moment « fondateur » de sa carrière,. En 2021, Matthew Lillard déclare que les fans l'approchent encore en lui lançant sa célèbre réplique totalement improvisée « My mom and dad are gonna be so mad at me » (« Mes parents vont être sacrément en pétard contre moi » en VF) et Jamie Kennedy déclare qu’'il est toujours approché par des fans au sujet de son monologue sur les règles pour survivre dans un film d'horreur. De son côté, la carrière de Kevin Williamson décolle également et il devient un scénariste très demandé, contribuant à des films d’horreur tels que Souviens-toi… l'été dernier et la série télévisée Dawson de 1998 à 2003,. Le film aide également à revitaliser la carrière de Wes Craven après plusieurs échecs au box-office comme Freddy sort de la nuit en 1994 ou encore Un vampire à Brooklyn en 1995,,. Le monteur du film, Patrick Lussier, va aussi démarrer sa carrière de réalisateur après son travail sur la scène d'ouverture de Scream avec Dracula 2001 en 2000 et surtout Meurtres à la St-Valentin en 2009.
Pour Scream, c'est sa scène d'ouverture qui est rejouée et le rôle de Drew Barrymore est repris par Charlotte Aubin. Une réunion virtuelle, comprenant Neve Campbell, David Arquette, Rose McGowan, Skeet Ulrich, Jamie Kennedy, Matthew Lillard et Kevin Williamson, se déroule le 14 novembre 2020 sur le site Looped Live pour une séance de questions-réponses au profit de plusieurs associations caritatives. Le montant des billets, soit 20 dollars, sera reverser la National Breast Cancer Coalition ainsi qu'à la fondation « I Have a Dream » – Los Angeles et au East Los Angeles Women’s Center.

### Classements

Photographie prise en 2015 sur le tournage du film amateur « Scream Révélations », réalisé par des fans.

En juin 2001, dans le cadre du American Film Institute, Scream apparaît dans plusieurs listes au sein des AFI 100 Years… series. Il fait par exemple partie des 400 films nommés dans la liste « 100 Years… 100 Thrills » (le top 100 des films américains les plus palpitants). En 2003, le personnage de Ghostface est nommé à la 133e place parmi les 400 plus grands héros et vilains de l'histoire de la liste AFI's 100 Years…100 Heroes and Villains. En 2005, la phrase « What's Your Favourite Scary Movie? » (Quel est ton film d'horreur préféré ?) est nommée dans la liste « AFI's 100 Years…100 Movie Quotes ». Il s'agit d'une liste des citations de films les plus populaires. La scène d'ouverture avec la mort du personnage joué par Drew Barrymore est classée 13e de la liste « 100 Scariest Movie Moments » (les 100 moments de film les plus effrayants) de Bravo.
Scream est classé comme étant le 32e meilleur film de lycéens dans la liste « 50 Best High School Movies » de l'Entertainment Weekly‍‍ tandis que ce même magazine surnomme le film de « New Classic » (nouveau classique) en le plaçant 60e dans leur liste « 100 Best Films of the Last 13 years » (Les 100 meilleurs films des 13 dernières années) en 2008. La même année, Empire distingue le film à la 482e place dans leur liste « The 500 Greatest Movies of All Time » (les 500 plus grands films de tous les temps). En 2016, Empire le classe une nouvelle fois dans leur liste des plus grands films d'horreur de tous les temps, mais cette-fois ci à la troisième place.
Le 23 octobre 2017, Scream est classé à la 10e place des meilleurs slashers de tous les temps selon le site Complex. En 2018, le site officiel de l'édition francophone du magazine Cosmopolitan classe le film comme étant le meilleur film d'horreur des années 1990. Le 30 novembre 2018, Meagan Navarro du site New York place Scream sa liste « The 30 Most Influential Slasher Movies of All Time » (soit les 30 slashers du cinéma les plus influents de tous les temps) dans la rubrique Vulture. Le site Rotten Tomatoes dévoile également sa liste des « 25 slashers essentiels » et place Scream à la troisième position. Selon les internautes du site SensCritique, le film est placer à la seconde position des meilleurs slashers sur une liste de 100 films. Le 2 octobre 2019, l'édition américaine de Cosmopolitan positionne le film dans sa liste des 13 meilleurs films du registre slasher de tous les temps. Le site Fandango classe Ghostface comme le 10e meilleur méchant de slashers dans un classement de 10 personnages. Le 25 octobre, le site Polygon dévoile le classement des quarante meilleurs personnages de toute la saga (Scream à Scream 4).
| Personnage       | Position | Acteurs         | Apparition dans la saga                             |
| ---------------- | -------- | --------------- | --------------------------------------------------- |
| Gale Weathers    | #1       | Courteney Cox   | Scream, Scream 2, Scream 3, Scream 4, Scream (2022) |
| Sidney Prescott  | #2       | Neve Campbell   | Scream, Scream 2, Scream 3, Scream 4, Scream (2022) |
| Randy Meeks      | #3       | Jamie Kennedy   | Scream, Scream 2, Scream 3                          |
| Dewey Riley      | #4       | David Arquette  | Scream, Scream 2, Scream 3, Scream 4, Scream (2022) |
| Casey Becker     | #5       | Drew Barrymore  | Scream                                              |
| Billy Loomis     | #8       | Skeet Ulrich    | Scream, Scream (2022)                               |
| Tatum Riley      | #11      | Rose McGowan    | Scream                                              |
| Stuart Macher    | #13      | Matthew Lillard | Scream                                              |
| Cotton Weary     | #16      | Liev Schreiber  | Scream, Scream 2, Scream 3                          |
| Principal Himbry | #22      | Henry Winkler   | Scream                                              |
| Kenny Jones      | #36      | W. Earl Brown   | Scream                                              |

Le 29 avril 2020, Perri Nemiroff du site Collider dévoile son top du pire film de la saga au meilleur sur les quatre films dont la première place revient à Scream, premier du nom. Pour lui, tout fonctionne dans le film y compris la musique, l'interprétation des acteurs et actrices en passant par le scénario et les moments les plus terrifiants du film dont la scène d'ouverture, la mort de Tatum et l'une des dernières séquences dans laquelle les deux tueurs se poignardent l'un et l'autre. Le 6 octobre 2020, le site Indiewire dévoile sa liste des 12 meilleurs slashers de tous les temps et place Scream à la 9e place. Le webzine Paste publie le même jour un classement de ses 50 meilleurs slashers de tous les temps et place le film à la 12e position. Le 20 octobre 2020, Parade Magazine place Scream à la 6e place des 15 meilleurs slashers de tous les temps. Le 30 octobre de la même année, le film de Wes Craven apparaît dans la liste des 30 meilleurs slashers de tous les temps selon Men's Health. Le personnage de Randy est classé à la 84e place des 100 meilleurs personnages de film d'horreur pour Empire. Le 11 mars 2023, avec le dernier opus sorti en date (Scream 6), le site CinéSéries établi un classement des meilleurs opus et place Scream en première position. 2 jours plus tard, c'est le site Collider qui classe ce film en première position des meilleurs films de la saga. Mars 2025, le site de GQ réalise un classement de la saga et place ce premier volet à la tête des meilleurs opus de la franchise.

## Controverses
Dans les années qui suivent la sortie de Scream, plusieurs incidents inspirés du film se produisent un peu partout dans le monde, à tel point que certains surnomment cette série d'affaires « screaminalité ».
Le psychologue Luc Bastide affirme qu'il est impossible de pointer du doigt la saga comme directement responsable du passage à l'acte. Les films violents ne jouent qu'un rôle de révélateur de déterminismes psychologiques. Bastide argue qu'il existe des facteurs psychologiques et sociologiques beaucoup plus profonds et agissants. Selon le psychiatre Serge Tisseron, « les images font partie intégrante de la réalité des jeunes, mais ne sont dangereuses que dans le cadre d'une pathologie ».

### Aux États-Unis

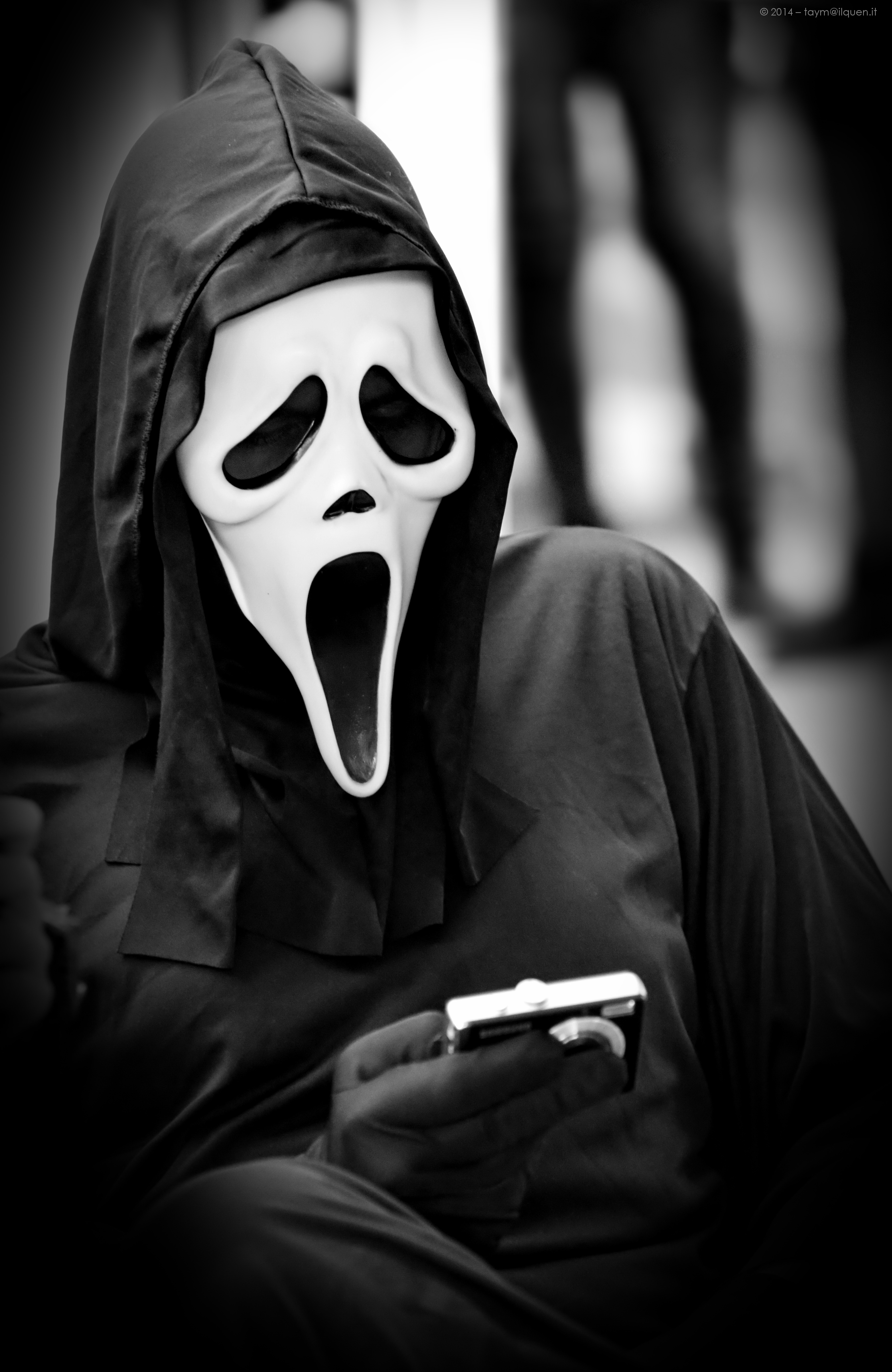
Un homme déguisé avec le costume de Ghostface.

En janvier 1998, Mario Padilla, âgé de 16 ans à cette période, et son cousin Samuel Ramirez, âgé de 14 ans, poignardent la mère de Mario Padilla, Gina Castillo, à 45 reprises. L'affaire est connue sous le nom de « Scream Murder » et devient la cible privilégiée des médias après que les adolescents racontent s'être inspirés de Scream et de Scream 2. Les deux adolescents racontent ensuite avoir eu besoin d'argent pour acheter deux déguisements du tueur du film et un modificateur de voix comme utilisé dans le film. Durant leur procès, la psychiatre Madeline Levin, qui travaille sur l'effet de la violence sur les enfants, déclare : « Il y a tout un tas de raisons pour lesquelles ils ont agi de cette façon. Est-ce que le film les a aidés ? Absolument ! » L'affaire a donc mis en exergue la question de savoir si les films violents ont un effet sur les adolescents. Le juge John Cheroske décide que le lien avec Scream n'est pas recevable et que l'affaire ne doit donc pas être référencée en tant que « Scream Murder ». Il refuse également l'entrée des médias dans la salle d'audience, avec la ferme intention de juger l'affaire comme étant un meurtre et rien d'autre,.
Le 17 janvier 1999, Ashley Murray, âgé de 13 ans, est poignardé à de nombreuses reprises à la tête et au dos avant d'être laissé pour mort par Daniel Gill, 14 ans, et par Robert Fuller, 15 ans. Le jeune garçon est retrouvé et sauvé par un homme âgé, qui promenait son chien. Les deux agresseurs sont surnommés « Scream Attackers » après qu'il a été affirmé qu'ils ont visionné le film peu avant l'agression. Ils possèdent également des dessins du masque de Ghostface. Ils ont en outre été accusés d'attaque physique et de possession de drogues et exposition à la magie noire dans leur domicile. Murray, qui témoigne plus tard contre ses deux agresseurs, déclare que le film les a sûrement influencés pour l'agresser.
Le 4 mai 1999, après la fusillade de Columbine et les reportages des journalistes sur l'effet des films, jeux et autres médias « violents » sur la société, la United States Senate Commerce committee tient une audience au sujet de la commercialisation hollywoodienne des films destinés aux adolescents. Le comité se dirige directement vers les films d'horreur en particulier. La scène d'ouverture de Scream, avec le meurtre du personnage de Drew Barrymore, est présenté au comité comme un exemple de couverture médiatique négative, qui peut être vu par les jeunes,.
Le 22 septembre 2006, dans le comté de Bannock (Idaho), Cassie Jo Stoddart est assassinée par Brian Lee Draper et Torey Michael Adamcik, qui se trouvent être ses camarades de classe au lycée de Pocatello, tous les trois étant âgés de 16 ans au moment des faits. Alors qu'elle se trouve seule chez sa tante et son oncle pour garder leur maison, la jeune femme est attaquée par les deux adolescents affublés de masques et habillés en noir qui se jettent sur elle armés de deux couteaux. La victime est poignardée environ 30 fois, 12 des blessures étant mortelles. Plus tard, Adamcik avoue s'être inspiré de Scream pour réaliser ce meurtre dont certains détails comportent des similitudes avec ceux du film. Les deux meurtriers sont condamnés à la prison à vie sans possibilité de libération conditionnelle pour meurtre au premier degré et pour complot en vue de commettre un meurtre en 2007.
En janvier 2022, le New York Post dévoile qu'un jeune adolescent de Floride, Logan Smith, a tenté d'étrangler un jogger après avoir regardé le film. Son but était de tuer cet homme pour ensuite cacher son corps et pouvoir réaliser toute sorte d'actes sexuels sur ce dernier. Le jogger a fini par se défendre et prendre le dessus sur son agresseur jusqu'à ce que la police arrive sur place. Smith avait méticuleusement préparé son attaque : il avait notamment pris le temps d'observer sa victime pendant près de six semaines avant de passer à l'acte.

### En Europe
En avril 2000, à Fontenay-aux-Roses (Hauts-de-Seine), Nicolas, 16 ans, a mis le fameux masque avant d'agresser son père et sa belle-mère à coups de couteau. Deux jours plus tard, à Sarcelles (Val-d'Oise), un autre adolescent est interpellé, lui aussi affublé du même déguisement et armé d'un couteau, aux abords de la gare.
Le 8 février 2001, Didier Leroux, âgé de 41 ans, assassine d'une soixantaine de coups de couteaux Priscillia Ciatti, âgée de 14 ans et demi, dans la ferme familiale isolée au milieu des champs dans le village des Écrennes en Seine-et-Marne. L'homme, qui s'est inspiré du scénario de Scream, s'introduit chez les Ciatti après avoir guetté le départ des parents et coupé l'électricité. Après être entré dans la maison par l'une des chambres, il enfile un masque de diable rouge et noir. Apeurée, Priscillia se réfugie dans la salle de bain et réussit à s'enfuir par le chemin qui mène à la ferme. Didier Leroux la rattrape après avoir ôté son masque qui « l'empêche de respirer ». Il lacère le corps de la victime de dizaines de coups de couteau avant de le faire rouler dans le fossé et tente alors de camoufler le crime. Il se débarrasse de son blouson et du couteau mais est finalement interpellé deux jours après le crime. Il explique aux enquêteurs que depuis les 12 ans de Priscillia, il est obsédé par un désir « fou » : « J'ai tué Priscillia parce que j'étais fou amoureux d'elle, je la voulais pour moi tout seul, je ne voulais pas qu'elle sorte avec un autre que moi, je n'ai pas supporté qu'elle m'abandonne quand sa famille a déménagé », avait-il déclaré à la police.
Pendant l'été 2001, à Saint-Cyr-l'École (Yvelines), cinq jeunes portant le même masque ont agressé et violé une jeune femme de 21 ans.
En novembre 2001, Thierry Jaradin assassine Alisson, sa voisine de 15 ans, d'une trentaine de coups de couteaux à Gerpinnes (Charleroi). Selon lui, il l'aurait invitée chez lui pour, échanger des cassettes vidéos. Là, il lui aurait fait des avances que la jeune fille aurait refusées, provoquant ainsi la rage de Jaradin. Il se serait ensuite isolé dans la salle de bains avant de revenir vers elle dissimulé sous le costume du tueur des films. Il assassine la jeune fille et dispose ensuite le corps sur le lit, une rose entre les mains. Il est condamné à la perpétuité.
Le 3 juin 2002, à Saint-Sébastien-sur-Loire (Loire-Atlantique), un lycéen de 17 ans, revêtu du déguisement du tueur, assassine Alice, une de ses camarades de classe qui est âgée de 15 ans. L'adolescent, qui, selon ses proches, ne présentait aucun trouble mental, a « décidé de tuer quelqu'un », comme il l'explique aux enquêteurs. Après avoir poignardé sa victime à 42 reprises, l'agresseur s'est enfui à l'arrivée d'un voisin qui a découvert la jeune fille agonisante. Avant de mourir, elle a eu le temps de donner le nom de son meurtrier. Le 19 novembre 2004, la cour d'assises de Rennes condamne en appel l'assassin à 25 ans de réclusion alors qu'une peine de 22 ans avait été prononcée en première instance.

## Suites

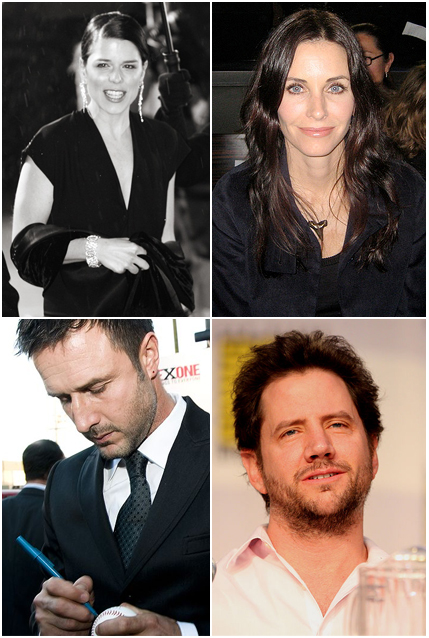
Neve Campbell, Courteney Cox, David Arquette et Jamie Kennedy apparaissent tous dans au moins 3 films de la saga.

Kevin Williamson a écrit deux blocs de cinq pages pour d'éventuelles suites à Scream lorsqu'il vend le script, dans l'espoir de séduire plusieurs acheteurs éventuels pour un film, voire une franchise. Lorsque Dimension Films achète le script, elle garantit à Williamson la sécurité d'avoir au moins deux suites supplémentaires si le premier est un succès,. Après un screening test de Scream, qui est largement bien reçu, Wes Craven signe pour réaliser les deux suites.
Après l'énorme succès et les très bonnes critiques du premier volet, Scream 2 obtient le feu vert pour sa mise en chantier et entre en production alors que Scream est toujours diffusé au cinéma. Le budget du second volet est nettement plus élevé. Le film reprend le casting « survivant » du premier film — Neve Campbell, David Arquette, Courteney Cox, Jamie Kennedy et Liev Schreiber —, ainsi que les membres de l'équipe, dont Patrick Lussier et le compositeur Marco Beltrami. À sa sortie, le deuxième film réalise des chiffres presque égaux à ceux du premier et séduit les critiques.
Un troisième film sort trois ans plus tard, en 2000, une nouvelle fois avec la même équipe technique mais aussi avec les acteurs qui forment le trio de la saga, Campbell, Arquette et Cox étant liés par contrat à une trilogie. Williamson a écrit une histoire différente de celle que l'on connaît : Scream 3 doit se dérouler à Woodsboro, où un nouveau Stab est tourné, mais la terrible fusillade de Columbine en 1999 force le studio à revoir ses plans. Un autre scénariste est engagé et change considérablement le scénario en déplaçant l'action à Hollywood et limite le gore pour accentuer le côté humoristique. À sa sortie, le film est très mal reçu, certains jugeant que Scream 3 est un des films dont Scream faisait la satire, malgré de très bons résultats au box-office, bien qu'inférieurs aux précédents malgré un démarrage record à 34,7 millions de dollars. À cette époque, ce troisième film est la conclusion de la saga,. Les trois films, réalisés sur une période de cinq ans, suivent tous l'histoire de Sidney Prescott face aux horribles agissements d'un ou plusieurs tueurs cachés sous le masque de Ghostface. Chacun des films analyse l'évolution de la jeune femme et également sa relation avec sa mère décédée,,. C'est d'ailleurs par le personnage de Maureen Prescott que la base de l'histoire se développe.
Quinze ans après la sortie du premier Scream et onze ans après celle du troisième, un Scream 4 est réalisé, et sort dans les salles le 13 avril 2011, en France et le 15 avril aux États-Unis. Campbell, Arquette et Cox reprennent leurs rôles alors que, parallèlement, Craven, Williamson et Marco Beltrami reviennent à la production. The Weinstein Company déclare alors que, si Scream 4 est un succès, une nouvelle trilogie pourrait être mise en place. Scream 4, bien qu'étant satisfaisant pour la critique, n'attire pas le public et échoue au box-office américain. Par ailleurs, ce quatrième volet est le dernier film de Wes Craven, décédé le 30 août 2015 des suites d'une tumeur cérébrale à l'âge de 76 ans.
Le cinquième film de la franchise, nommé tout simplement Scream, sort le 12 janvier 2022 en France et le 14 janvier aux États-Unis et réalise un très bon score de 30,8 millions de dollars pour son premier week-end d'ouverture dans son pays d'origine, relançant la saga. Les critiques américaines sont très bonnes, et le film atteint les 110 millions de dollars de recettes au niveau mondial. Un sixième film est annoncé en développement avec le retour des réalisateurs Matt Bettinelli-Olpin et Tyler Gillett, les scénaristes James Vanderbilt et Guy Busick, et Kevin Williamson comme producteur exécutif tandis que le cinquième volet termine sa course avec plus de 137,7 millions de dollars récoltés dans le monde entier. Le sixième film sort en mars 2023 et réalise le meilleur démarrage de la saga avec plus de 44,4 millions de dollars. Scream 6 devient durant les semaines suivantes le plus gros succès de la franchise en Amérique du Nord avec 108 millions de dollars récoltés et obtient au niveau mondial 168,9 millions de dollars, relançant pour de bon la saga et lui permettant de renouer avec le succès.
Kevin Williamson, scénariste des premiers films, réalise ensuite Scream 7 (2026).

### Adaptation télévisuelle
Une série portant le nom de Scream est diffusée entre le 30 juin 2015 et le 18 octobre 2016 sur la chaîne MTV,. Les lieux, l'histoire, les personnages et même le costume du tueur n'ont que très peu de rapports avec les films dont la série s'inspire. La première saison est moyennement accueillie par la critique avec un score de 52 % sur Rotten Tomatoes, basé sur 42 critiques, et un total de 57/100 sur Metacritic basé sur 21 critiques. La deuxième saison est très bien reçue avec un total de 92 % de critiques positives — score fondé sur 12 critiques recensées par Rotten Tomatoes.
D'abord prévue pour début 2018, la troisième saison de la série est repoussée à une date indéterminée à la suite des retombées de l'affaire Weinstein, qui produisait la série via Dimension Television, une filiale de The Weinstein Company. Ensuite, le service de vidéo à la demande Netflix, diffuseur de la série à l'international annonce la fin de son contrat avec The Weinstein Company, ce qui met fin à la diffusion exclusive de la série sur la plateforme. Le 25 juin 2019, il est annoncé que la série télévisée a bien droit à la diffusion de sa troisième saison, titrée Scream: Resurrection et produite par Queen Latifah, sur la chaîne VH1 entre le 8 et le 10 juillet 2019, dans laquelle la fille de Michael Jackson, Paris Jackson, fait une apparition. Dans cette saison, le masque original des films revient, et Roger L. Jackson prête sa voix pour jouer le tueur, huit ans après Scream 4. Malheureusement, cette troisième saison est très mal reçue par la critique, avec un score défavorable de 40 % sur Rotten Tomatoes, basé sur 5 critiques.